# Liste von Söhnen und Töchtern der Stadt Pittsburgh
Diese Liste von Söhnen und Töchtern der Stadt Pittsburgh umfasst – ohne Anspruch auf Vollständigkeit – in Pittsburgh in Pennsylvania geborene Persönlichkeiten. Ob sie im Weiteren in Pittsburgh gewirkt haben, ist ohne Belang.

## A

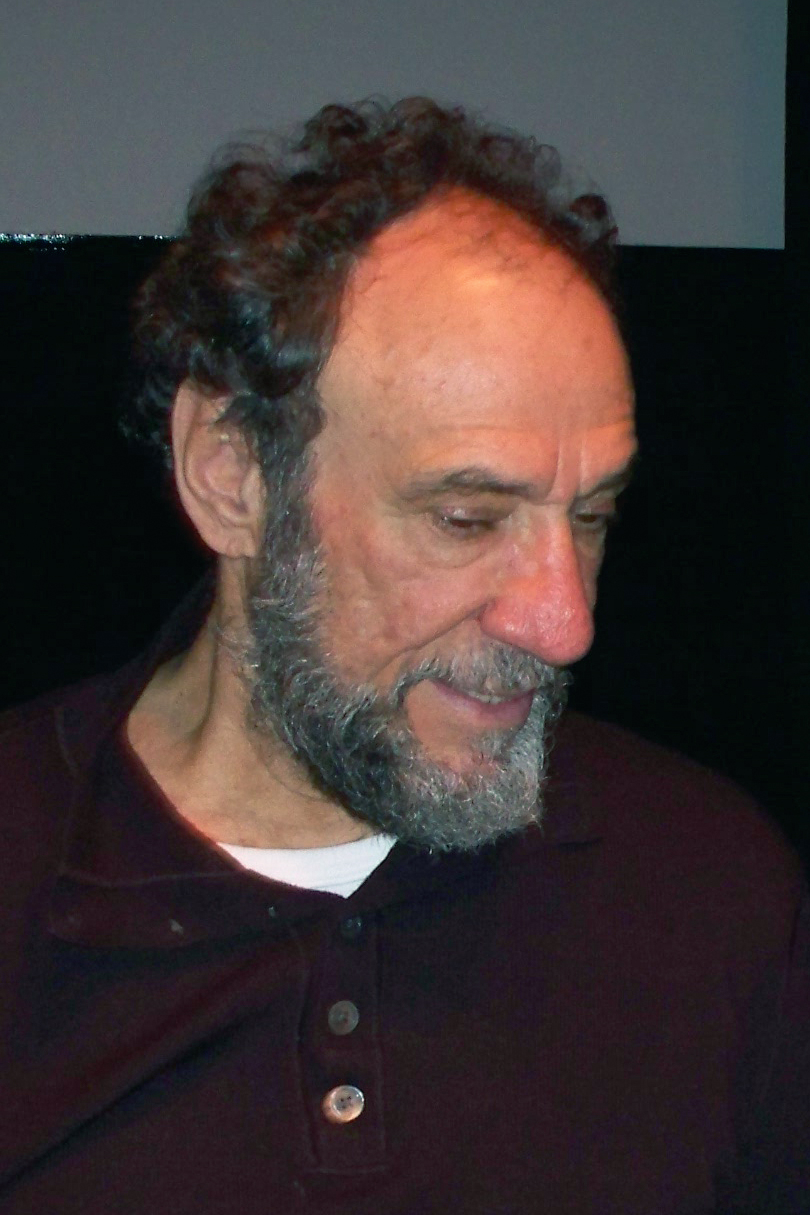
F. Murray Abraham

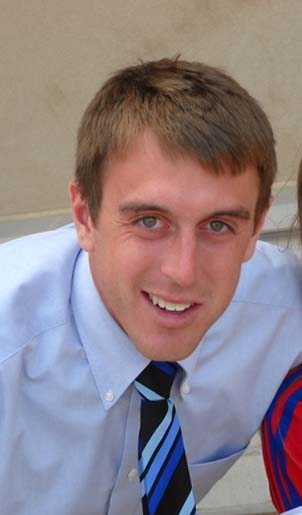
Eric Alexander

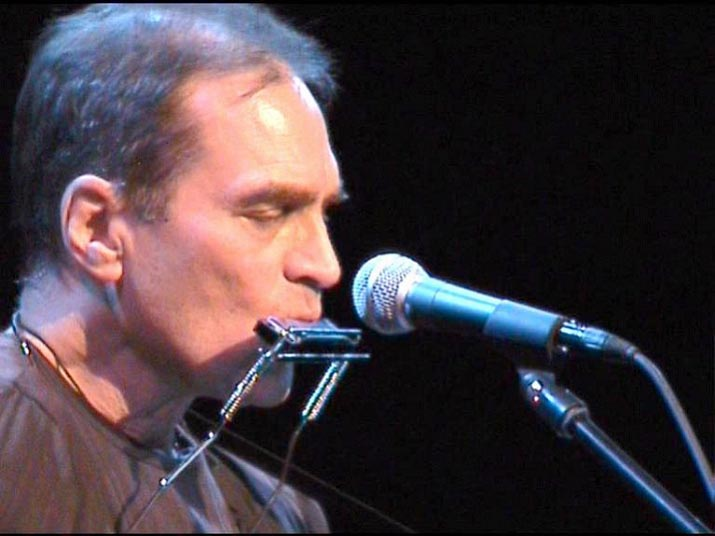
Eric Andersen

- Al Aarons (1932–2015), Jazzmusiker
- F. Murray Abraham (* 1939), Schauspieler
- Kyle Abraham (* 1977), zeitgenössischer Tänzer und Choreograf
- Valentine Abt (1873–1942), Mandolinist, Komponist und Musikpädagoge
- Richard Henry Ackerman (1903–1992), römisch-katholischer Ordensgeistlicher, Bischof von Covington
- J. C. Adams (* 1970), Autor, Journalist, Blogger und Filmregisseur
- Jonathan Adams (* 1967), Schauspieler
- Gregory Ain (1908–1988), Architekt
- Eric Alexander (* 1988), Fußballspieler
- Don Aliquo (* 1960), Jazz-Saxophonist, Hochschullehrer und Bandleader
- Hervey Allen (1889–1949), Schriftsteller (Antonio Adverso)
- Jacob A. Ambler (1829–1906), Politiker
- Eric Andersen (* 1943), Sänger und Songschreiber
- Kurt Angle (* 1968), Freistilringer, Olympiasieger und Wrestler der WWE und TNA
- Conrad M. Arensberg (1910–1997), Anthropologe, Soziologe und Hochschullehrer
- Walter Conrad Arensberg (1878–1954), Literaturwissenschaftler, Kryptoanalytiker und Kunstsammler
- Frances H. Arnold (* 1956), Biochemikerin und Chemieingenieurin
- Elayne Arrington (* 1940), Mathematikerin, Ingenieurin und Hochschullehrerin
- Steve Ash (* 1957), Jazzmusiker
- James Mitchell Ashley (1824–1896), Politiker und Gouverneur des Montana-Territoriums
- Alfred Atherton (1921–2002), Diplomat
- Sharif Atkins (* 1975), Filmschauspieler und Filmproduzent
- Tom Atkins (* 1935), Schauspieler
- Dennis Austin (1947–2023), Softwareentwickler

## B

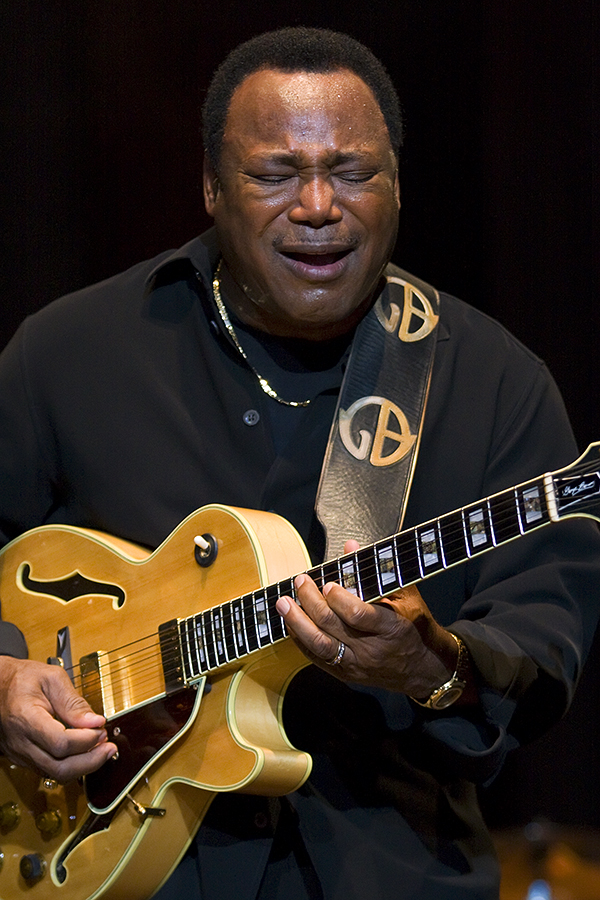
George Benson

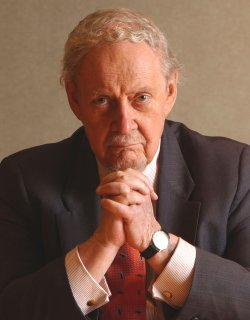
Robert Bork

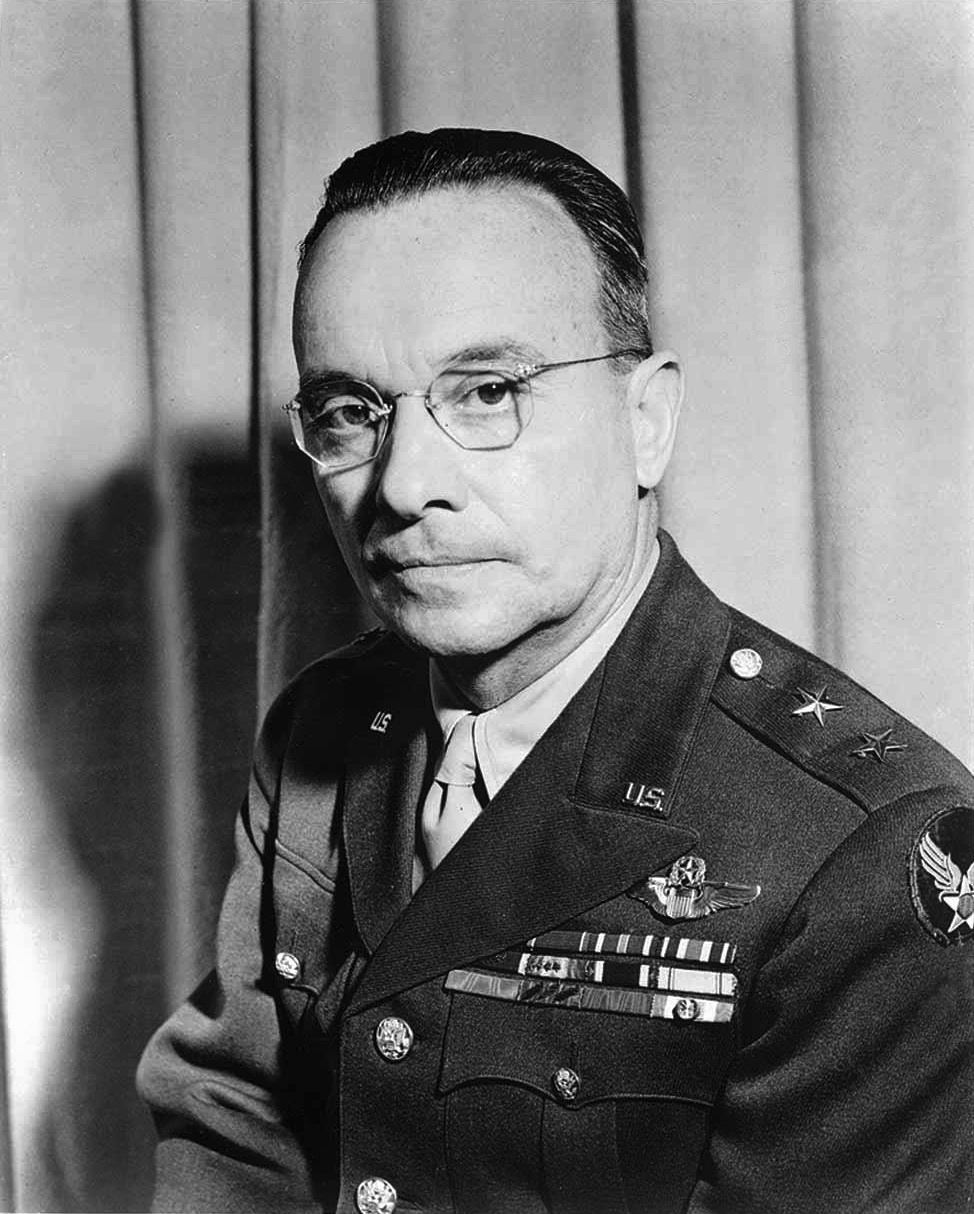
Lewis H. Brereton

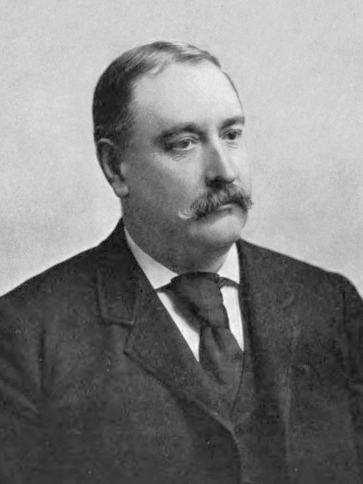
James W. Brown

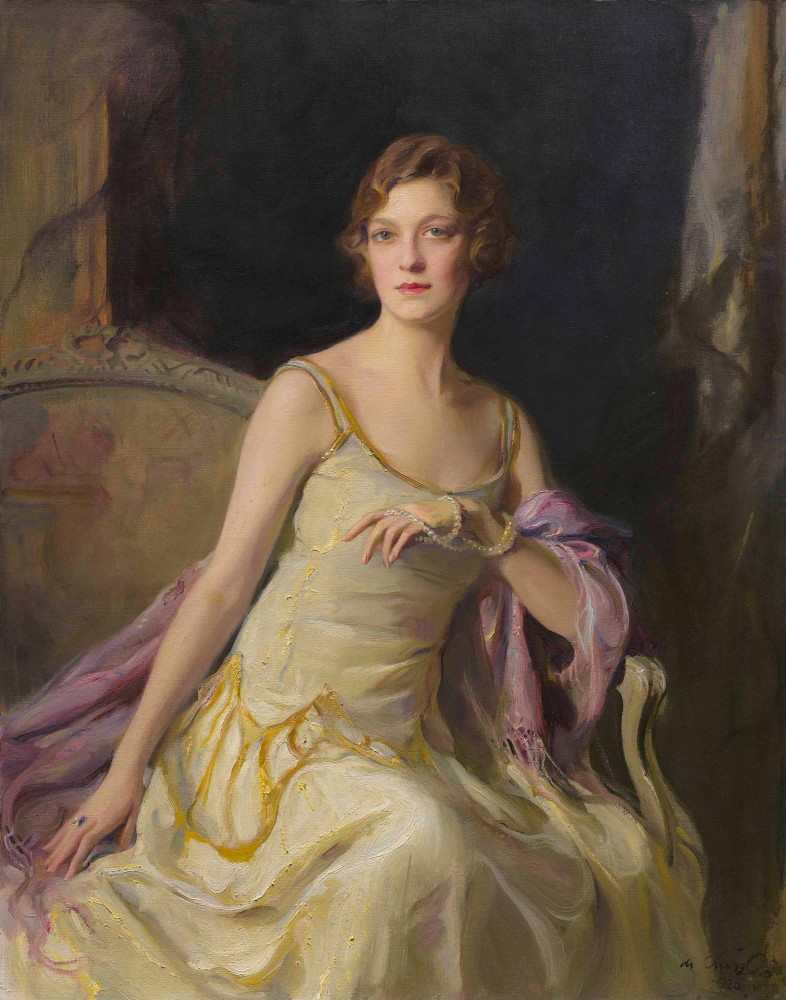
Ailsa Mellon Bruce

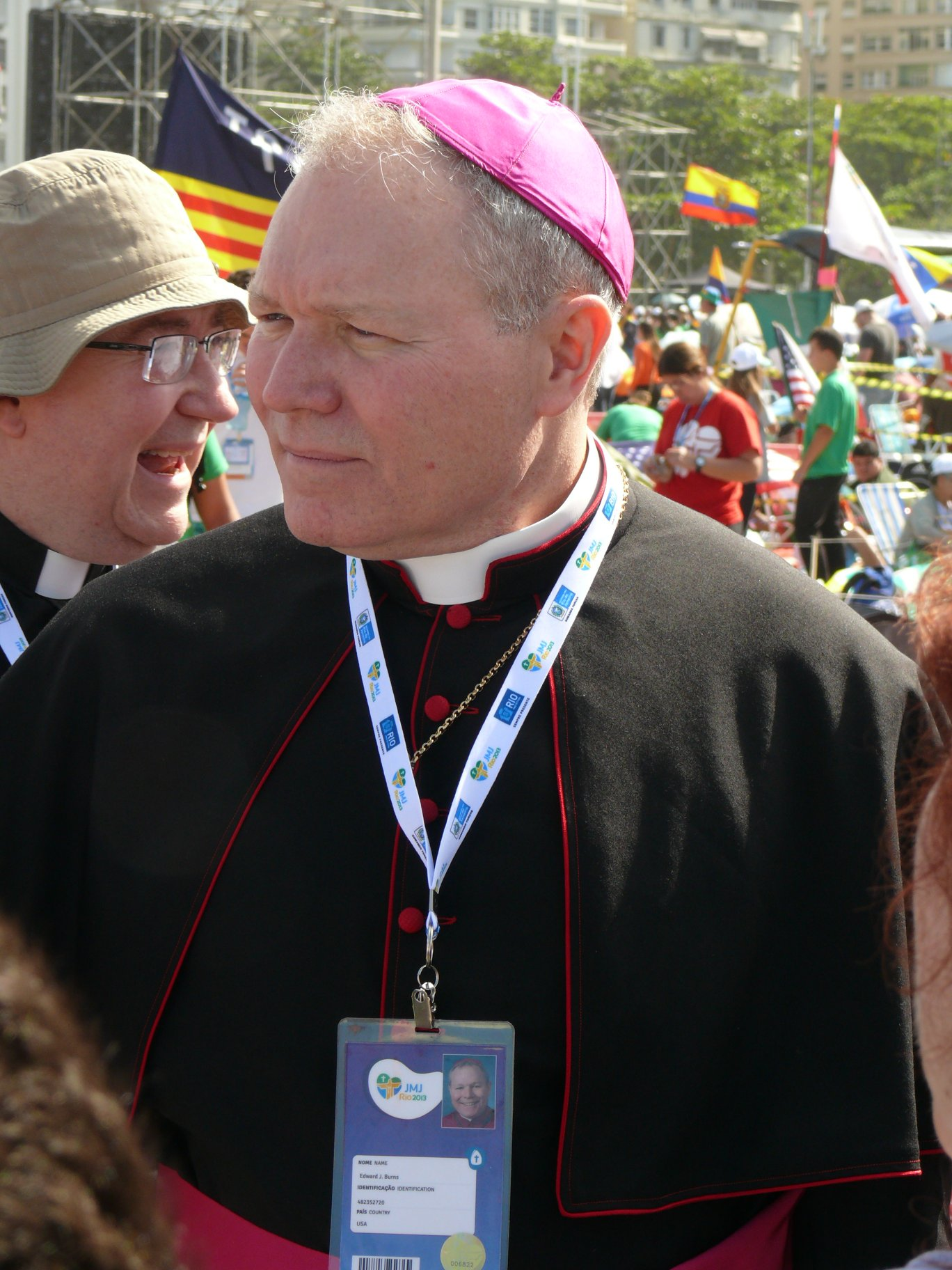
Edward James Burns

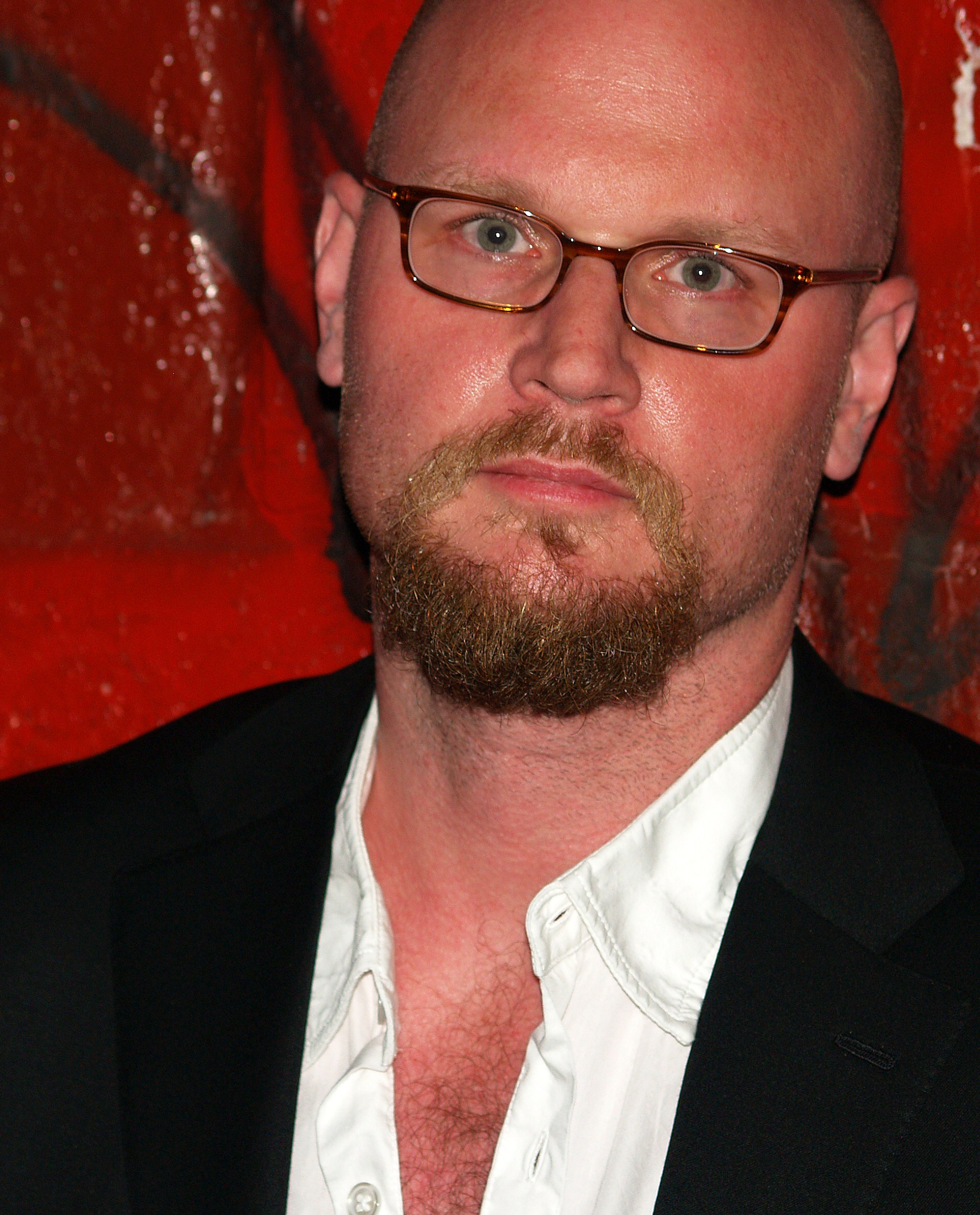
Augusten Burroughs

- Bob Babbitt (1937–2012), Bassist und Studiomusiker
- James P. Bacon (1939–1986), Herpetologe und Ökologe
- Donald A. Bailey (1945–2020), Politiker
- Deirdre Bair (1935–2020), Biografin
- Donald Baird (1926–2011), Paläontologe
- John Baizley (* 1977), Sänger, Gitarrist und Illustrator
- Charles Montague Bakewell (1867–1957), Politiker
- George A. Banker (1874–1917), Radsportler
- Chelsea Baratz (* 1986), Jazzmusikerin
- Andrew Jackson Barchfeld (1863–1922), Politiker
- Chris Barker (* 1980), Bassist, Sänger und Songwriter
- Vince Barnett (1902–1977), Schauspieler
- John Gilbert Barrett (* 1952), Kampfsportler, Stuntman und Schauspieler
- Robert L. Barry (1934–2024), Diplomat
- Matt Bartkowski (* 1988), Eishockeyspieler
- William Warren Bartley (1934–1990), Philosoph
- Jayce Bartok (* 1974), Schauspieler
- Mickey Bass (1943–2022), Jazzmusiker
- Harry Bates (1900–1981), Herausgeber und Autor von Science-Fiction
- William Baziotes (1912–1963), Maler und Vertreter des Abstrakten Expressionismus
- Robert W. Bazley (1925–2012), General der US Air Force und Oberkommandierender der US-Luftstreitkräfte im Pazifikraum
- Thomas Andrew Becker (1832–1899), Bischof von Savannah
- Don Beddoe (1903–1991), Schauspieler
- James M. Beggs (1926–2020), Leiter der US-amerikanischen Raumfahrtbehörde NASA
- Sandra Bem (1944–2014), Psychologin und Pionierin der Gender Studies
- Benny Benack III (* 1990), Jazzmusiker
- Marie Benedict (* 1973), Schriftstellerin
- George Benson (* 1943), Jazz-Gitarrist und Sänger
- William Benter (* 1957), Profispieler und Philanthrop
- Julie Benz (* 1972), Schauspielerin
- Gretchen J. Berg (* 1971), Drehbuchautorin und Produzentin
- Matthias Berking (* 1971), Professor für Klinische Psychologie und Psychotherapie
- Pandro S. Berman (1905–1996), Filmproduzent
- David Berlin (* 1943), Komponist und Musikpädagoge
- Malcolm C. Bert (1902–1973), Szenenbildner und Artdirector
- Carl Betz (1921–1978), Schauspieler
- Margot Bingham (* 1988), Schauspielerin und Sängerin
- Lawrence Sigmund Bittaker (1940–2019), Serienmörder
- Samuel Watson Black (1816–1862), Politiker und Gouverneur des Nebraska-Territoriums
- Shane Black (* 1961), Filmregisseur, Drehbuchautor und Schauspieler
- Donna Blackmond (* 1958), Chemikerin und Chemieingenieurin
- DeJuan Blair (* 1989), Basketballspieler
- Paul Blair (1942–2011), Journalist, Hörfunkmoderator und Verleger
- Allen Blairman (1940–2022), Schlagzeuger des Modern Jazz
- Art Blakey (1919–1990), Jazz-Schlagzeuger
- Robert Blum (1928–2022), Fechter
- Ernest Leonard Blumenschein (1874–1960), Landschaftsmaler und Illustrator
- Mel Bochner (1940–2025), Konzeptkünstler, Zeichner, Maler und Kunsttheoretiker
- Patrick Body (* 1982), American-Football- und Arena-Football-Spieler
- David Bonnar (* 1962), römisch-katholischer Geistlicher, Bischof von Youngstown
- Mike Bookie (1904–1944), Fußballspieler
- Robert Bork (1927–2012), Jurist und United States Solicitor General
- Herbert W. Boyer (* 1936), Biochemiker und einer der Gründer der ersten Biotechnologiefirma Genentech
- Henry Marie Brackenridge (1786–1871), Politiker
- Charles Bradley (1902–1979), Psychiater
- John I. Brauman (1937–2024), Chemiker
- Joseph Carl Breil (1870–1926), Komponist, Tenor und Regisseur
- Lewis H. Brereton (1890–1967), Militärperson
- Pat Britt (1940–2022), Jazzmusiker und Musikproduzent
- Matilda Moldenhauer Brooks (1888–1981), Biologin
- Harry Joe Brown (1890–1972), Filmproduzent und Regisseur
- James W. Brown (1844–1909), Politiker
- Ray Brown (1926–2002), Jazz-Bassist
- Ailsa Mellon Bruce (1901–1969), Sammlerin, Philanthropin und Mäzenin
- Ilka Brunner (* 1971), deutsch-amerikanische Physikerin und Hochschullehrerin
- Bob Buczkowski (1964–2018), American-Football-Spieler
- Erik Buell (* 1950), Ingenieur und Erfinder der Motorradmarke BUELL und ErikBuellRacing
- Kenneth Burke (1897–1993), Schriftsteller, Philosoph, Literatur- und Kommunikationstheoretiker
- Edward James Burns (* 1957), römisch-katholischer Geistlicher, Bischof von Dallas
- Augusten Burroughs (* 1965), Schriftsteller und Journalist
- Jack Butler (1927–2013), American-Football-Spieler, Sport-Scout
- Eben Byers (1880–1932), Geschäftsmann, Sportler und Mitglied der High Society

## C

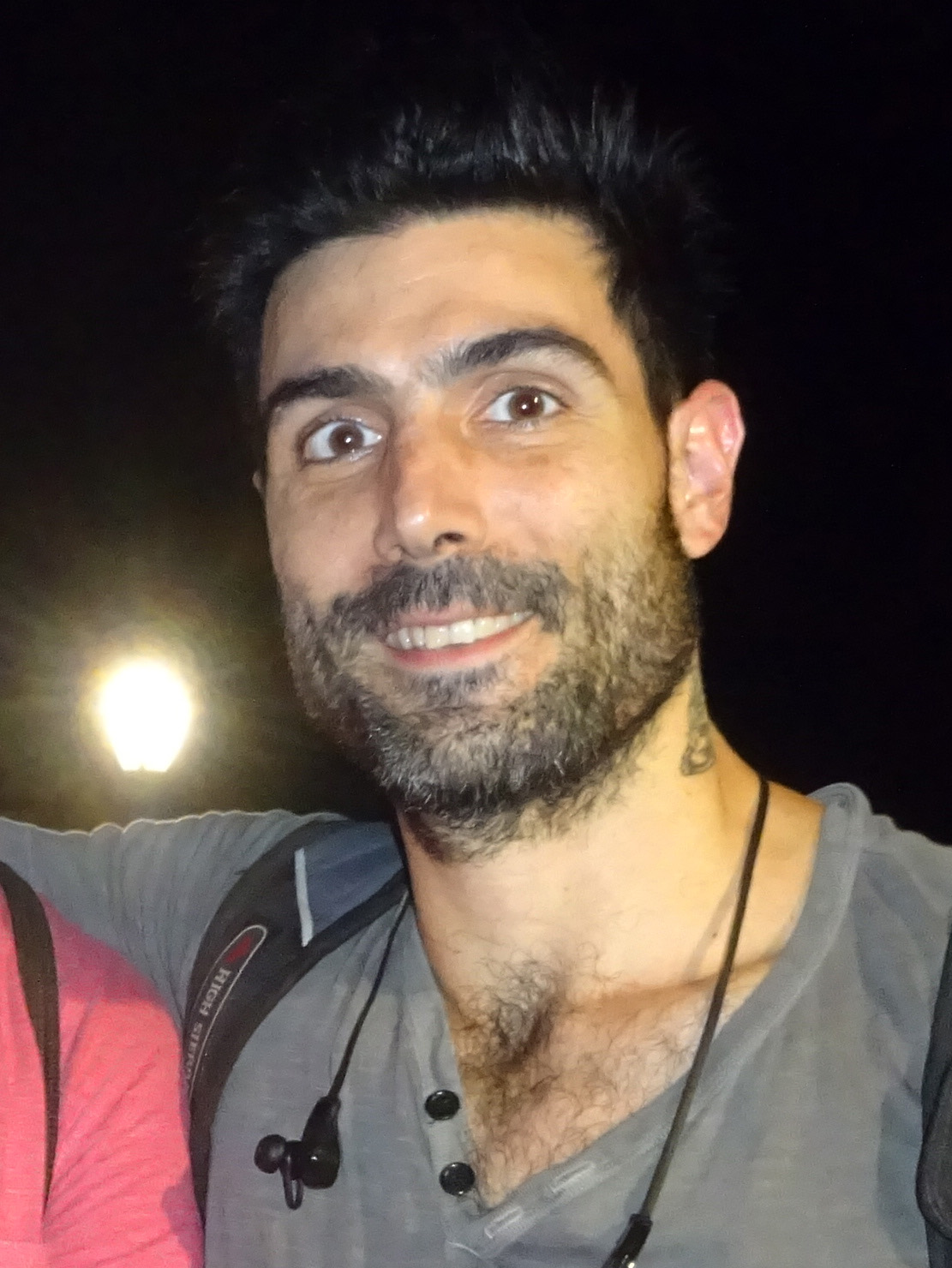
Louis Cancelmi

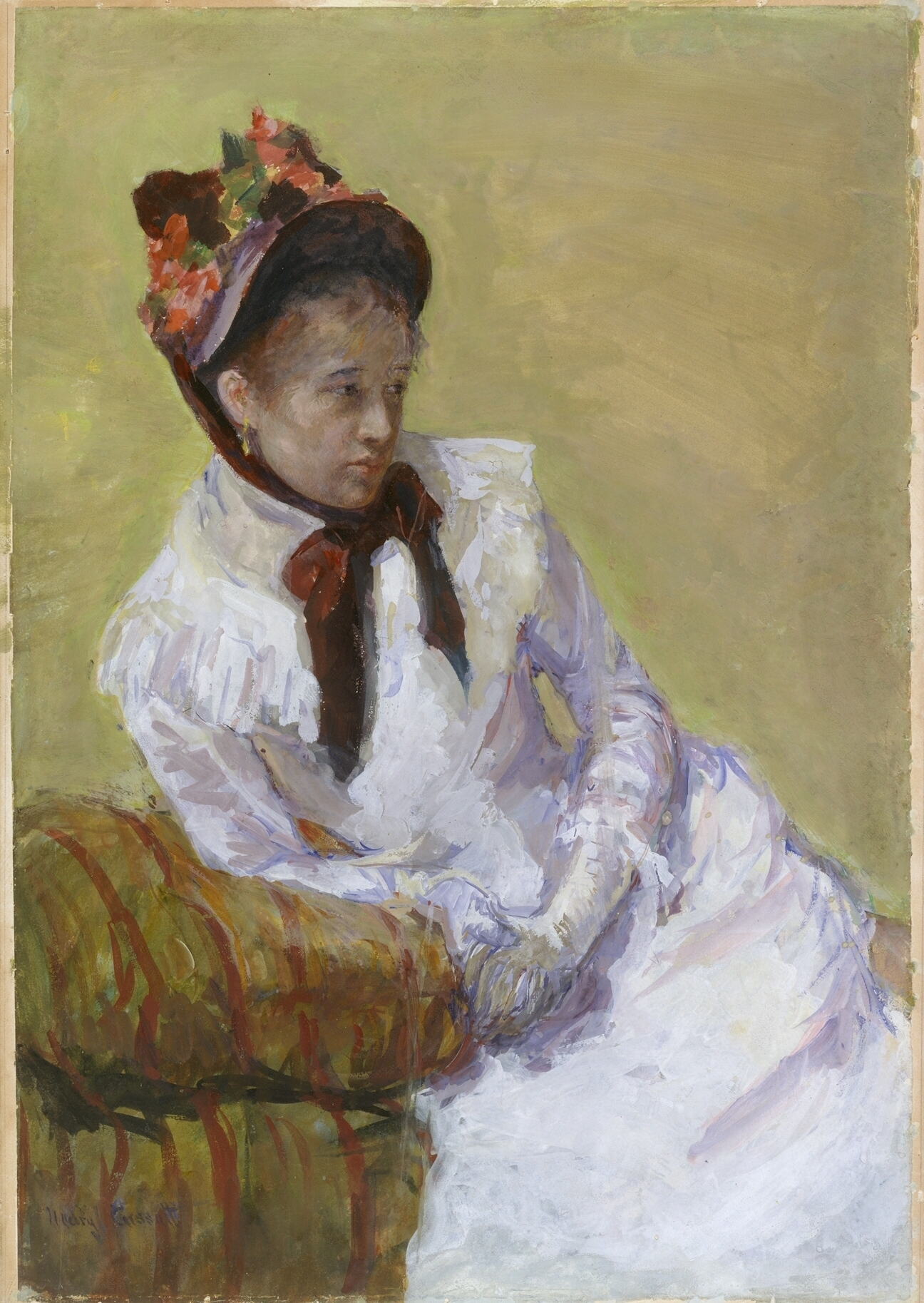
Mary Cassatt

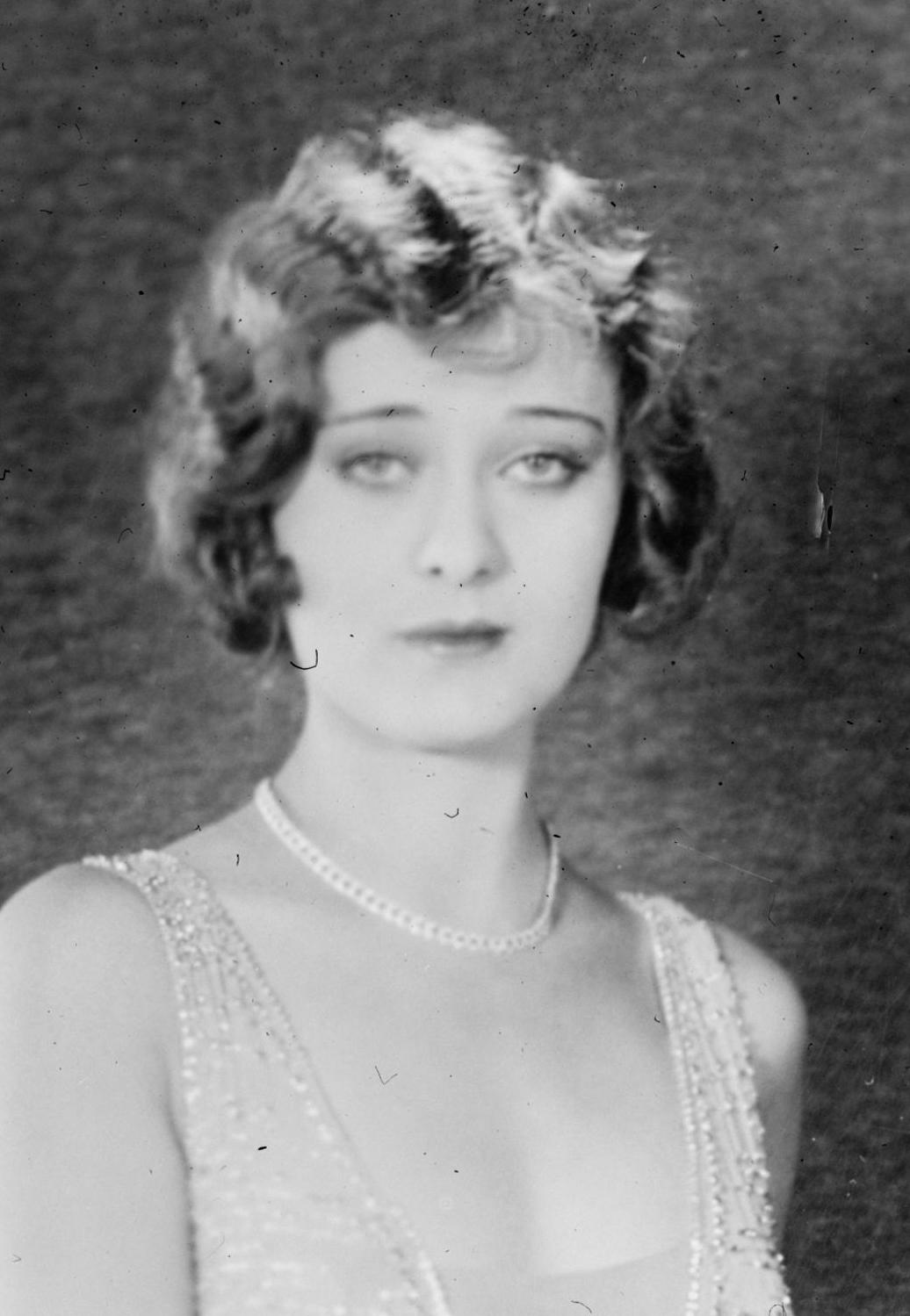
Dolores Costello

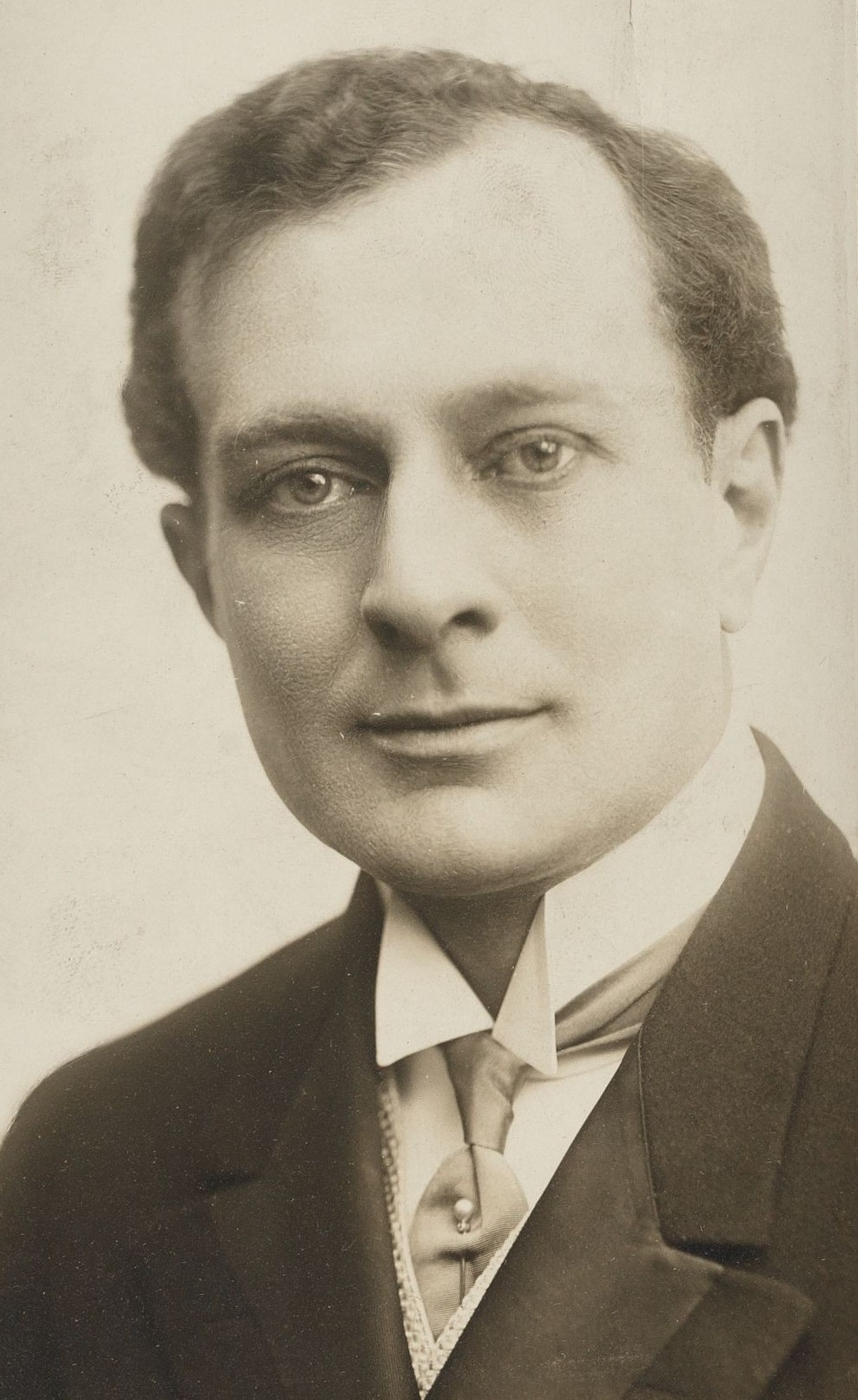
Maurice Costello

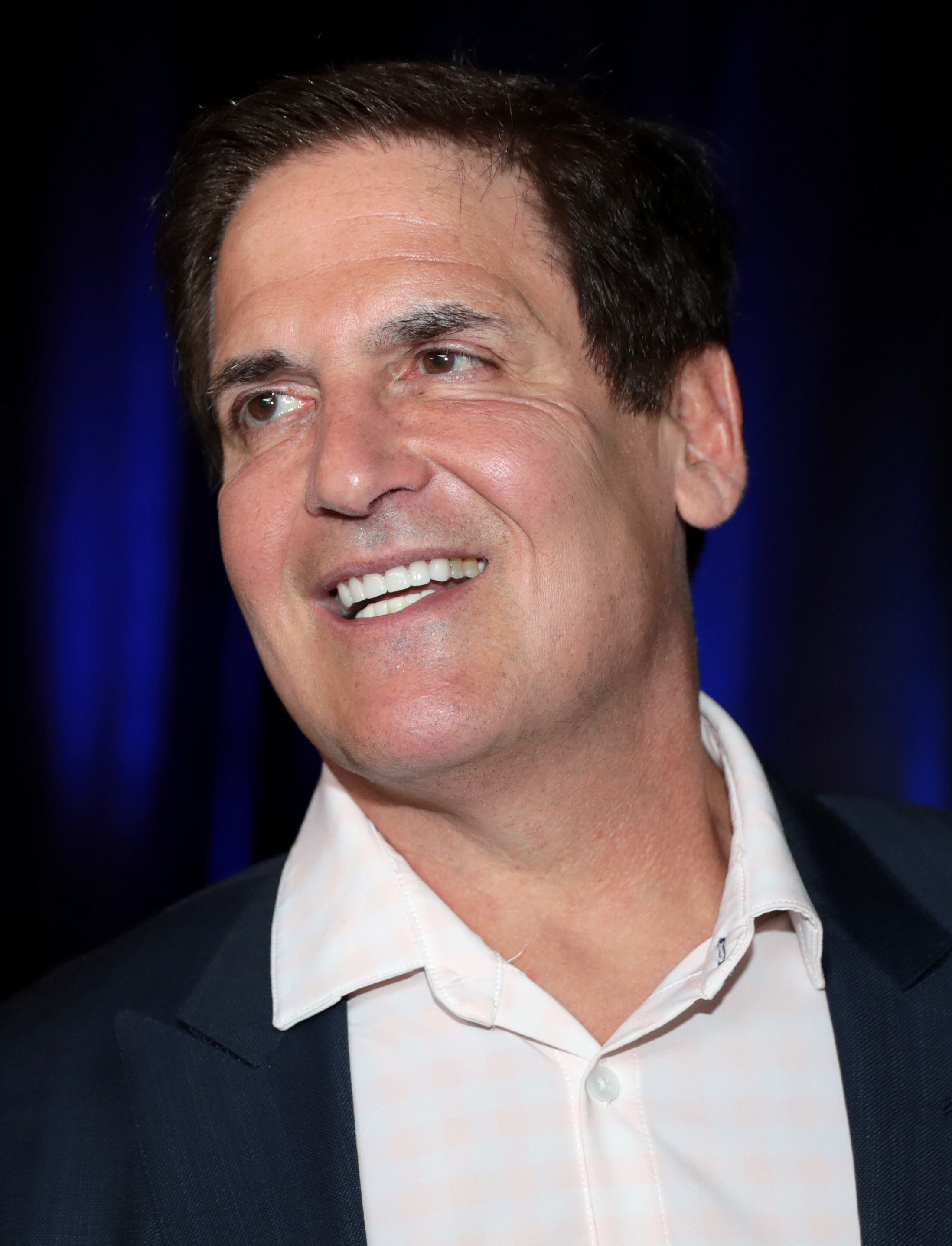
Mark Cuban

- Carole Caldwell Graebner (1943–2008), Tennisspielerin
- Daryl „Flea“ Campbell (1924–2011), Jazzmusiker
- Howard E. Campbell (1890–1971), Politiker
- Louis Cancelmi (* 20. Jahrhundert), Schauspieler
- Twink Caplan (* 1947), Schauspielerin und Komikerin
- Dave Carey (1926–2019), Orchester-, Jazz- und Studiomusiker
- Coleman Francis Carroll (1905–1977), Erzbischof von Miami
- Howard Joseph Carroll (1902–1960), Bischof von Altoona-Johnstown
- William Carroll (1788–1844), Politiker und Gouverneur von Tennessee
- John Renshaw Carson (1886–1940), Nachrichtentechniker
- Mary Cassatt (1844–1926), Malerin
- Ted Cassidy (1932–1979), Schauspieler
- Eddie Chambers (* 1982), Boxer
- Paul Chambers (1935–1969), Jazz-Bassist
- Samuel Charters (1929–2015), Blues-Musiker und Forscher
- Éric de Chassey (* 1965), Kunsthistoriker
- Stephen Chbosky (* 1970), Roman- und Drehbuchautor und Regisseur
- Norman Christ (* 1943), Physiker
- Leigh Christian (* 1945), Schauspielerin
- Barry Church (* 1988), Footballspieler
- Stephen J. Cimbala (* 1943), Politikwissenschaftler und Hochschullehrer
- Kenny Clarke (1914–1985), Jazz-Schlagzeuger und Neuerer des Bebop-Schlagzeugstils
- Bernard Leonard Cohen (1924–2012), Kernphysiker
- Vinnie Colaiuta (* 1956), Schlagzeuger
- Bill Cole (* 1937), Jazz-Musiker, Musikethnologe und Hochschullehrer
- Mary Colter (1869–1958), Architektin
- Henry Steele Commager (1902–1998), Historiker
- Miguel Condé (* 1939), mexikanischer figurativer Maler und Graveur
- Billy Conn (1917–1993), Boxer
- William Graham Connare (1911–1995), Bischof von Greensburg
- David Conrad (* 1967), Schauspieler
- Frank Conrad (1874–1941), Rundfunkpionier
- Robert Conway (* 1974), Wrestler
- Bob Cooper (1925–1993), Jazzmusiker
- Chuck Cooper (1926–1984), Basketballspieler
- Robert J. Corbett (1905–1971), Politiker
- William Corbett (1902–1971), Politiker
- Robert Costanza (* 1950), Professor für ökologische Ökonomik
- Dolores Costello (1903–1979), Filmschauspielerin
- Maurice Costello (1877–1950), Schauspieler und Stummfilmregisseur
- John Covert (1882–1960), Maler
- William J. Coyne (1936–2013), Politiker
- Ray Crawford (1924–1997), Jazz-Gitarrist
- Adrian Cronauer (1938–2018), Radio-DJ und Rechtsanwalt
- Richard S. Crutchfield (1912–1977), Psychologe
- Mark Cuban (* 1958), Self-Made-Milliardär, Eigentümer der Dallas Mavericks und Mitbegründer von 2929 Entertainment

## D
- Julianne Dalcanton (* 1968), Astronomin

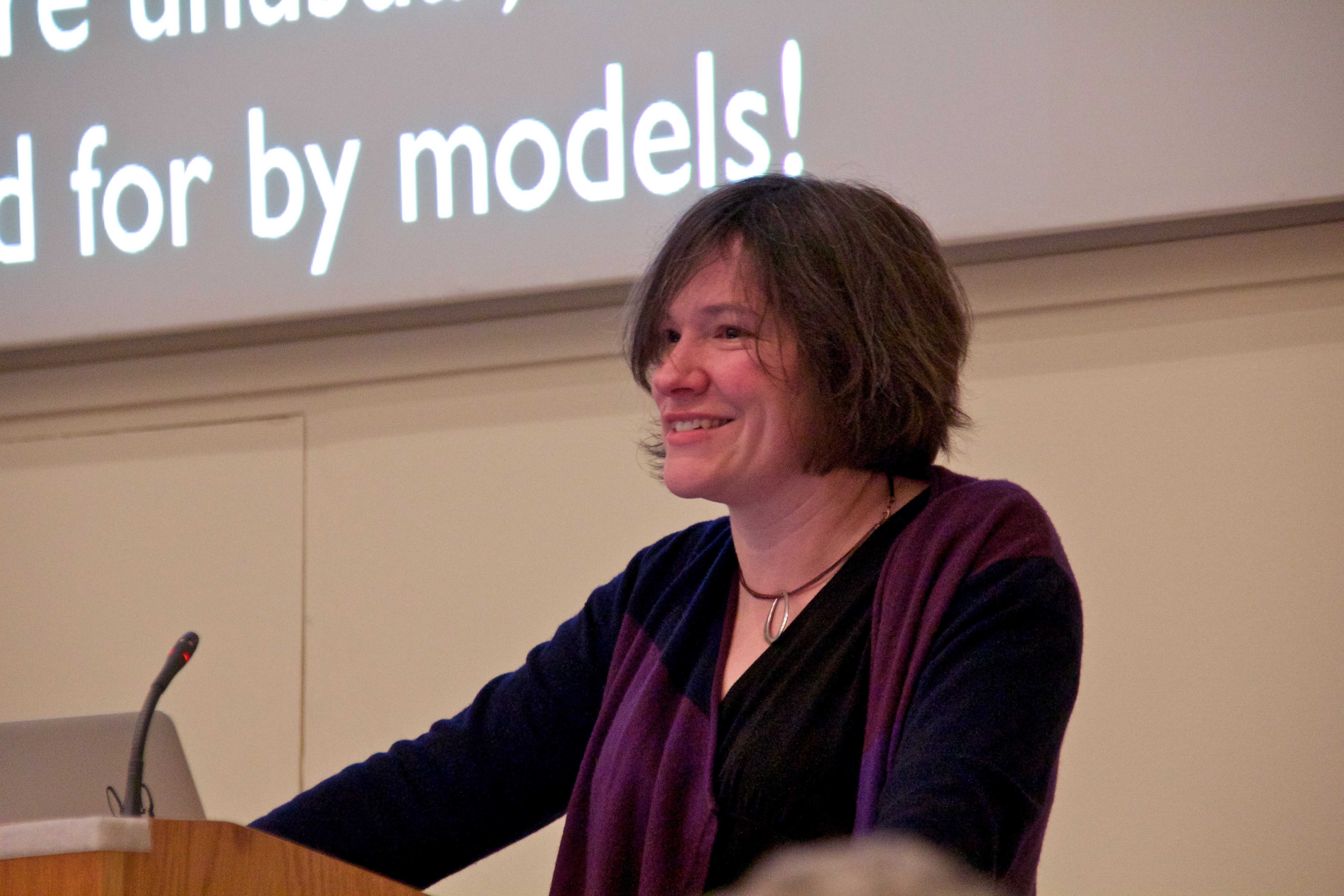
Julianne Dalcanton

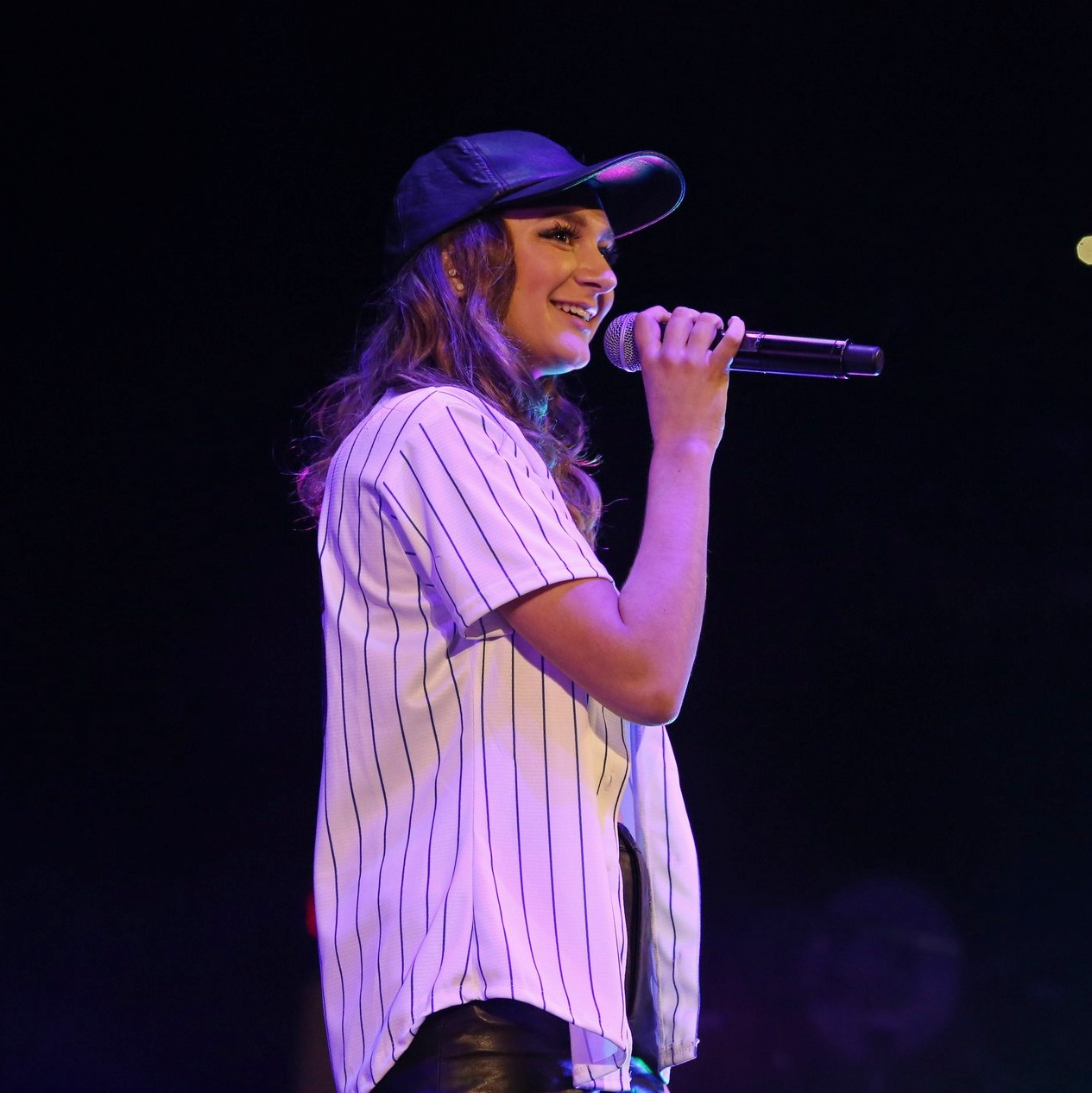
Daya

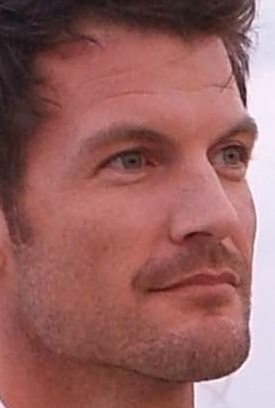
Mark Deklin

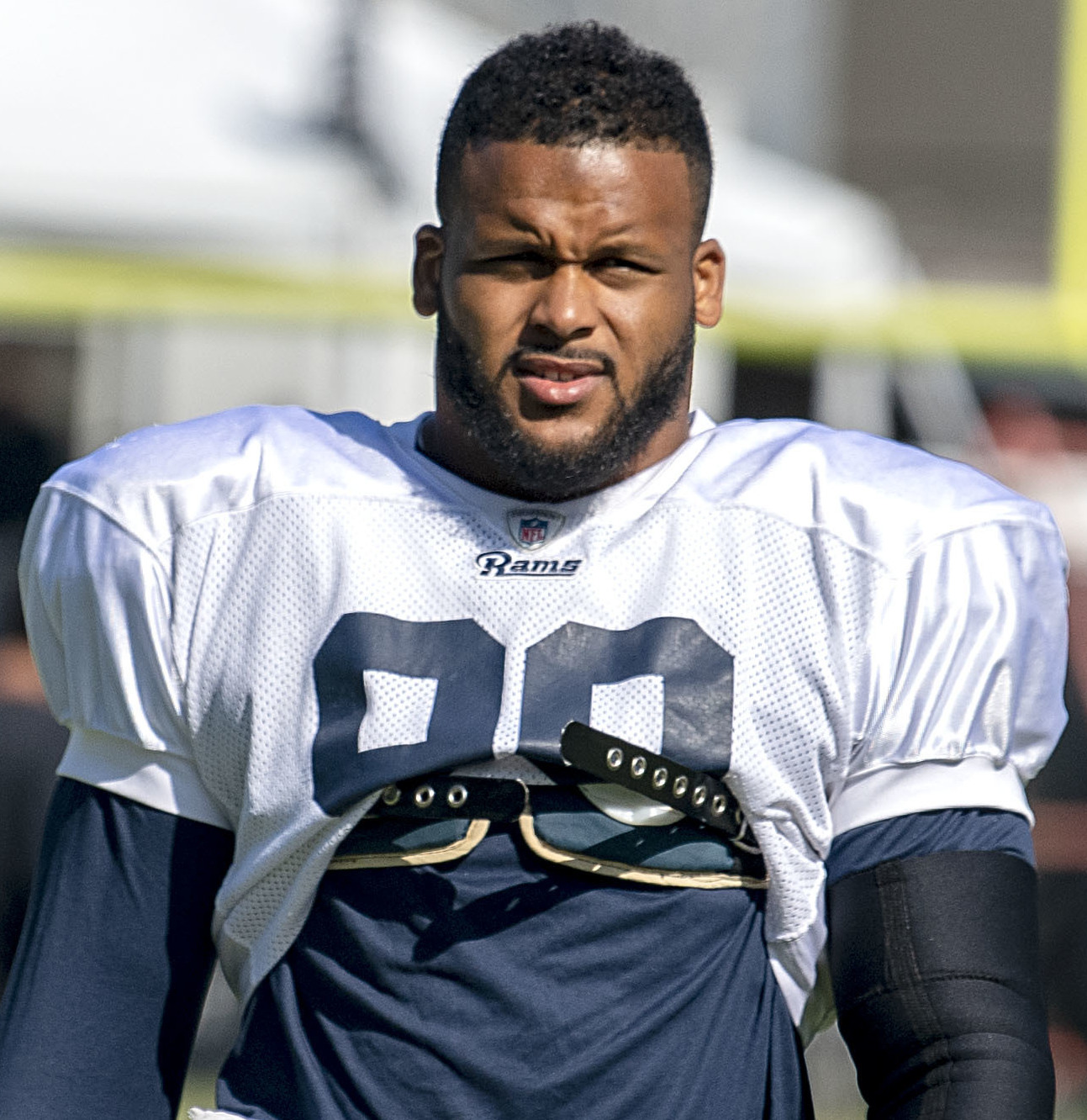
Aaron Donald

- Jennifer Darling (* 1946), Schauspielerin und Synchronsprecherin
- Sidney Darlington (1906–1997), Elektroingenieur
- Cornelius Darragh (1809–1854), Jurist und Politiker
- Robyn Dawes (1936–2010), Psychologe
- Marpessa Dawn (1934–2008), Schauspielerin
- Daya (* 1998), Sängerin
- James Deahl (* 1945), Schriftsteller und Lyriker
- John DeChancie (* 1946), Fantasy-Autor
- Mark Deklin (* 1967), Schauspieler und Kampfchoreograph
- James Demmel (* 1955), Mathematiker'
- Peter J. De Muth (1892–1993), Politiker
- Harmar Denny (1794–1852), Politiker
- Michelle DiBucci (* 20. Jahrhundert), Komponistin
- John Dick (1794–1872), Politiker, für Pennsylvania im US-Repräsentantenhaus
- Barry Dierks (1899–1960), Architekt
- Frank Dileo (1947–2011), Musikmanager und Schauspieler
- Annie Dillard (* 1945), Dichterin, Essayistin, Hochschullehrerin und Pulitzer-Preisträgerin
- Francesca Di Lorenzo (* 1997), Tennisspielerin
- Dwayne Dolphin (* 1963), Jazzmusiker
- Aaron Donald (* 1991), American-Football-Spieler
- Kim Donovan (* 20. Jahrhundert), Schauspielerin und Synchronsprecherin
- J. Robert Dorfman (* 1937), Physiker
- Paul Doucette (* 1972), Musiker
- Haldane Douglas (1892–1980), Künstler, Artdirector und Szenenbildner
- Herb Douglas (1922–2023), Weitspringer
- Alfred E. Driscoll (1902–1975), Politiker
- William Dunham (* 1947), Mathematiker und Mathematikhistoriker
- Benedict Duss (1910–2005), Benediktinerin und Gründerin des ersten Benediktinerinnen-Klosters in den USA

## E

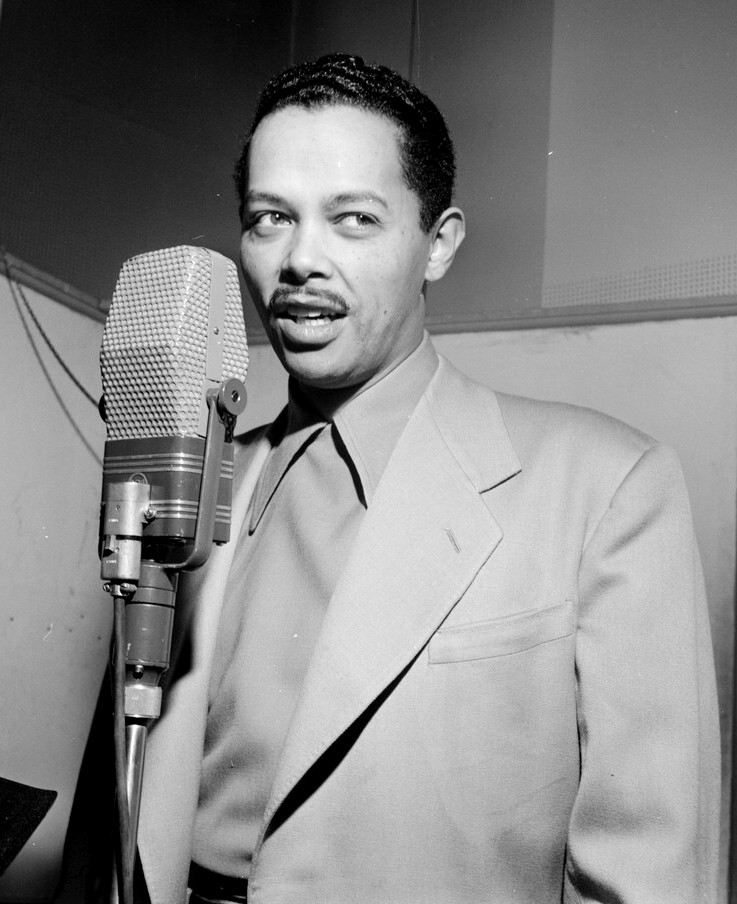
Billy Eckstine

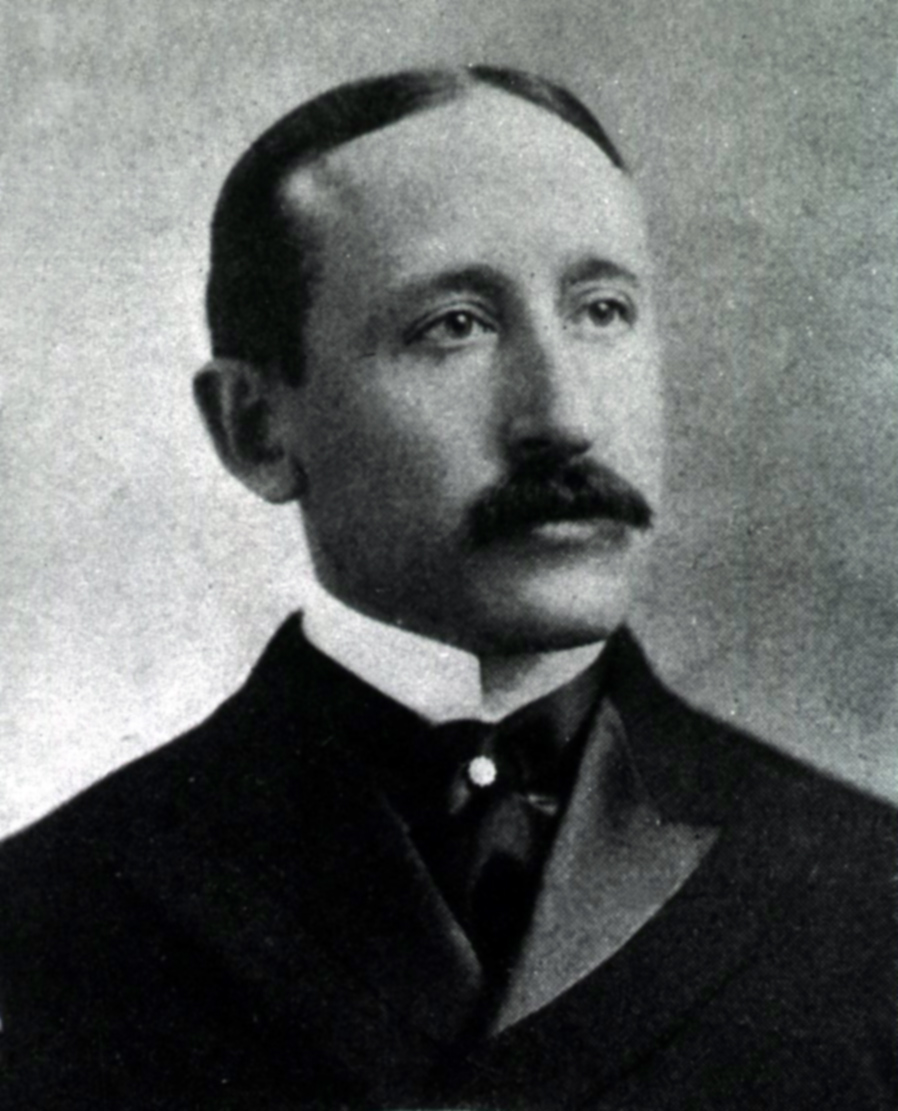
James Ewing

- Herman P. Eberharter (1892–1958), Politiker
- Charles R. Eckert (1868–1959), Politiker
- Mark Eckman (* 1959), römisch-katholischer Geistlicher, Bischof von Pittsburgh
- Billy Eckstine (1914–1993), Jazzsänger, Musiker und Bandleader
- Tom Ebert (1919–2013), Jazzmusiker
- Wallace John Eckert (1902–1971), Astronom und Pionier wissenschaftlichen Rechnens mit Computern
- Brendan Eich (* 1961), Programmierer
- Joe Eldridge (1908–1952), Altsaxophonist und Violinist des Swing
- Elias (* 1987), Wrestler und Musiker
- Roy Eldridge (1911–1989), Jazztrompeter
- Albert Ellis (1913–2007), Psychologe und Psychotherapeut
- Lisa Emery (* 1952), Theater-, Film- und Fernsehschauspielerin
- Giuseppe Enrici (1894–1968), italienischer Radrennfahrer
- Charles Esten (* 1965), Schauspieler, Sänger, Songwriter und Comedian
- Harry Allison Estep (1884–1968), Politiker
- James Ewing (1866–1943), Pathologe

## F

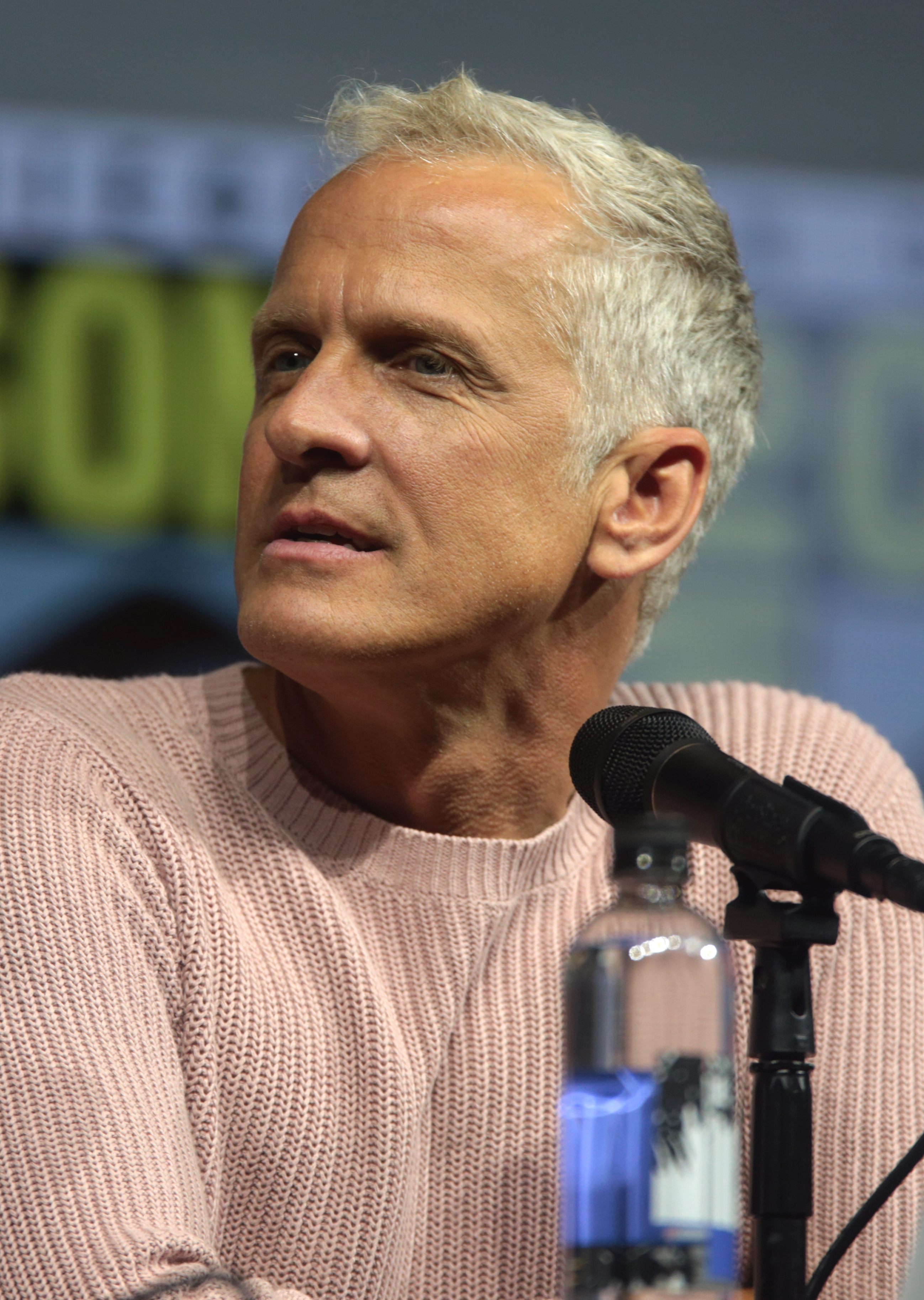
Patrick Fabian

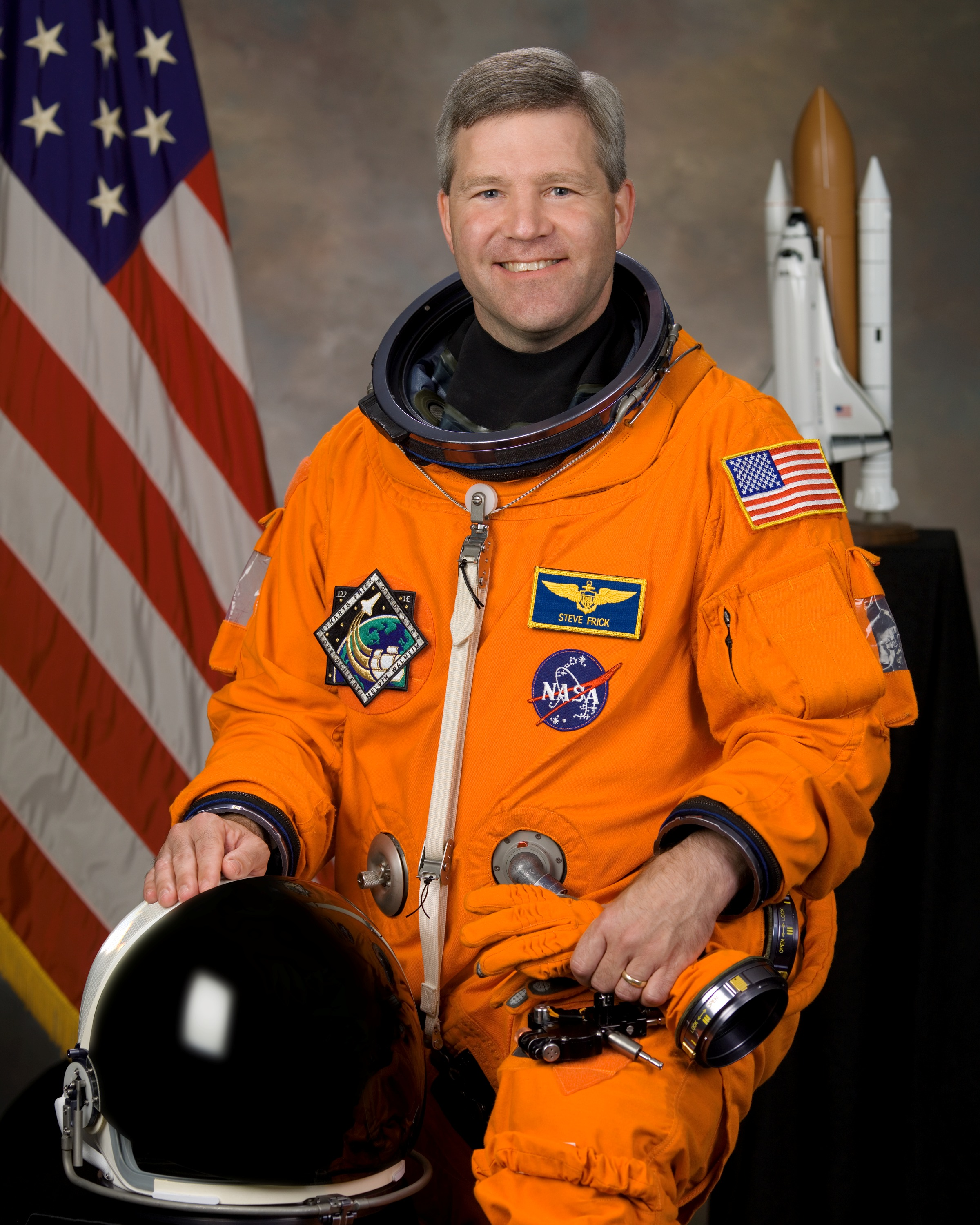
Stephen Frick

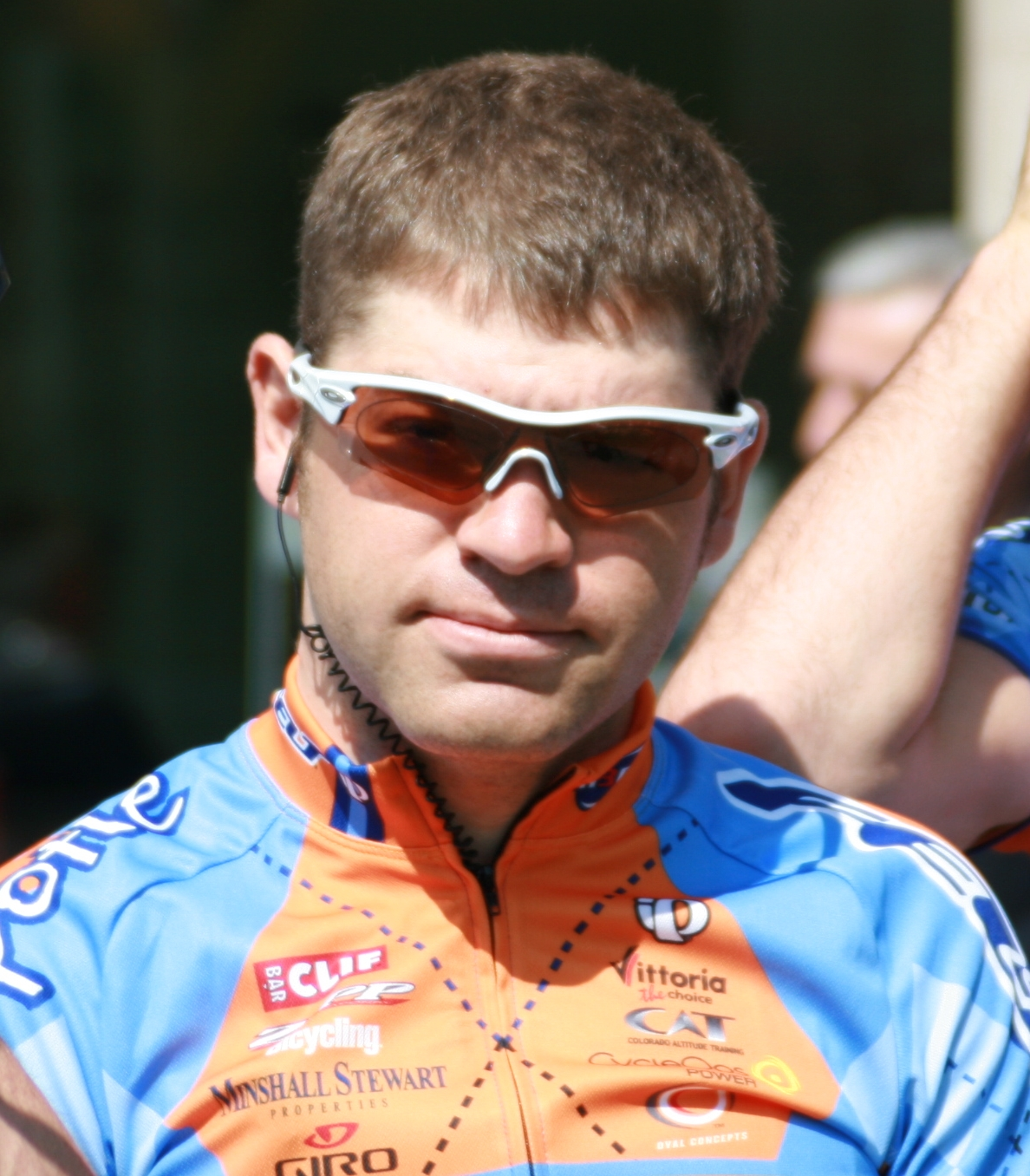
Michael Friedman

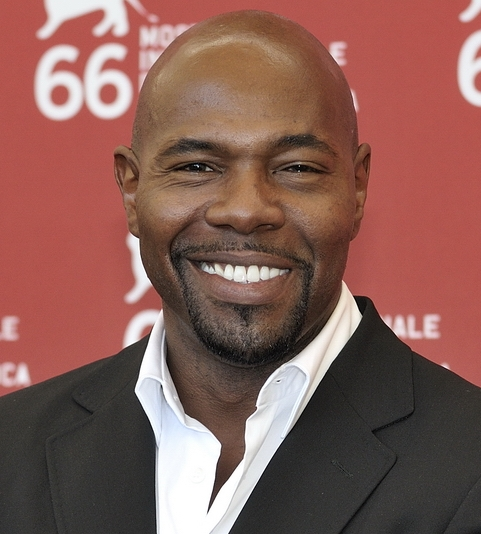
Antoine Fuqua

- Patrick Fabian (* 1964), Film-, Fernseh- und Theaterschauspieler
- Justin Fairfax (* 1979), Politiker
- Caterina Fake (* 1969), Unternehmerin
- Barbara Feldon (* 1933), Schauspielerin
- Rube Ferns (1873–1952), Boxer
- William R. Fey (1942–2021), römisch-katholischer Ordensgeistlicher und Bischof von Kimbe
- Jerry Fielding (1922–1980), Radiosprecher, Arrangeur und Film- und Fernsehkomponist
- Bob Filner (1942–2025), Politiker, Bürgermeister von San Diego und Abgeordneter im US-Repräsentantenhaus für Kalifornien
- Michael Fimognari (* 1974), Kameramann
- Mike Fincke (* 1967), Astronaut
- Howard Fineman (1948–2024), Journalist
- Bernard Fisher (1918–2019), Arzt und Wissenschaftler
- J. Richard Fisher (* 1943), Astronom
- Joe Flaherty (1941–2024), Komiker und Filmschauspieler
- Peter F. Flaherty (1924–2005), Politiker und Jurist
- Gaelen Foley (* 1973), Autorin historischer Romane
- William Alfred Fowler (1911–1995), Astrophysiker und Nobelpreisträger
- Stephen Flaherty (* 1960), Musical-Komponist
- Robert Forsythe (* 1949), Ökonom
- Bill Fralic (1962–2018), Footballspieler
- Björn Fratangelo (* 1993), Tennisspieler
- Holly Frazier (* 1970), Reality-TV-Teilnehmerin, Schauspielerin, Autorin und Influencerin
- Helen Free (1923–2021), Chemikerin
- Ron Frenz (* 1960), Comiczeichner
- Stephen Frick (* 1964), Astronaut
- Nancy Friday (1933–2017), Autorin
- Harvey Friedman (* 1959), Schauspieler
- Michael Friedman (* 1982), Radrennfahrer
- Nikki Fritz (1964–2020), Schauspielerin und Model
- Antoine Fuqua (* 1966), Filmregisseur

## G
- Bonnie Gadusek (* 1963), Tennisspielerin

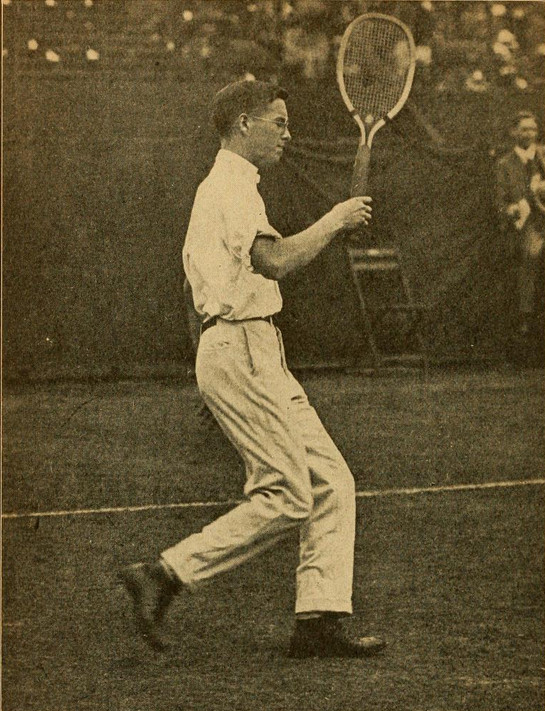
Charles Garland

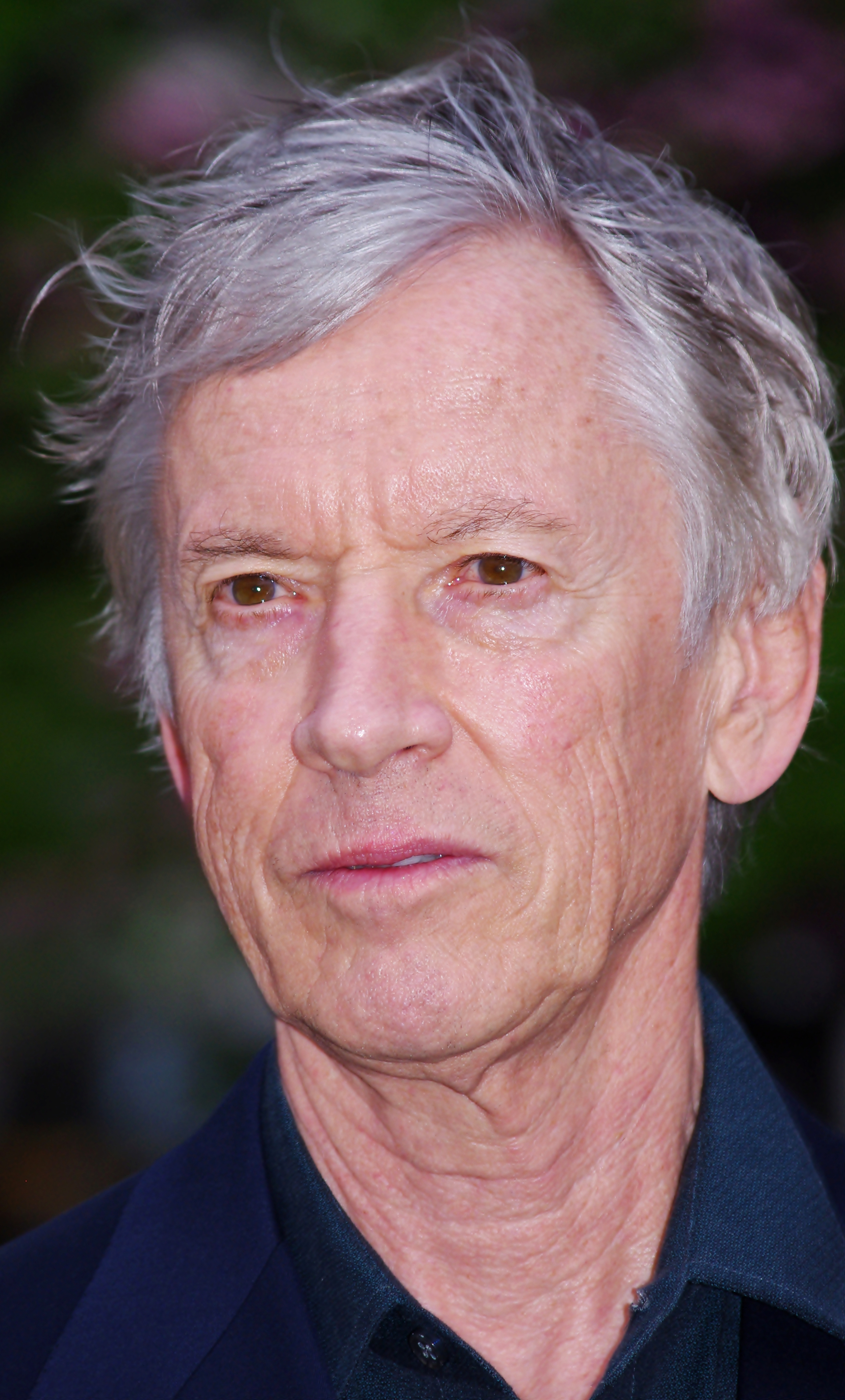
Scott Glenn

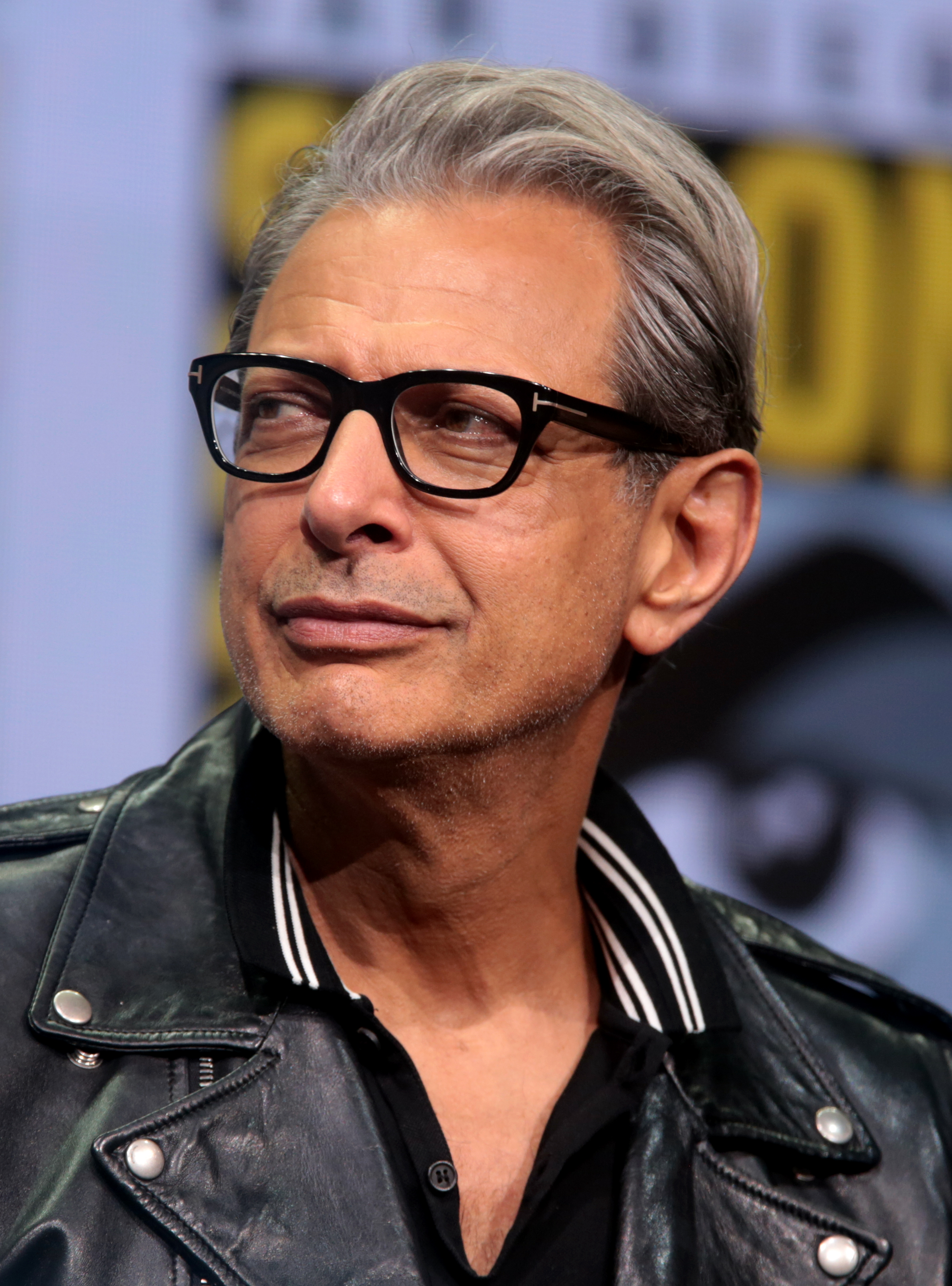
Jeff Goldblum

- Barry Galbraith (1919–1983), Jazzgitarrist des Swing und Cool Jazz
- Nancy Galbraith (* 1951), Komponistin, Organistin und Musikpädagogin
- Rita Gam (1927–2016), Schauspielerin
- Fred Gamble (1932–2024), Autorennfahrer und ehemaliger Renndirektor von Goodyear
- Chip Ganassi (* 1958), Rennfahrer und Rennstallbesitzer
- Billy Gardell (* 1969), Schauspieler und Comedian
- Charles Garland (1898–1971), Tennisspieler
- Mahlon Morris Garland (1856–1920), Politiker
- Erroll Garner (1921–1977), Jazzpianist
- Norbert Felix Gaughan (1921–1999), Bischof von Gary
- Michael James Genovese (1919–2006), Mobster der US-amerikanischen Cosa Nostra und Boss der LaRocca-Familie
- John Gibson (* 1993), Eishockeyspieler
- Bill Cormann Giessen (1932–2010), Physiker, Unternehmer und Hochschullehrer in Boston
- Felix Giobbe (1914–1985), Jazz-Bassist
- Scott Glenn (* 1941), Schauspieler
- Jeff Goldblum (* 1952), Schauspieler
- Lester Goran (1928–2014), Schriftsteller
- Eve Gordon (* 1960), Schauspielerin
- Frank Gorshin (1933–2005), Schauspieler
- Bruce Gradkowski (* 1983), American-Football-Spieler
- Michael Grady (* 1996), Ruderer
- Charles Graner (* 1968), Soldat im Irak-Krieg
- Corey Graves (* 1984), WWE-Kommentator, ehem. Wrestler
- Harry Greb (1894–1926), Mittelgewichtsboxer
- Bill Green (1961–2012), Sprinter
- John Greene (1928–2007), theoretischer Physiker und angewandter Mathematiker
- Jimmy Grier (1902–1959), Jazzmusiker, Songwriter und Bandleader
- Benjamin Grierson (1826–1911), Brigadegeneral des US-Heeres
- Martha Grimes (* 1931), Schriftstellerin
- Charles Grodin (1935–2021), Schauspieler, Komiker, Schriftsteller, Radiomoderator und Theaterregisseur
- Joe Grushecky (* 1948 o. 1949), Musiker

## H

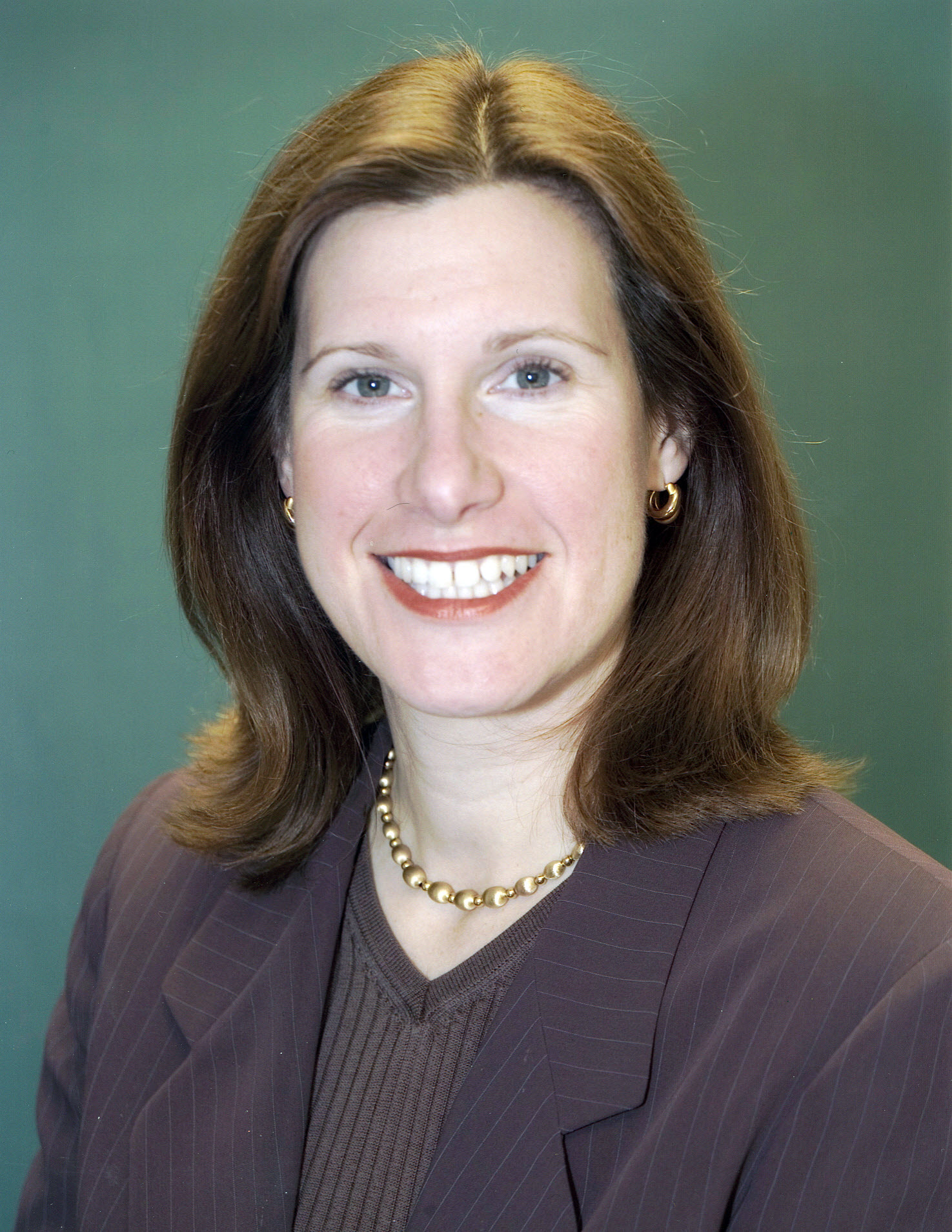
Melissa Hart

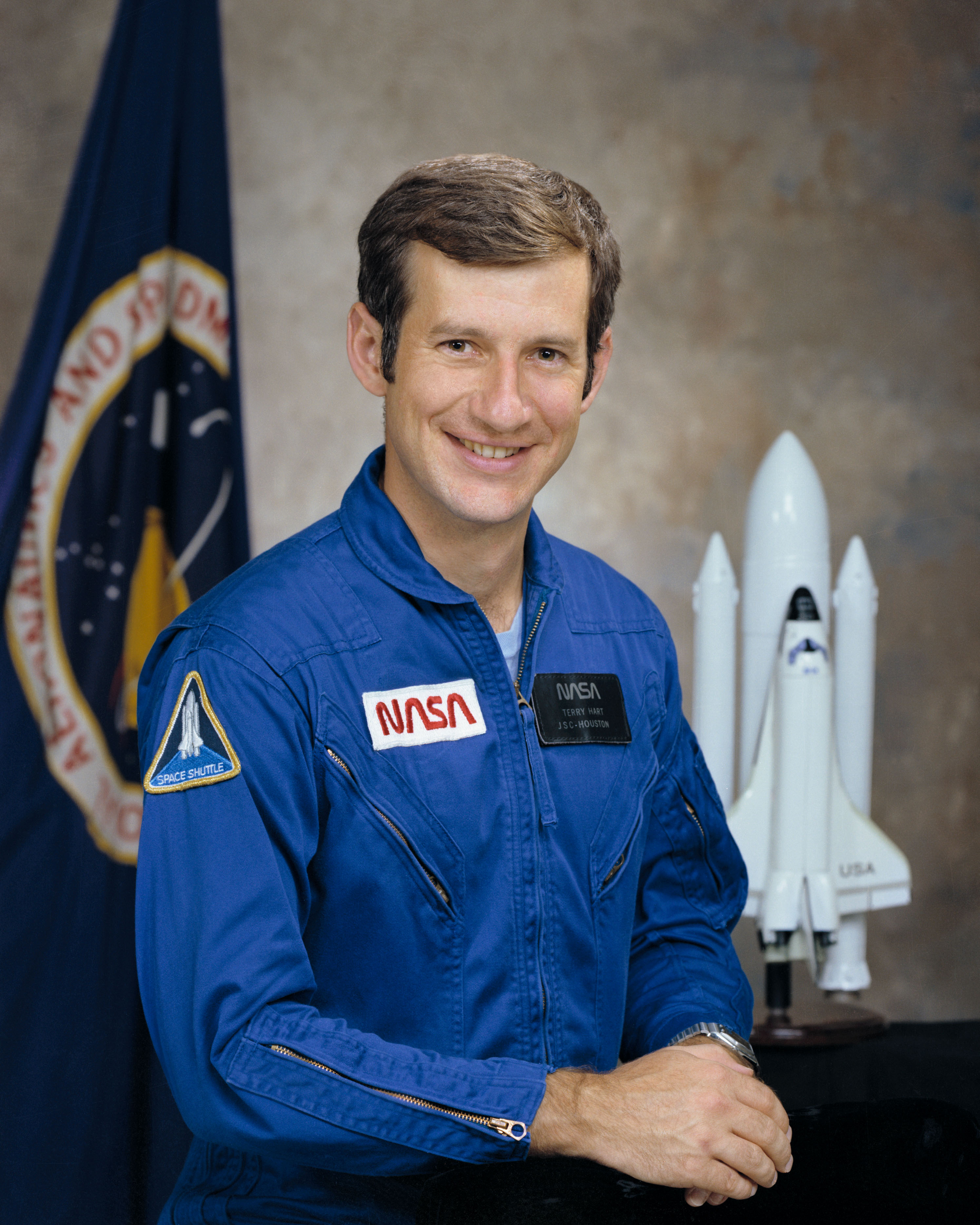
Terry Hart

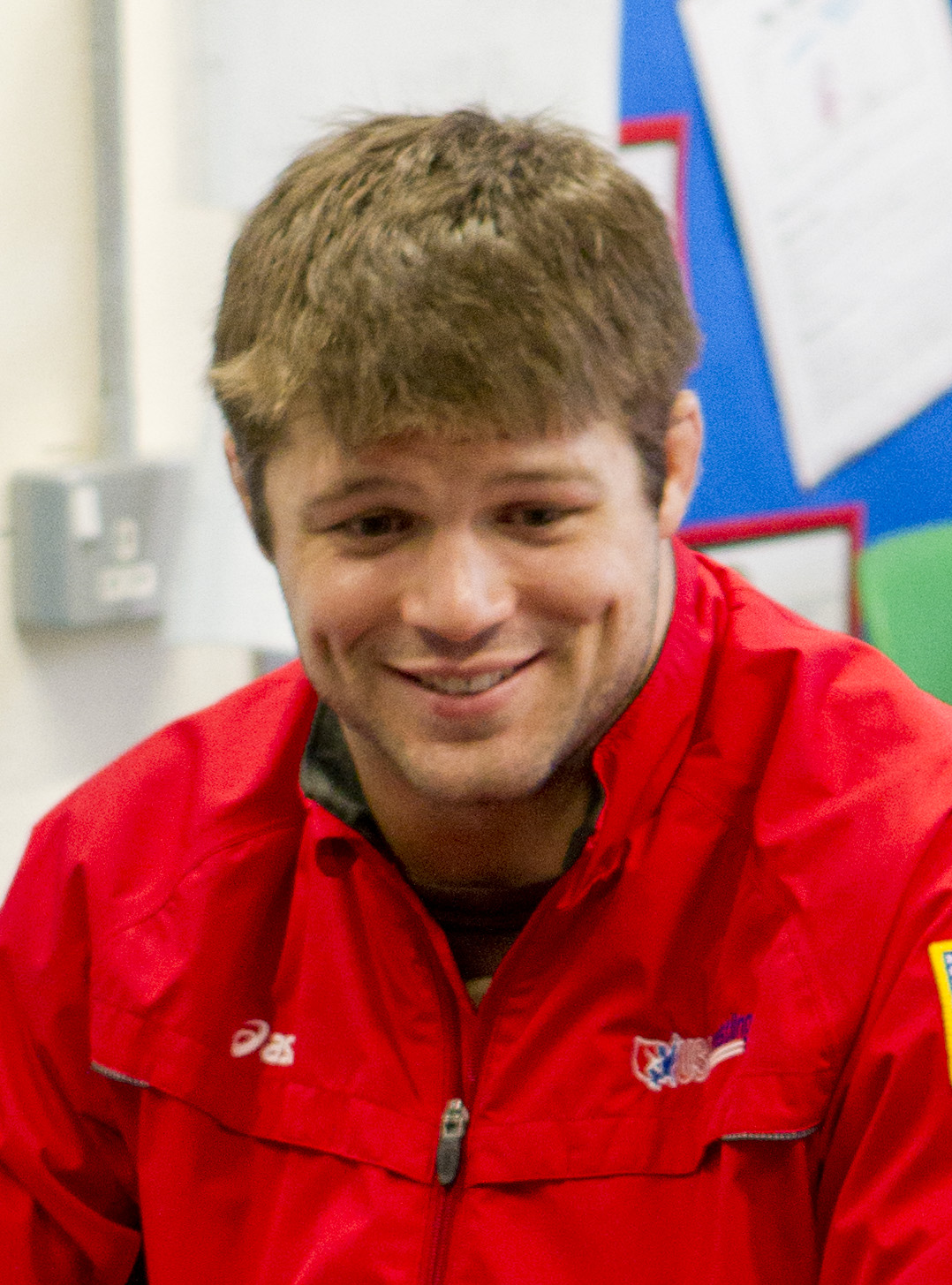
Jake Herbert

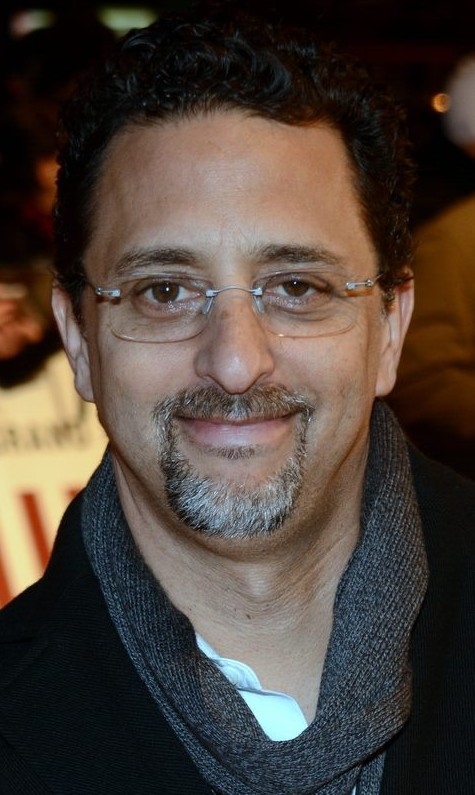
Grant Heslov

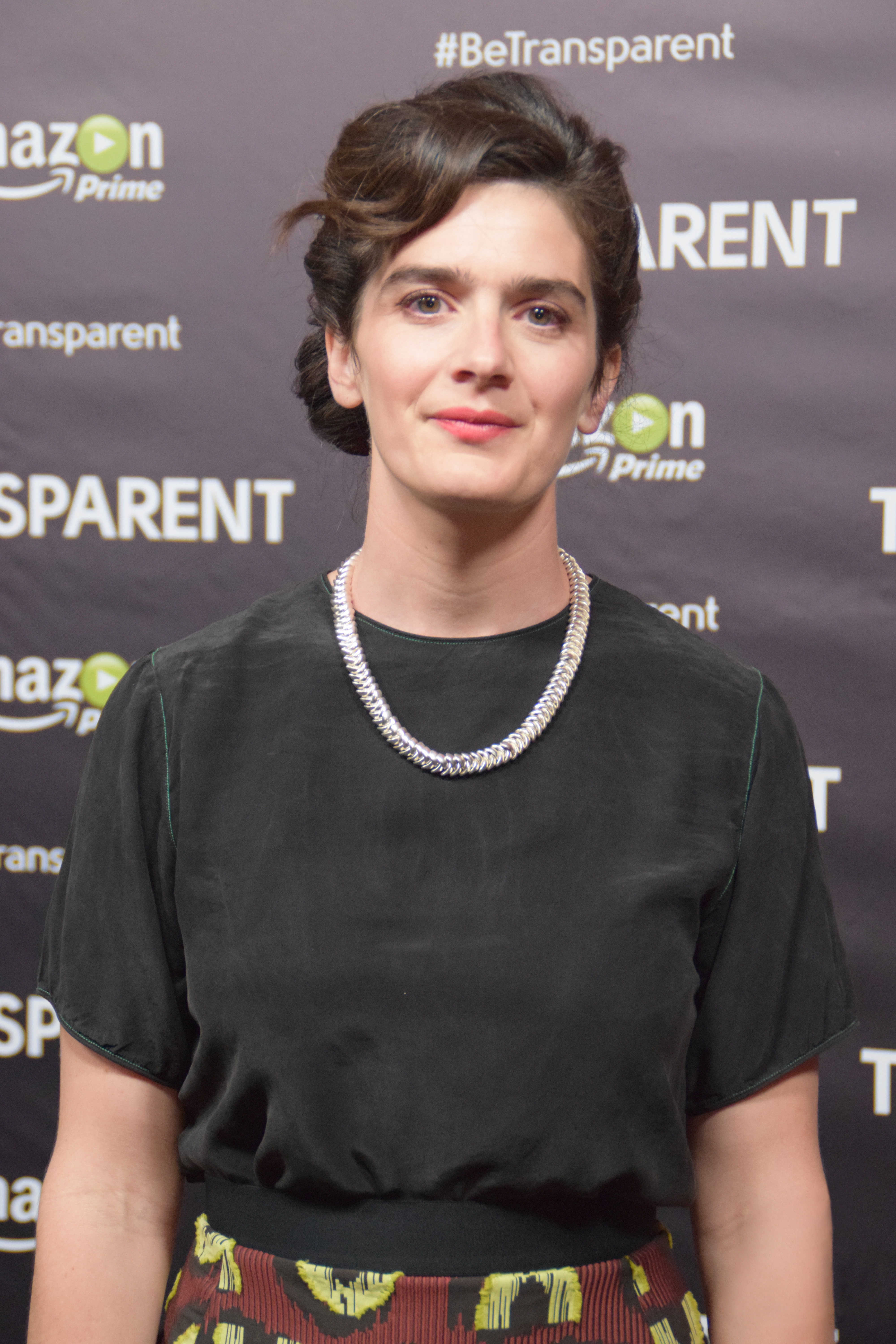
Gaby Hoffmann

- John Raphael Hagan (1890–1946), römisch-katholischer Geistlicher, Weihbischof in Cleveland
- Dorothy Hale (1905–1938), Schauspielerin
- Kevin Peter Hall (1955–1991), Schauspieler
- Jerome Daniel Hannan (1896–1965), Bischof von Scranton
- Karl Hardman (1927–2007), amerikanischer Horrorfilmproduzent und Schauspieler
- Robert Hardt (* 1945), Mathematiker
- Beaver Harris (1936–1991), Jazzschlagzeuger
- Joe Harris (1926–2016), Schlagzeuger des Modern Jazz
- Ralf Harolde (1899–1974), Schauspieler
- Melissa Hart (* 1962), Politikerin
- Terry Hart (* 1946), NASA-Astronaut
- Orrin Hatch (1934–2022), Politiker und Vertreter von Utah im US-Senat
- Ernie Hawkins (* 1947), Bluesmusiker
- Michael V. Hayden (* 1945), General der US Air Force
- Jonathan Haze (1929–2024), Schauspieler
- John William Heard (1938–2021), Jazzmusiker und bildender Künstler
- Bernard Hebda (* 1959), katholischer Geistlicher und Erzbischof von Saint Paul and Minneapolis
- Chuck Heberling (1925–2019), NFL-Schiedsrichter
- David Goodwin Heckel (* 1953), Entomologe
- Henry John Heinz (1844–1919), Erfinder von Heinz Ketchup
- Henry John Heinz III (1938–1991), Senator
- Daniel Helminiak (* 1942), Professor, Autor und römisch-katholischer Priester
- Philip Showalter Hench (1896–1965), Arzt
- Amy C. Henrici (* 1957), Wirbeltier-Paläontologin
- Jake Herbert (* 1985), Ringer
- Rowdy Herrington (* 1951), Filmregisseur und Autor
- Francis J. Herron (1837–1902), General der Nordstaaten im Sezessionskrieg
- Philip Hershkovitz (1909–1997), Mammaloge und Kurator
- Grant Heslov (* 1963), Schauspieler, Regisseur, Drehbuchautor, Produzent und Oscar-Preisträger
- Treyvon Hester (* 1992), American-Football-Spieler
- John Heuser (* 1942), Zellbiologe, Biophysiker und Hochschullehrer
- Cameron Heyward (* 1989), American-Football-Spieler
- Ernest Hill (1900–1964), Jazz-Bassist
- Henry Hillman (1918–2017), Unternehmer und Philanthrop
- Samuel Dutton Hinman (1839–1890), Pfarrer und Missionar der Episkopalkirche der USA
- Jessica Ho (* 1997), Tennisspielerin
- Warren Hoburg (* 1985), Ingenieur, Hochschullehrer und Astronaut
- John Hodiak (1914–1955), Schauspieler
- Gaby Hoffmann (* 1982), Schauspielerin
- Arthur Hohl (1889–1964), Theater- und Filmschauspieler
- J. R. Holden (* 1976), russisch-US-amerikanischer Basketballspieler
- Elmer J. Holland (1894–1968), Politiker
- David Hollander (* 1968), Drehbuchautor, Fernsehregisseur und Produzent
- Ken Hudson (1939–2012), Basketballschiedsrichter und -funktionär
- Ed Hugus (1923–2006), Automobilrennfahrer
- Roger Humphries (* 1944), Jazzschlagzeuger und Musikpädagoge
- Tommy Hunt (1933–2025), Rhythm-and-Blues-Sänger
- Kenneth W. Hunzeker (* 1952), Generalleutnant der United States Army
- Charles Hutchison (1879–1949), Schauspieler und Filmregisseur

## I

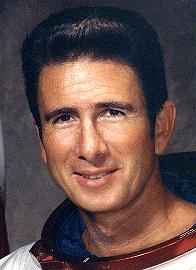
James Irwin

- James Benson Irwin (1930–1991), Astronaut und Pilot der Mondlandefähre auf der Apollo 15 Mission
- William Wallace Irwin (1803–1856), Politiker
- Richard Isay (1934–2012), Psychiater, Hochschullehrer und Autor
- David Izenzon (1932–1979), Jazz-Bassist

## J

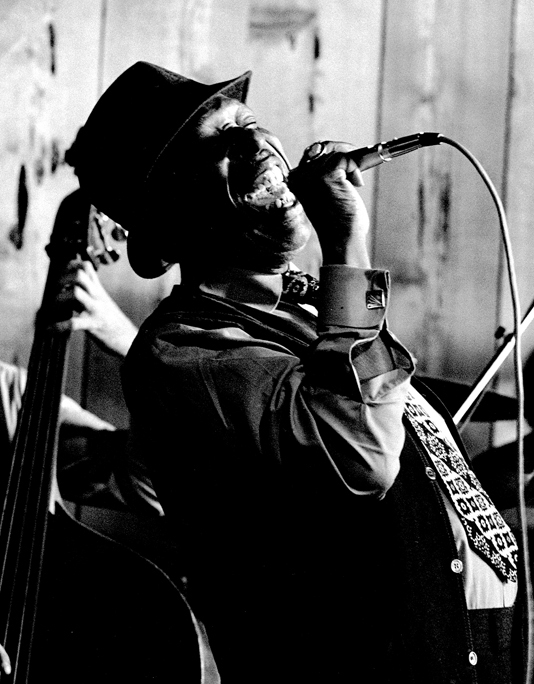
Eddie Jefferson

- Chevalier Jackson (1865–1958), Mediziner und Laryngologe
- Jimmy Jackson (* 20. Jahrhundert), Pianist und Organist
- Gillian Jacobs (* 1982), Schauspielerin und Regisseurin
- Ahmad Jamal (1930–2023), Jazzpianist
- Peter Jannetta (1932–2016), Neurochirurg
- Eddie Jefferson (1918–1979), Jazz-Sänger und Liedtexter
- Jero (* 1981), Enka-Sänger
- Anick Jesdanun (1969–2020), Journalist
- Alan Rankin Jones (1902–1945), Jazzmusiker
- Leander Jordan (* 1977), American-Football-Spieler
- Kirk W. Junker (* 1959), Rechtswissenschaftler

## K

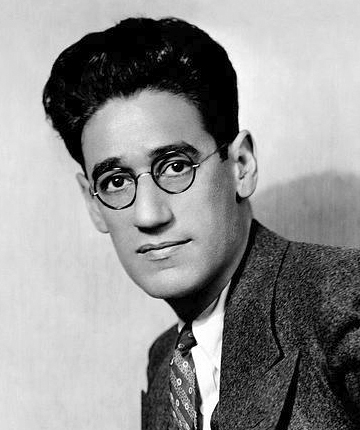
George S. Kaufman

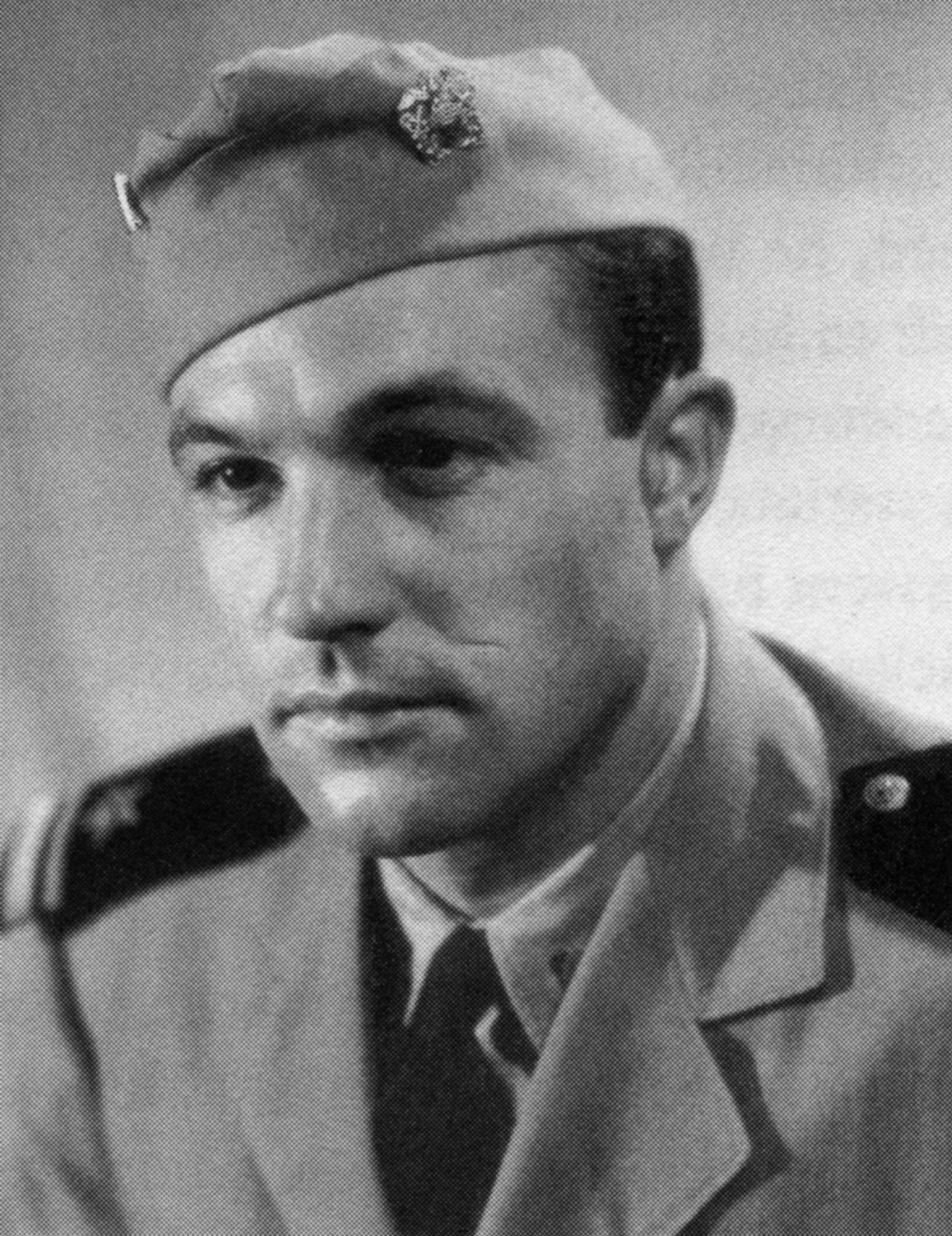
Gene Kelly

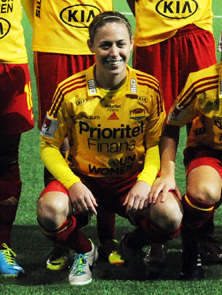
Meghan Klingenberg

- Karl W. Kamper (1941–1998), Astronom und Asteroidenentdecker
- DeAndre Kane (* 1989), Basketballspieler
- George Simon Kaufman (1889–1961), Autor
- Edgar J. Kaufmann (1885–1955), Unternehmer und Mäzen
- Gene Kelly (1912–1996), Schauspieler und Tänzer
- Mike Kelly (* 1948), Politiker
- Adrienne Kennedy (* 1931), Autorin und Dramatikerin
- D. J. Kennedy (* 1989), Basketballspieler
- Joe Kennedy, Jr. (1923–2004), Jazzmusiker und Hochschullehrer
- V. Everett Kinsey (1909–1978), Biologe und Augen-Forscher
- Mark-Lee Kirk (1895–1969), Filmarchitekt
- Meghan Klingenberg (* 1988), Fußballnationalspielerin
- Russell Knipp (1942–2006), Gewichtheber
- Catherine Baker Knoll (1930–2008), Politikerin und Vizegouverneurin von Pennsylvania
- Joseph Koerner (* 1958), Kunsthistoriker, Autor und Filmemacher
- John Kostecki (* 1964), Profisegler
- Zak Kovalcik (* 1983), Bahnradsportler
- Robert W. Krepps (1919–1980), Schriftsteller
- Harold F. Kress (1913–1999), Filmeditor
- Cole Krueger (* 1991), ungarischer, ehemals US-amerikanischer Shorttracker
- John-Henry Krueger (* 1995), ungarischer, ehemals US-amerikanischer Shorttracker
- Cassidy Krug (* 1985), Wasserspringerin
- Alma Kruger (1868 oder 1871 – 1960), Schauspielerin

## L

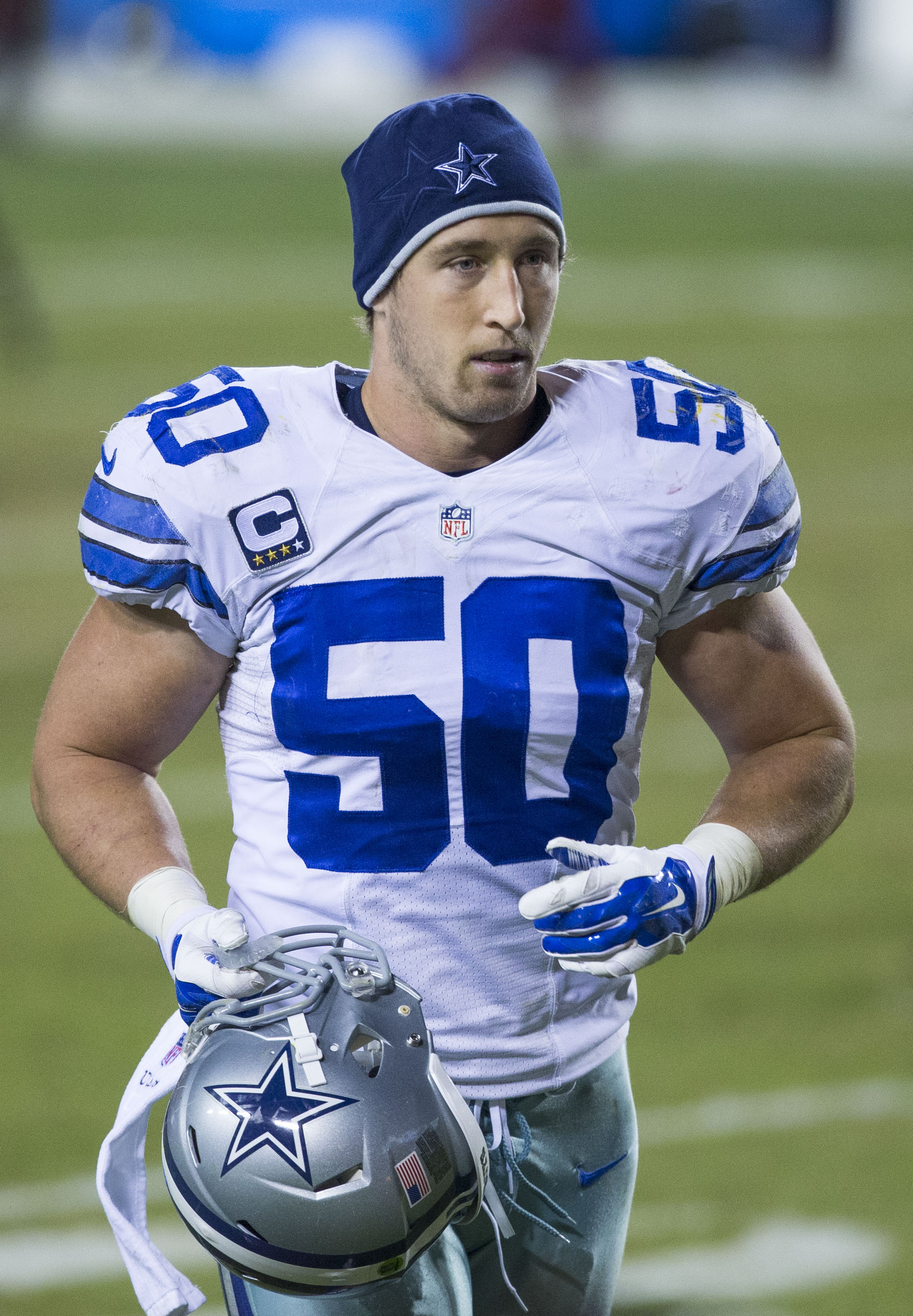
Sean Lee

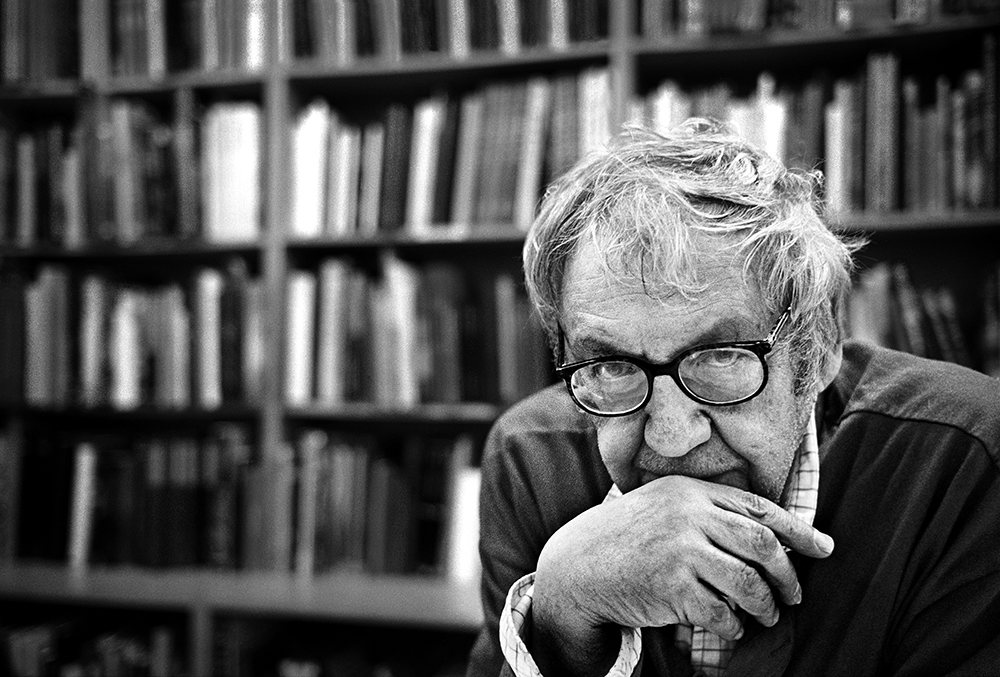
Saul Leiter

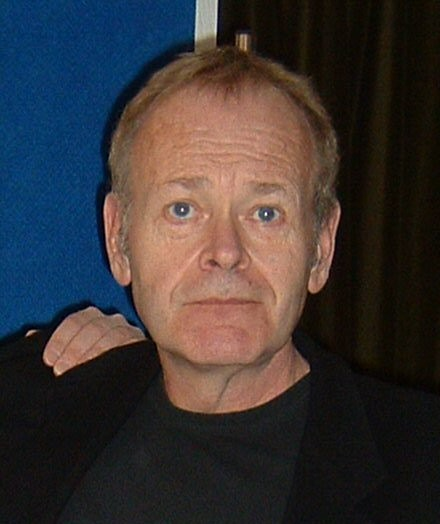
Richard LeParmentier

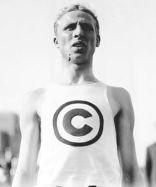
Jim Lightbody

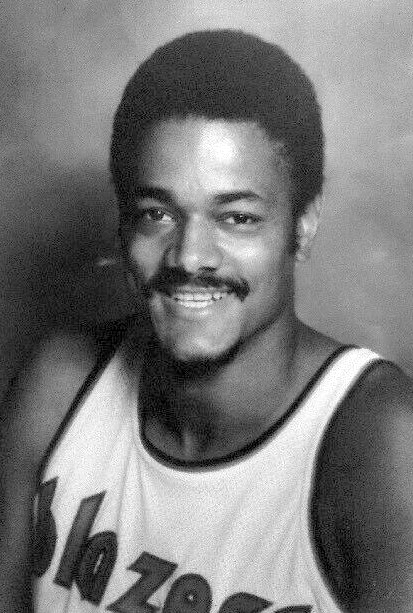
Maurice Lucas

- Thomas E. Lacher, Jr. (* 1949), Ökologe und Mammaloge
- Alice L. Laffey (1944–2023), römisch-katholische Bibelwissenschaftlerin
- Jeffrey Lagarias (* 1949), Mathematiker
- George Cochran Lambdin (1830–1896), Maler
- James Lambdin (1807–1889), Porträtmaler, Museumsdirektor und Kunstpädagoge
- Dominic Langenbacher (1884–1939), Geistlicher
- Alois Langer (* 1945), Elektroingenieur
- James S. Langer (* 1934), theoretischer Festkörperphysiker
- Susan Latshaw (* 1961), Triathletin
- James Laughlin (1914–1997), Lyriker und Verleger
- David Leo Lawrence (1889–1966), Politiker und Gouverneur von Pennsylvania
- Charles Leavitt (* 1970), Drehbuchautor
- David Leavitt (* 1961), Schriftsteller und Universitätsprofessor
- Chris Lee (1980–2019), kanadisch-US-amerikanischer Eishockeytrainer
- Sean Lee (* 1986), American-Football-Spieler
- Saul Leiter (1923–2013), Fotograf und Maler
- Richard LeParmentier (1946–2013), Schauspieler und Drehbuchautor
- Leonard Lerman (1925–2012), Molekularbiologe und Genetiker
- John Lesher (* 1966), Filmproduzent
- John Leslie (1945–2010), Pornodarsteller und -regisseur
- Grant Lewis (* 1985), Eishockeyspieler
- David Lewis (1916–2000), Schauspieler
- Herschell Gordon Lewis (1929–2016), Filmemacher und Werbefachmann
- James Lightbody (1882–1953), Leichtathlet und Olympiasieger
- Buzzy Linhart (1943–2020), Sänger, Songschreiber, Gitarrist und Vibraphonist
- Stephen Lippard (* 1940), Chemiker
- Donald Lippert (* 1957), römisch-katholischer Bischof von Mendi
- Stephen Lippard (* 1940), Chemiker
- Tony Liscio (1940–2017), American-Football-Spieler
- Richard Lloyd (* 1951), Gitarrist und Songwriter
- Warren Low (1905–1989), Filmeditor
- Bill Lowe (* 1946), Jazzmusiker, Komponist und Hochschullehrer
- Leroy Lowe (1944–1999), Jazzmusiker
- Mary Lowenthal Felstiner (* 1941), Historikerin
- Lou R. Lowery (1916–1987), Soldat und Kriegsfotograf
- Maurice Lucas (1952–2010), Basketballspieler
- Robert W. Lucky (1936–2022), Elektroingenieur
- Elizabeth Ludlow (* 1989), Schauspielerin
- Martha L. Ludwig (1931–2006), Biochemikerin und Kristallographin
- Ray Luzier (* 1970), Schlagzeuger

## M

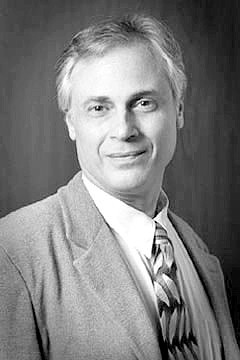
Carl Macek

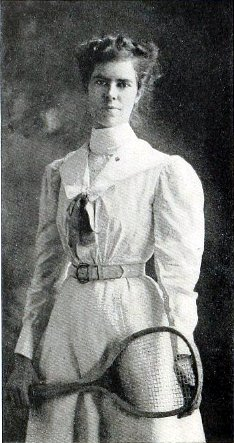
Myrtle McAteer

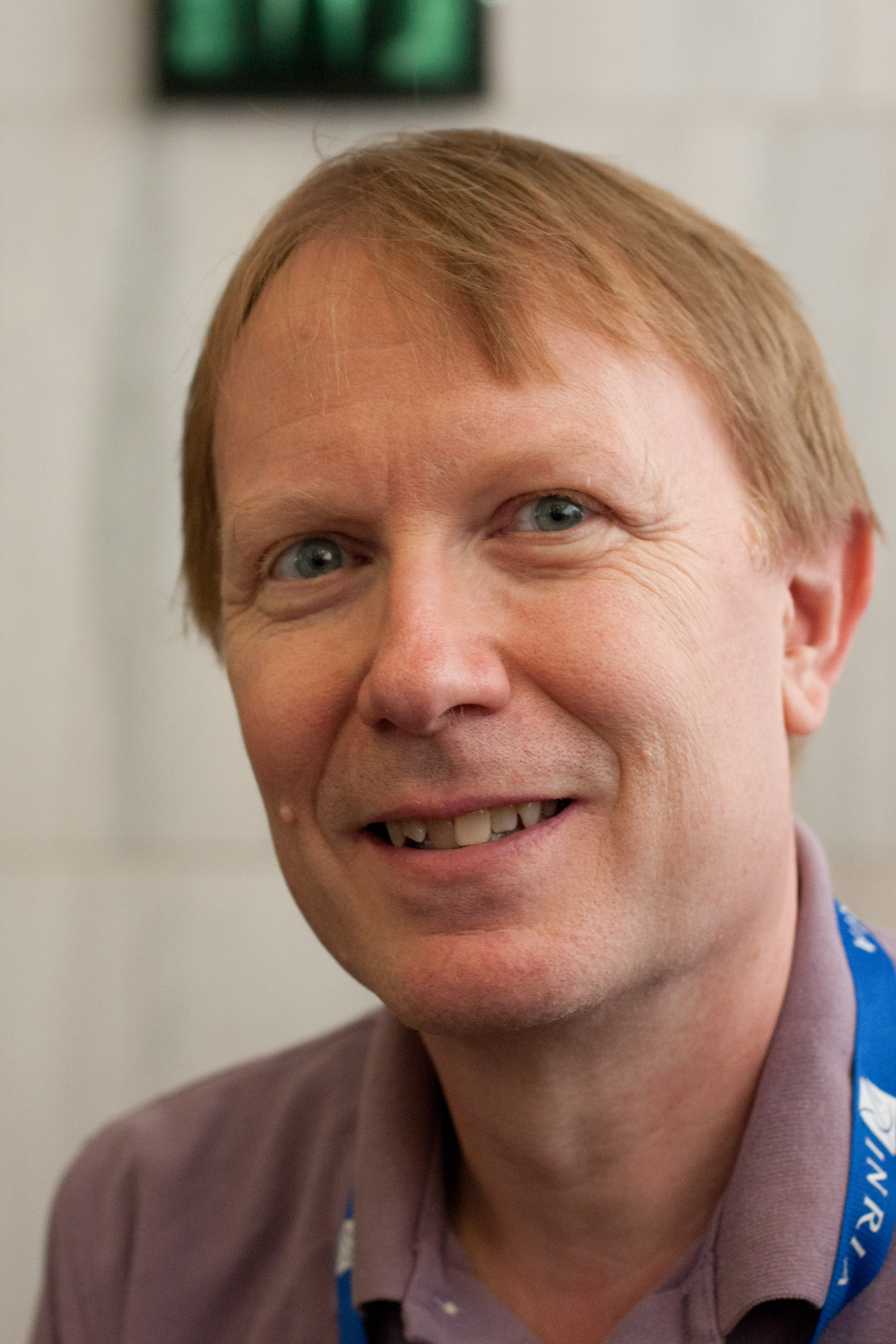
Joseph S. B. Mitchell

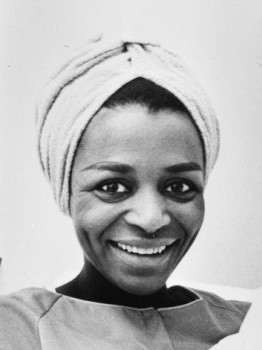
Olive Moorefield

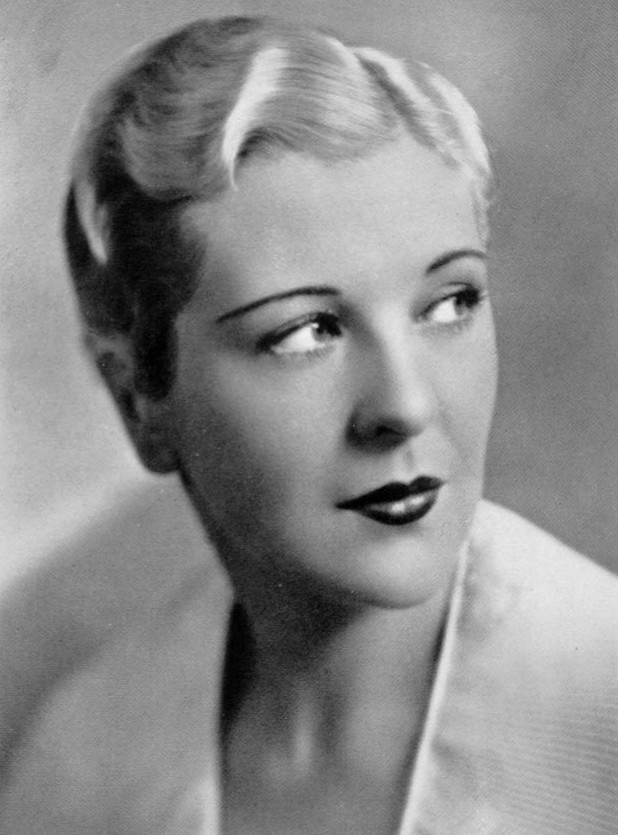
Natalie Moorhead

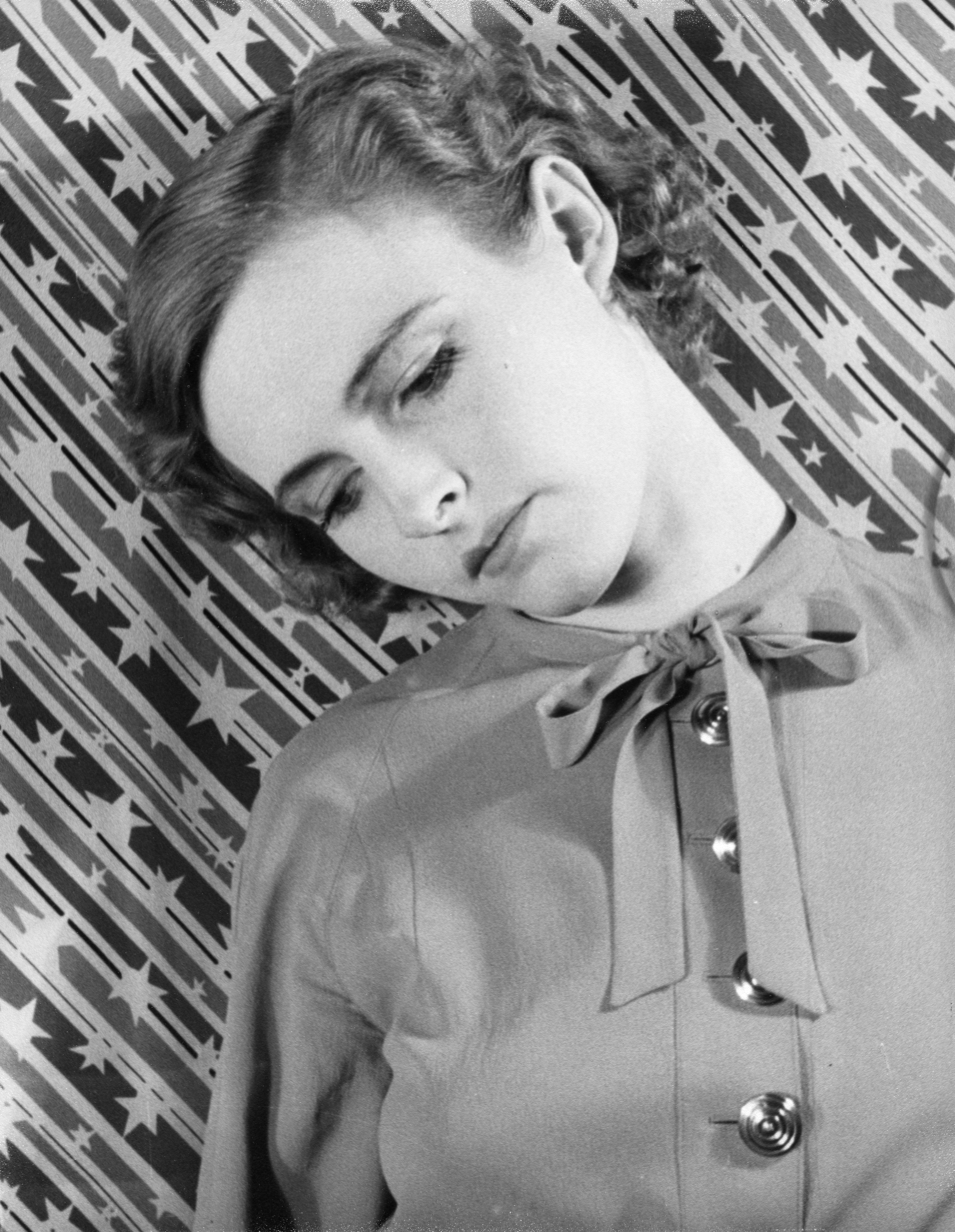
Lois Moran

- Carl Macek (1951–2010), Drehbuchautor und Filmproduzent
- James McDevitt Magee (1877–1949), Politiker
- Ryan Malone (* 1979), Eishockeyspieler
- Joe Manganiello (* 1976), Filmschauspieler
- Dan Marino (* 1961), NFL-Quarterback bei den Miami Dolphins
- Ernest Marland (1874–1941), Politiker und Gouverneur von Oklahoma
- Dodo Marmarosa (1925–2002), Jazzpianist
- Adoni Maropis (* 1963), Schauspieler
- Brandon Marshall (* 1984), American-Football-Spieler
- Curtis Martin (* 1973), Footballspieler
- Robert F. Marx (1936–2019), Pionier der „American Scuba divers“
- Antonio Marziale (* 1997), Filmschauspieler
- Sophie Masloff (1917–2014), Bürgermeisterin von Pittsburgh
- Peter Matz (1928–2002), Komponist, Arrangeur und Orchesterleiter
- Billy May (1916–2004), Musiker, Komponist, Arrangeur und Bandleader
- Heather Mazur (* 1976), Schauspielerin
- Myrtle McAteer (1878–1952), Tennisspielerin
- Dominick McCaffrey (1863–1926), Boxer
- Mike McCarthy (* 1963), American-Football-Trainer
- Betsy McCaughey (* 1948), Politikerin und Vizegouverneurin des Bundesstaates New York
- Trevor McClurg (1816–1893), Maler der Düsseldorfer Schule
- Judith McConnell (* 1944), Schauspielerin
- T. J. McConnell (* 1992), Basketballspieler
- Suzie McConnell-Serio (* 1966), Basketballspielerin und -trainerin
- Mack McCormick (1930–2015), Folklore- und Musikforscher
- David McCullough (1933–2022), Historiker, Biograf, Erzähler und Lecturer
- Scott McDaniel (* 1965), Comiczeichner
- Albert McIntire (1853–1935), Politiker und Gouverneur von Colorado
- Marshall McDonald (* 1959), Jazzmusiker
- William C. McGann (1893–1977), Filmregisseur, Spezialeffektdesigner und Kameramann
- Brett H. McGurk (* 1973), Anwalt und Diplomat
- Delsey McKay (1924–2004), Musikerin und Songwriterin
- Judith McKenzie (1942–2023), Geologin
- Stewart McKinney (1931–1987), Politiker
- Robert McKnight (1820–1885), Politiker
- James McLane (1930–2020), Schwimmer
- Robert S. McMillan (* 1950), Astronom und Asteroidenentdecker
- Paul McNulty (* 1958), Jurist und stellvertretender US Attorney General
- Andrew W. Mellon (1855–1937), Bankier, Politiker und Philanthrop
- Paul Mellon (1907–1999), Unternehmer, Philanthrop, Kunstsammler, Kunstmäzen und Züchter und Besitzer von Rennpferden
- Mel-Man (* 20. Jahrhundert), Hip-Hop-Produzent
- Adolphe Menjou (1890–1963), Schauspieler
- Abby Lee Miller (* 1966), Tanzlehrerin, Choreographin und Regisseurin
- Dennis Miller (* 1953), Schauspieler, Komiker, Drehbuchautor und Filmproduzent
- Mac Miller (1992–2018), Rapper
- Allan Mitchell (1933–2016), Historiker und Hochschullehrer
- Joseph S. B. Mitchell (* 1959), Informatiker und Mathematiker
- Viola Mitchell (1911–2002), Geigerin
- Peter Molnar (1943–2022), Geologe
- Elliott Montroll (1916–1983), theoretischer Physiker und Mathematiker
- Olive Moorefield (* 1932), Sängerin und Schauspielerin
- Natalie Moorhead (1901–1992), Schauspielerin
- William S. Moorhead (1923–1987), Politiker
- Lois Moran (1909–1990), Bühnen- und Filmschauspielerin
- Martin J. Morin (1906–1993), Generalmajor der United States Army
- Burton Morris (* 1964), Künstler und Maler der Pop Art
- James H. Morris (* 1941), Informatiker und Hochschullehrer
- J. C. Moses (1936–1977), Jazz-Schlagzeuger
- William Motzing (1937–2014), Komponist, Dirigent und Arrangeur
- Kermit Murdock (1908–1981), Schauspieler

## N

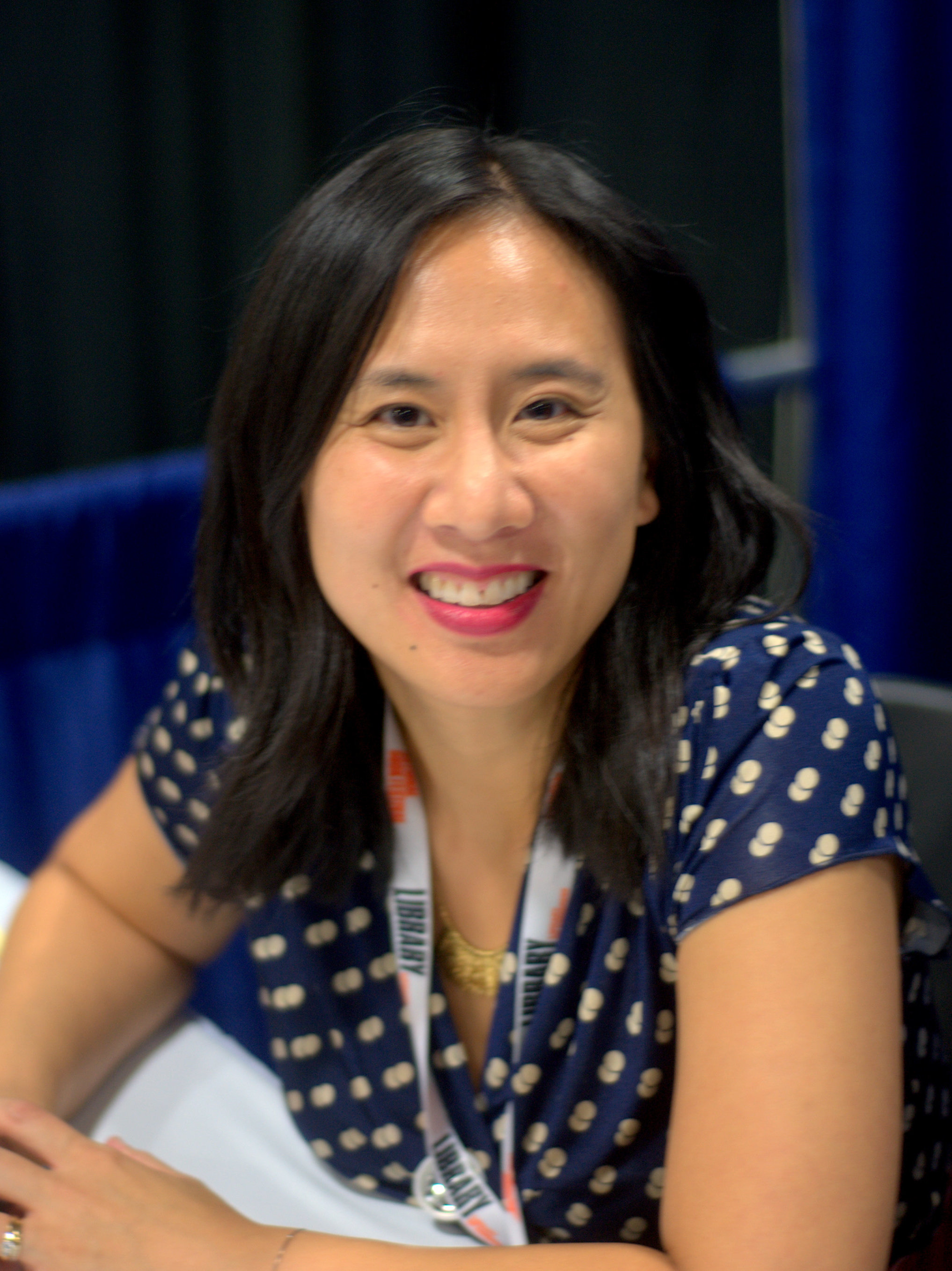
Celeste Ng

- Christopher Nelson (* 20. Jahrhundert), Maskenbildner und Oscar-Preisträger
- Steve Nelson (* 1954), Vibraphonist
- Sammy Nestico (1924–2021), Jazz-Musiker
- Barbara W. Newell (* 1929), Wirtschaftswissenschaftlerin, Hochschulpräsidentin und erste Kanzlerin des State University System of Florida
- Celeste Ng (* 1980), Schriftstellerin
- Gregory Nicotero (* 1963), Maskenbildner, Filmregisseur und -produzent, Drehbuchautor, Stuntman, Schauspieler und Experte für Film-Effekte
- Matthew Noszka (* 1992), Schauspieler und Model
- Bill Nunn (1953–2016), Schauspieler

## O

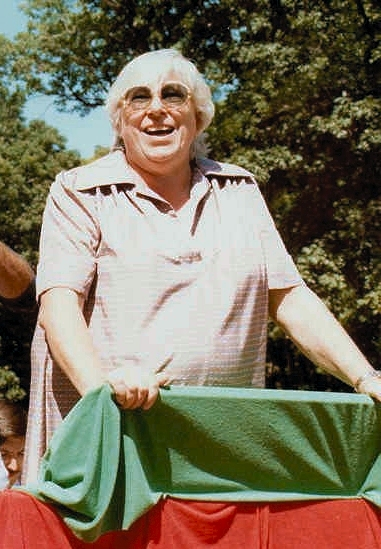
Madalyn Murray O’Hair

- Ron O’Brien (1938–2024), Wasserspringer und Wassersprungtrainer
- William Scott O’Connor (1864–1939), Fechter
- Bob O’Connor (1944–2006), Politiker und Bürgermeister von Pittsburgh
- Judith O’Dea (* 1945), Schauspielerin
- Paul O’Dette (* 1954), Lautenist, Theorbist, Gitarrist und Musikwissenschaftler
- Madalyn Murray O’Hair (1919–1995), Bürgerrechtlerin
- Jennifer O’Loughlin (* 1978), Sopranistin
- Bert O’Malley (* 1936), Molekular- und Zellbiologe
- Stewart O’Nan (* 1961), Schriftsteller
- Robert Osterloh (1918–2001), Schauspieler
- Jack Otterson (1905–1991), Artdirector
- Ayden Owens-Delerme (* 2000), puerto-ricanischer Leichtathlet

## P

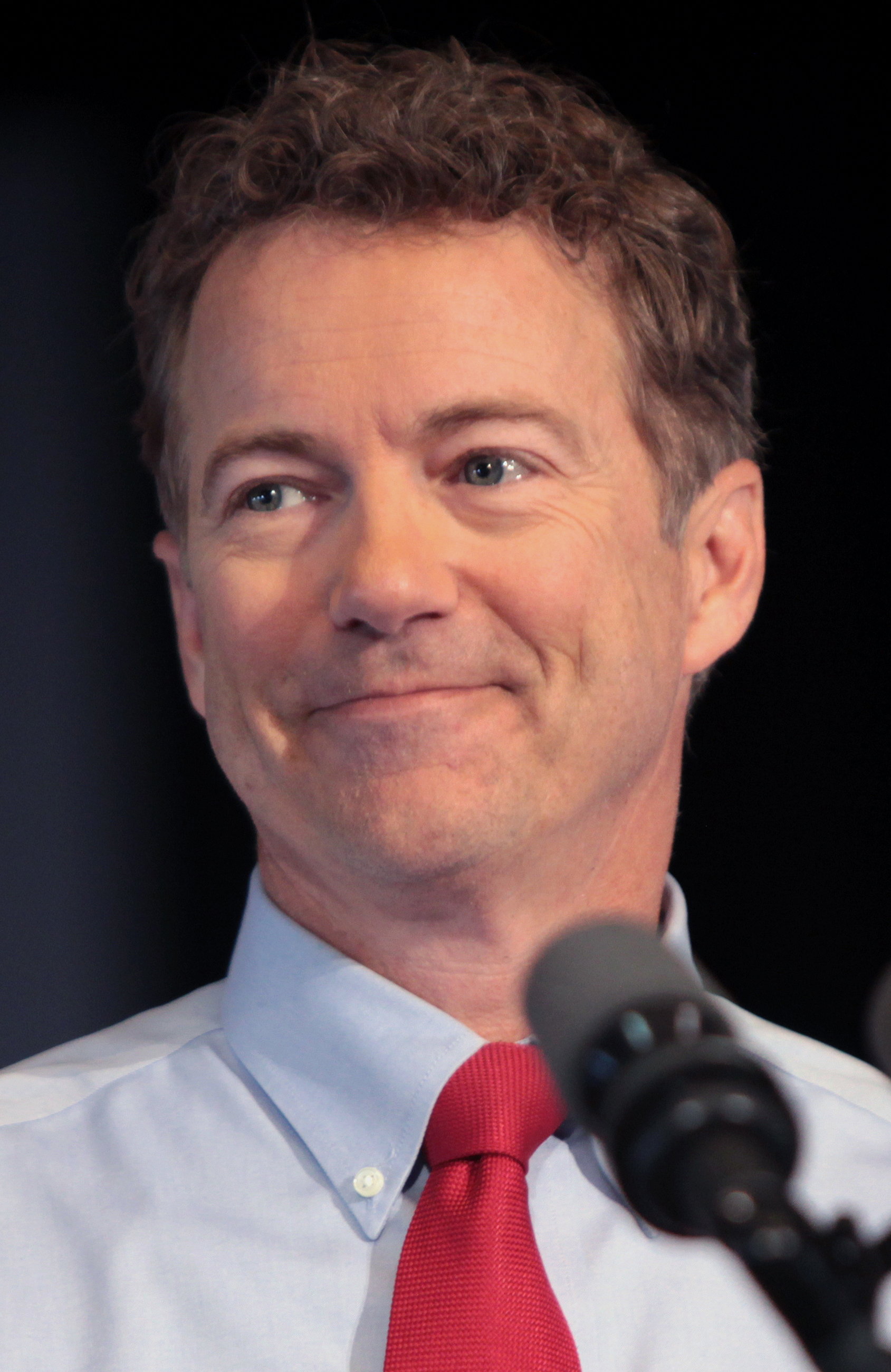
Rand Paul

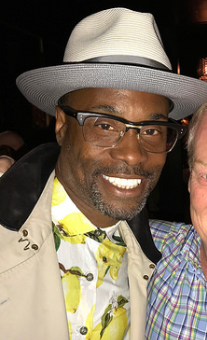
Billy Porter

- Andrea Parkins (* 20. Jahrhundert), Klangkünstlerin und Improvisationsmusikerin
- Horace Parlan (1931–2017), Jazzpianist
- Benjamin Patterson (1934–2016), Künstler, Musiker und Mitbegründer der Fluxusbewegung
- Rand Paul (* 1963), Arzt und Politiker
- Philip Pearlstein (1924–2022), Maler, Grafiker und Zeichner
- Leo Pellegrino (* 1991), Baritonsaxophonist
- Alan J. Perlis (1922–1990), Informatiker und Turingpreisträger
- Corey Peters (* 1988), American-Football-Spieler
- Irving Pichel (1891–1954), Schauspieler und Filmregisseur
- Roy Pike (* 1938), Autorennfahrer und Unternehmer
- Sidney W. Pink (1916–2002), Filmproduzent, Filmregisseur und Drehbuchautor
- Jason Pinkston (* 1987), American-Football-Spieler
- Milton Plesset (1908–1991), Physiker und Ingenieur
- George Plumer (1762–1843), Politiker
- Henry Polic II (1945–2013), Schauspieler und Synchronsprecher
- Amanda Polk (* 1986), Ruderin, Olympiasiegerin und Weltmeisterin im Achter
- Jimmy Ponder (1946–2013), Jazz-Gitarrist
- Billy Porter (* 1969), Schauspieler, Sänger, Komponist, Bühnenautor und Regisseur
- William Powell (1892–1984), Schauspieler
- Joe Pytka (* 1938), Regisseur

## Q

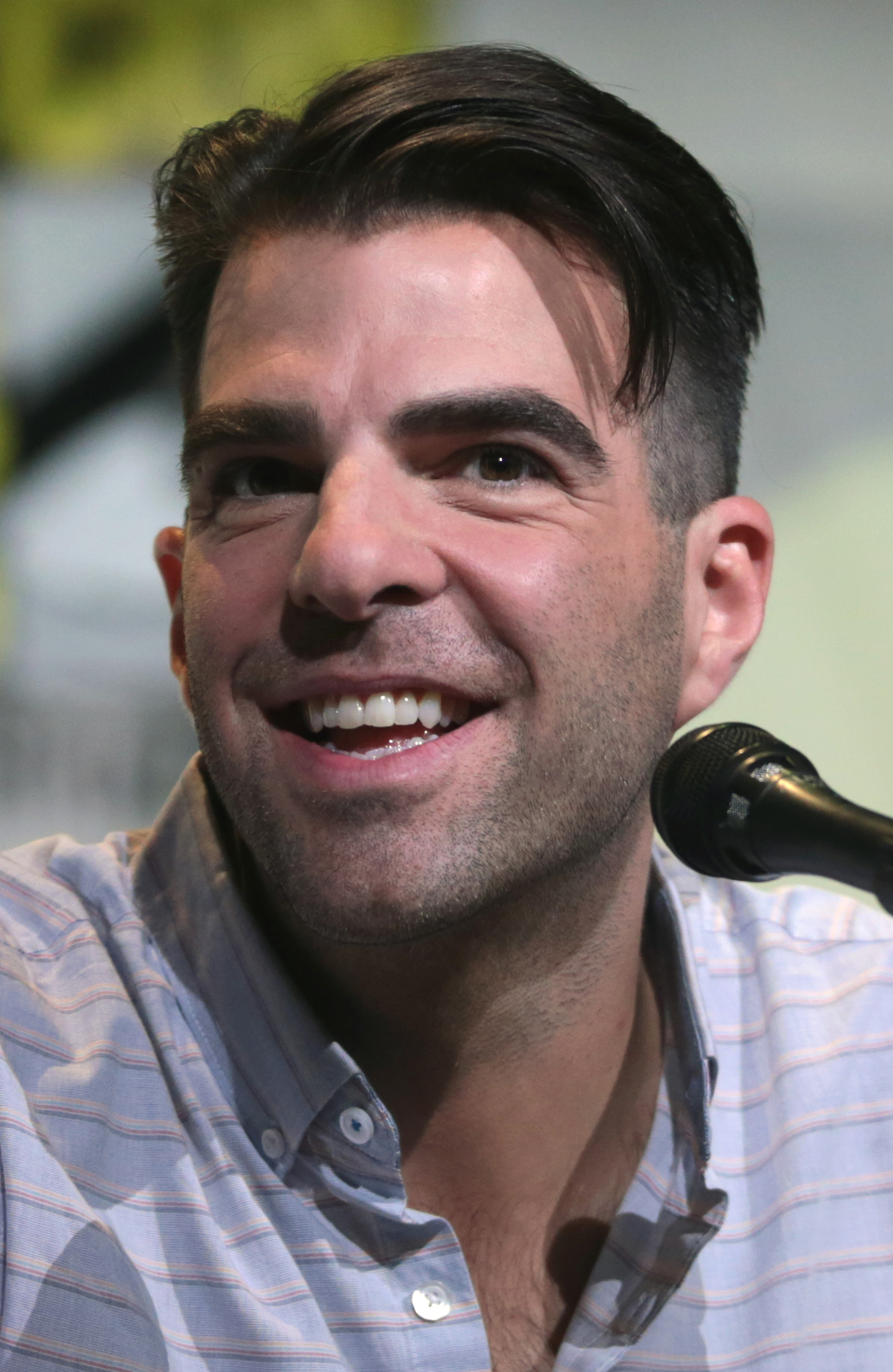
Zachary Quinto

- Zachary Quinto (* 1977), Schauspieler

## R

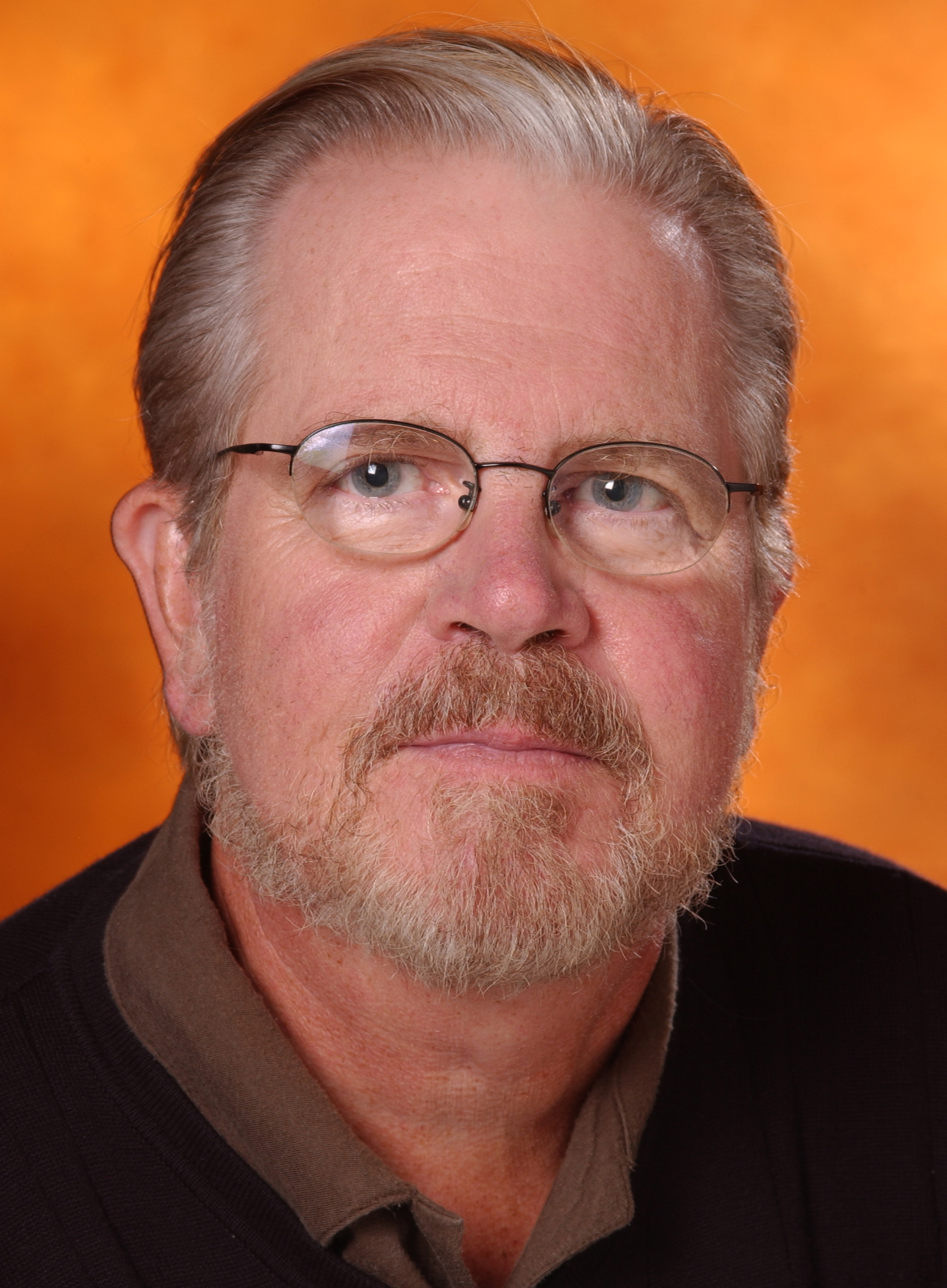
Tom Regan

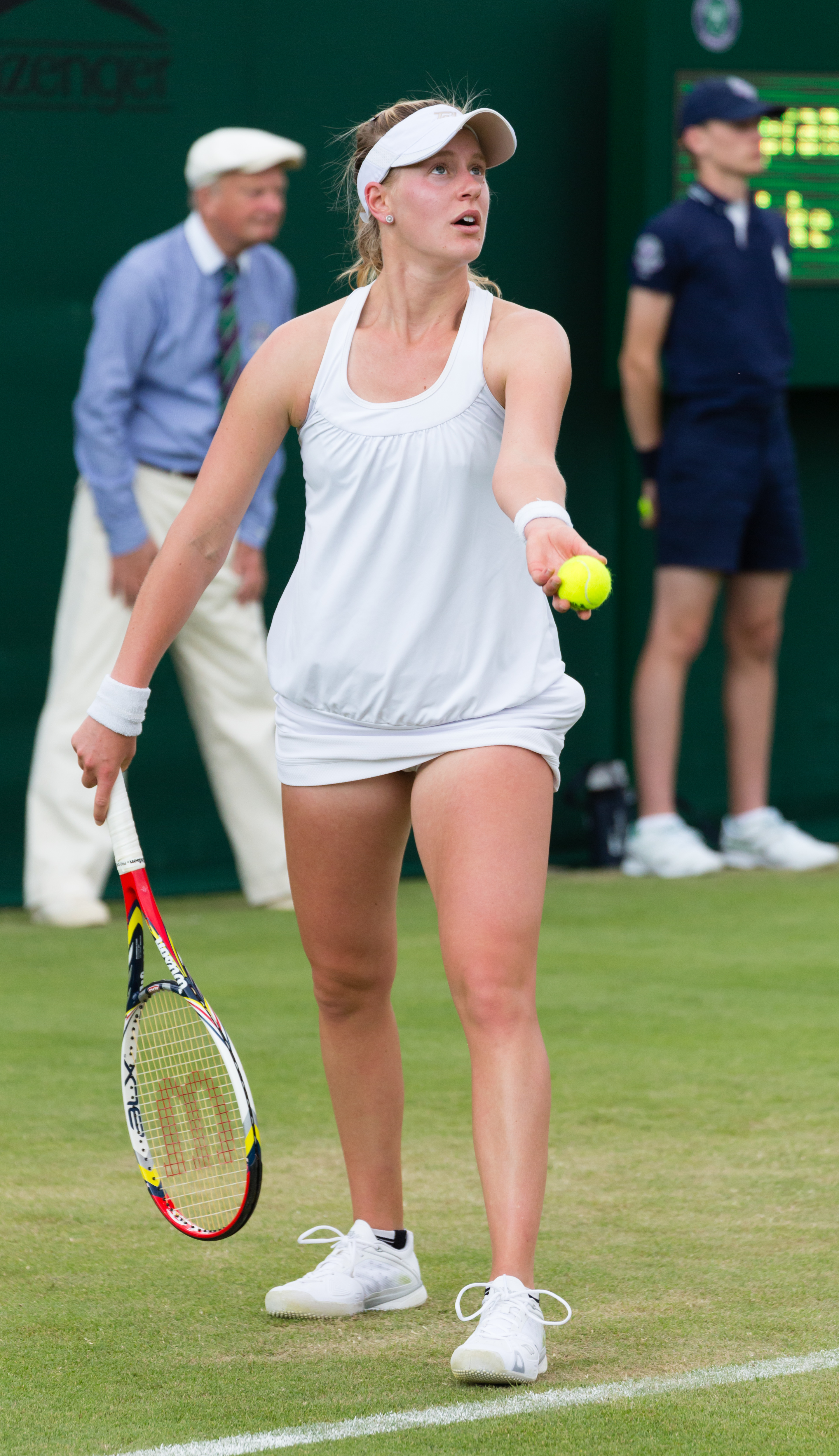
Alison Riske

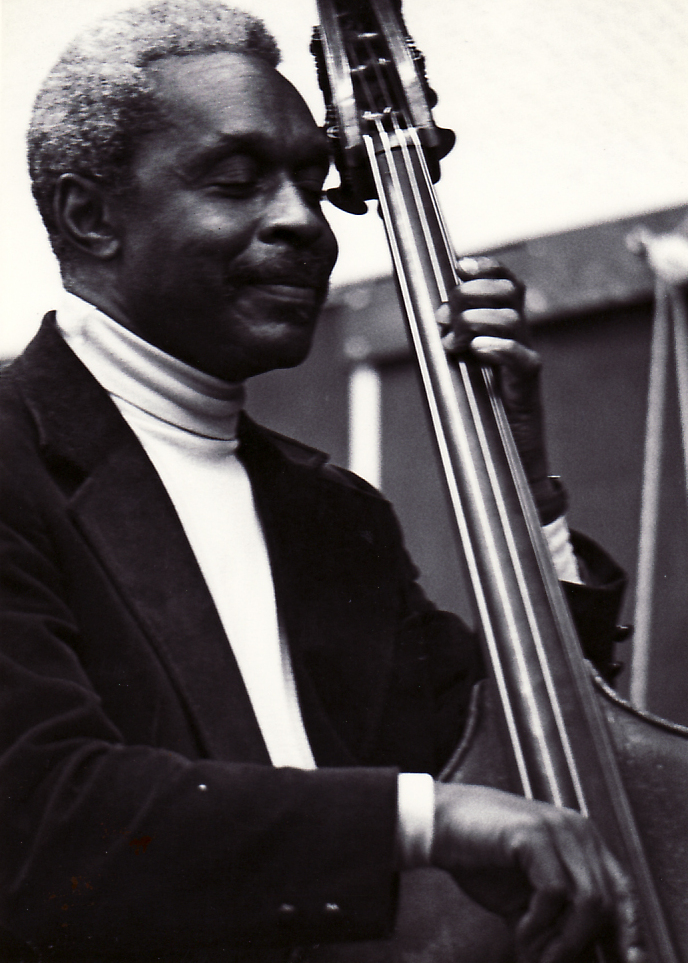
Wyatt Ruther

- Gerome Ragni (1942–1991), Schauspieler und Maler
- Frederic Ramsey (1915–1995), Jazz- und Bluesautor, Fotograf und Plattenproduzent
- David C. Rapoport (1929–2024), Politikwissenschaftler
- Richard Rappaport (* 1944), Maler
- Luke Ravenstahl (* 1980), Politiker
- Mona Ray (1905–1986), Schauspielerin
- Eric Red (* 1961), Regisseur und Drehbuchautor
- David A. Reed (1880–1953), Politiker und Vertreter von Pennsylvania im US-Senat
- Dylan Reese (* 1984), Eishockeyspieler
- Tom Regan (1938–2017), Philosoph und Aktivist in der Tierrechtsbewegung
- Charles Stanley Reinhart (1844–1896), Genremaler und Illustrator
- Ed Earl Repp (1901–1979), Science-Fiction-, Western- und Drehbuchautor
- Guy Reschenthaler (* 1983), Politiker, Richter und Vertreter von Pennsylvania im US-Repräsentantenhaus
- Ron Rich (* 1938), Schauspieler
- Tom Ridge (* 1945), Politiker und erster Minister des Ministeriums für Innere Sicherheit
- Alison Riske (* 1990), Tennisspielerin
- Rosemarie Rizzo-Parse (* 1938), Pflegewissenschaftlerin, Hochschullehrerin und Autorin
- Anita B. Roberts (1942–2006), Biochemikerin und Molekularbiologin
- Leo Robin (1900–1984), Musiker, Komponist und Liedtexter
- Mary Roberts Rinehart (1876–1958), Schriftstellerin und Journalistin
- Jermaine Robinson (* 1989), Arena-Football-, American-Football- und Canadian-Football-Spieler
- Rick Rockwell (* 1956), Schauspieler und Drehbuchautor
- John McCarthy Roll (1947–2011), Bundesrichter
- Dan Rooney (1932–2017), Diplomat und Unternehmer
- Scott Ross (1951–1989), Cembalist
- Zelda Rubinstein (1933–2010), Schauspielerin
- Gretchen Rush (* 1964), Tennisspielerin
- Charles Taze Russell (1852–1916), Gründer der Bibelforscherbewegung
- Babe Russin (1911–1984), Jazz-Saxophonist
- Wyatt Ruther (1923–1999), Bassist des Modern Jazz
- Richard Rydze (1950–2023), Wasserspringer

## S
- Brandon Saad (* 1992), Eishockeyspieler

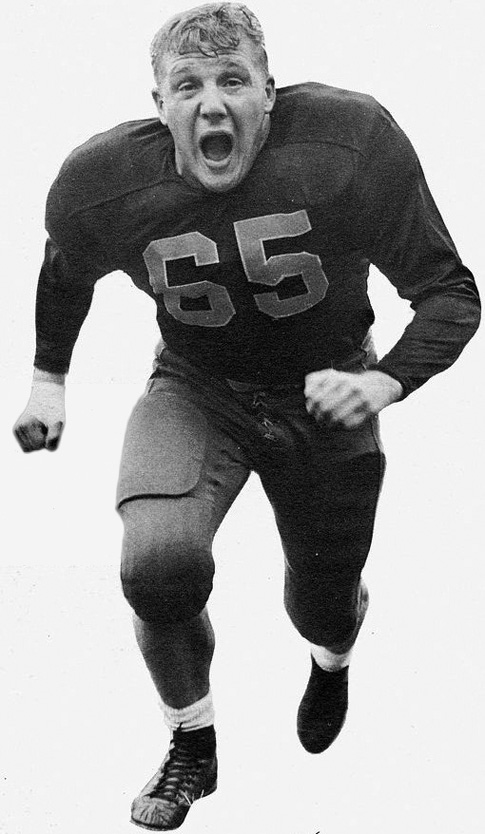
Joe Schmidt

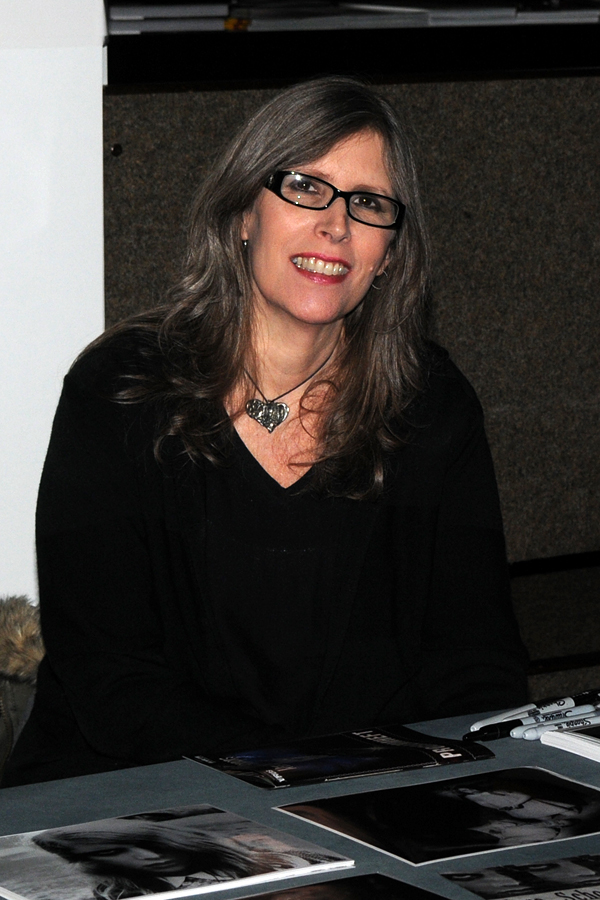
Kyra Schon

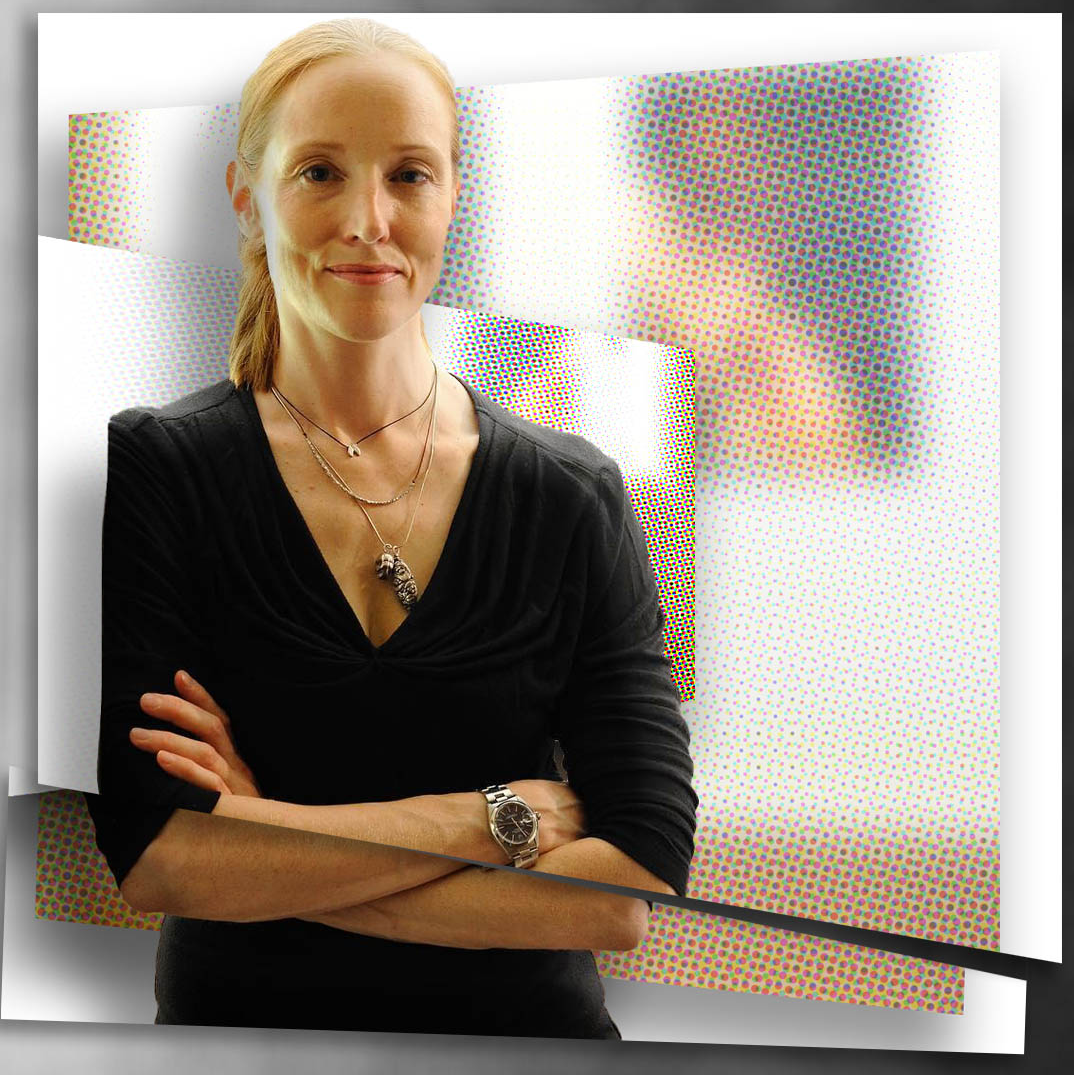
Victoria Selbach

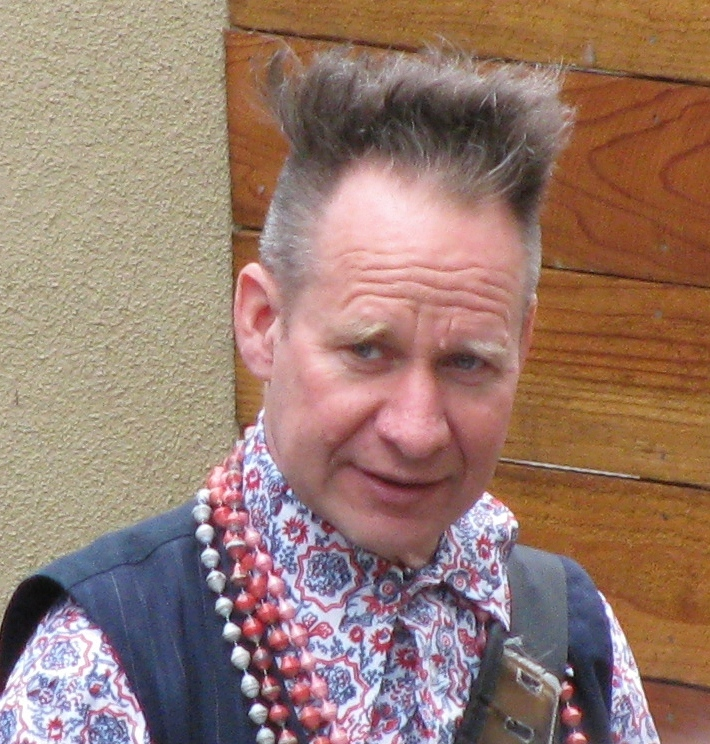
Peter Sellars

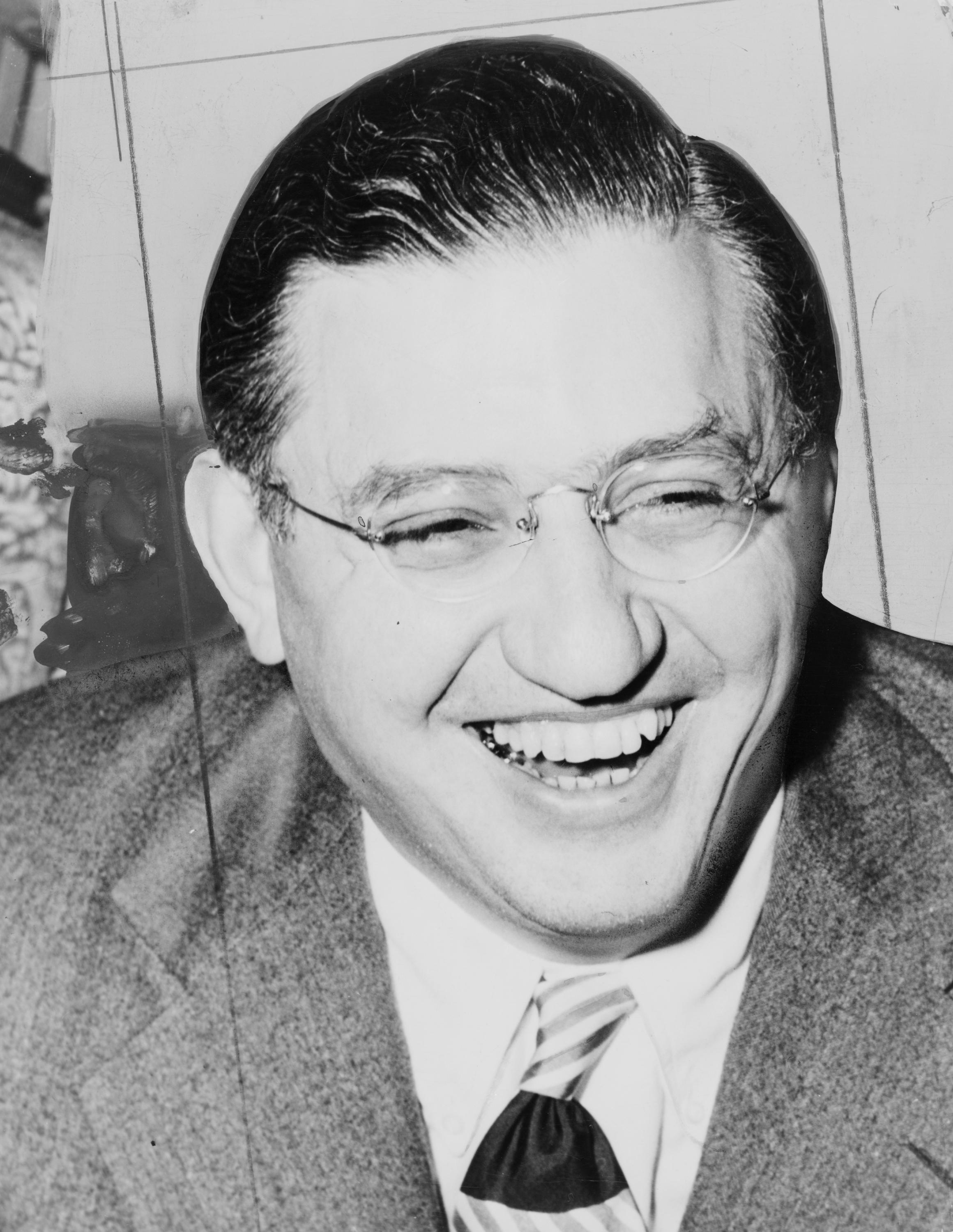
David O. Selznick

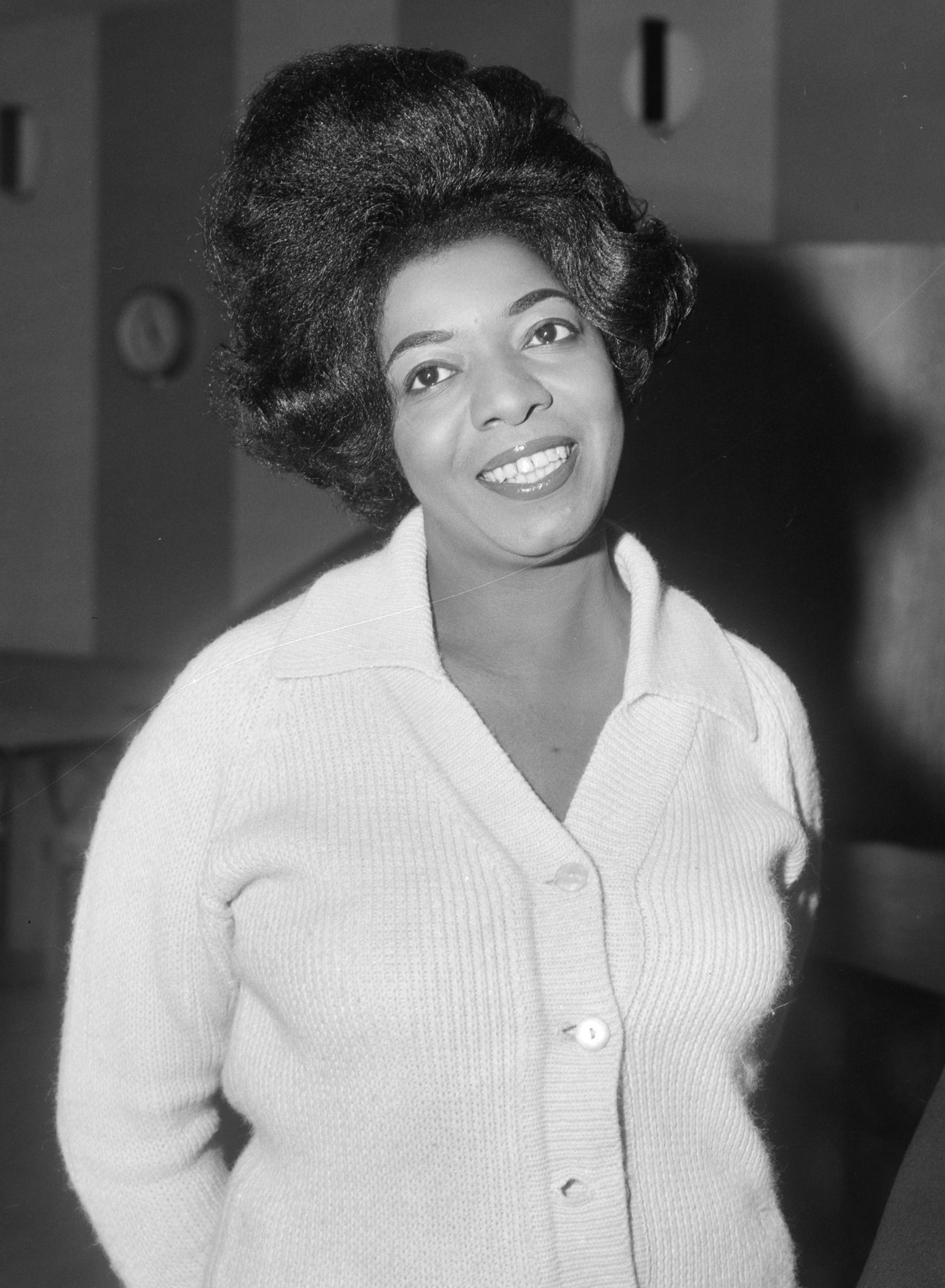
Dakota Staton

- Eddie Safranski (1918–1974), Jazz-Bassist
- Avi Sagild (1933–1995), Schauspielerin und Sozialistin
- Henrik Samuelsson (* 1994), Eishockeyspieler
- Miles Sanders (* 1997), American-Football-Spieler
- Robert Saudek (1911–1997), Film- und Fernsehproduzent
- Tom Savini (* 1946), Make-up- und Spezialeffektkünstler, Stuntman, Schauspieler und Regisseur
- Bernhard C. Schär (* 1975), Historiker
- George Edward Schatz (* 1953), Botaniker
- Matt Schaub (* 1981), Footballspieler
- Lou Scheimer (1928–2013), Produzent von Zeichentrickfilmserien
- Rip Scherer (* 1952), American-Football-Trainer
- Kyra Schon (* 1957), Schauspielerin und Buchautorin
- David O. Selznick (1902–1965), Filmproduzent
- Richard Mellon Scaife (1932–2014), Milliardär
- Thomas E. Scanlon (1896–1955), Politiker
- Don Scharfetter (1934–2000), Elektroingenieur
- Joe Schmidt (1932–2024), American-Football-Spieler und -Trainer
- Allison Schmitt (* 1990), Schwimmerin und Olympiasiegerin
- Edward Scull (1818–1900), Politiker
- Michael Seibert (* 1960), Eiskunstläufer
- Victoria Selbach (* 1960), Malerin
- Peter Sellars (* 1957), Theaterregisseur
- Shanice (* 1973), R&B-Sängerin
- Peggy Shaw (1905–1990), Stummfilmschauspielerin
- Kevin Shea (* 1973), Jazzmusiker
- George Shiras junior (1832–1924), Jurist und Richter am Obersten Gerichtshof der USA
- Jim Shooter (1951–2025), Comicautor
- Clifford Shull (1915–2001), Physiker, Nobelpreisträger 1994
- Ronald Shusett (1935–2024), Drehbuchautor und Filmproduzent
- Jim Simon (* 1940), Footballspieler
- James Sinegal (* 1936), Unternehmer und Co-Gründer der Einzelhandelskette Costco Wholesale
- Johnny Sins (* 1978), Pornodarsteller und Webvideoproduzent
- William Henry Singer (1868–1943), Kunstsammler und Maler
- Nia Sioux (* 2001), Schauspielerin, Synchronsprecherin und Sängerin
- Rich Skrenta (* 1967), Informatiker, Unternehmer und Erfinder
- David Slepian (1923–2007), Mathematiker
- Charles Shaler Smith (1836–1886), Bauingenieur
- Ethel Smith (1902–1996), Organistin
- Donald Snyder (1936–2023), Generalleutnant der United States Air Force
- Sergio Somma (* 1987), Eishockeyspieler
- Arnie Sowell (* 1935), Mittelstreckenläufer
- Paul Spadafora (* 1975), Profiboxer und Weltmeister im Leichtgewicht
- R. C. Sproul (1939–2017), reformierter Pastor, Professor für Theologie und evangelikaler Autor
- Dakota Staton (1930–2007), Jazz-Sängerin
- Gertrude Stein (1874–1946), Schriftstellerin, Verlegerin und Kunstsammlerin
- Leo Stein (1872–1947), Kunstsammler und -kritiker
- Robert J. Steinmiller junior (* 1978), Schauspieler
- Gerald Stern (1925–2022), Lyriker
- James J. Stoker (1905–1992), Mathematiker
- Russell Streiner (* 1940), Filmproduzent und Schauspieler
- Patrick Joseph Sullivan (1877–1946), Politiker
- Lynn R. Sykes (* 1937), Geologe und Geophysiker
- Syreeta (1946–2004), Soul-Sängerin und Songschreiberin

## T

Jimmy Thackery

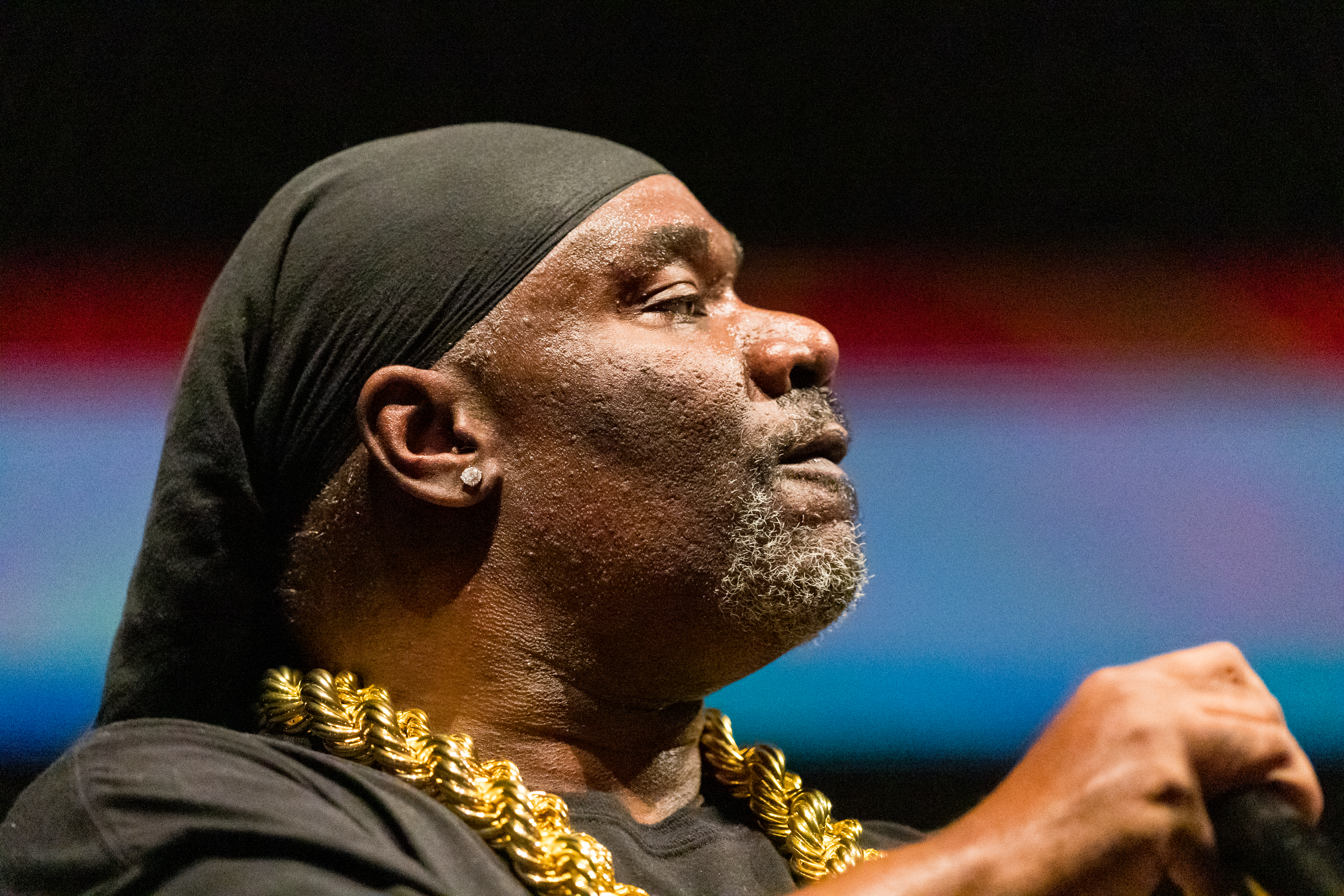
Turbo B

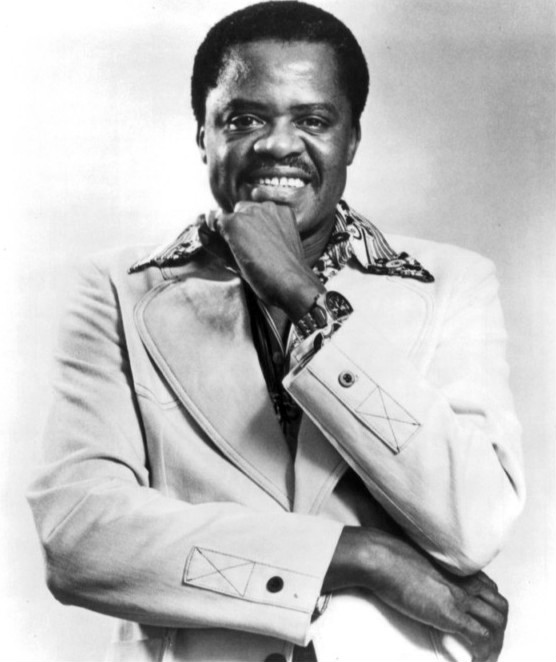
Stanley Turrentine

- Lyle Talbot (1902–1996), Schauspieler
- Phillips Talbot (1915–2010), Journalist, Diplomat und Assistant Secretary of State
- Walter Richard Talbot (1909–1977), Mathematiker und Hochschullehrer
- Henry Ossawa Tanner (1859–1937), Maler
- Joe E. Tata (1936–2022), Schauspieler
- Ben Tatar (1930–2012), Schauspieler
- Jimmy Thackery (* 1953), Blues-Sänger, Gitarrist und Komponist
- Bill Thomas (* 1983), Eishockeyspieler
- Carei Thomas (1938–2020), Jazzmusiker
- Elliot Griffin Thomas (1926–2019), römisch-katholischer Bischof von Saint Thomas
- Lamar Thomas (* 1975), Rapper
- John N. Thompson (* 1951), Evolutionsbiologe
- Kenneth Thomson (1899–1967), Filmschauspieler
- Dick Thornburgh (1932–2020), Jurist, Politiker, Gouverneur von Pennsylvania und US-Justizminister
- Thomas Joseph Tobin (* 1948), römisch-katholischer Geistlicher und Bischof von Providence
- Regis Toomey (1898–1991), Schauspieler
- Joshua Topolsky (* 1977), Journalist
- Charles Champlain Townsend (1841–1910), Politiker
- Camden Toy (1955–2023), Schauspieler
- William Tracy (1917–1967), Filmschauspieler
- Vincent Trocheck (* 1993), Eishockeyspieler
- Turbo B (* 1967), Rapper
- Stanley Turrentine (1934–2000), Jazzsaxophonist
- Tommy Turrentine (1928–1997), Modern Jazz- und Hardbop-Trompeter
- Jack Twyman (1934–2012), Basketballspieler

## U

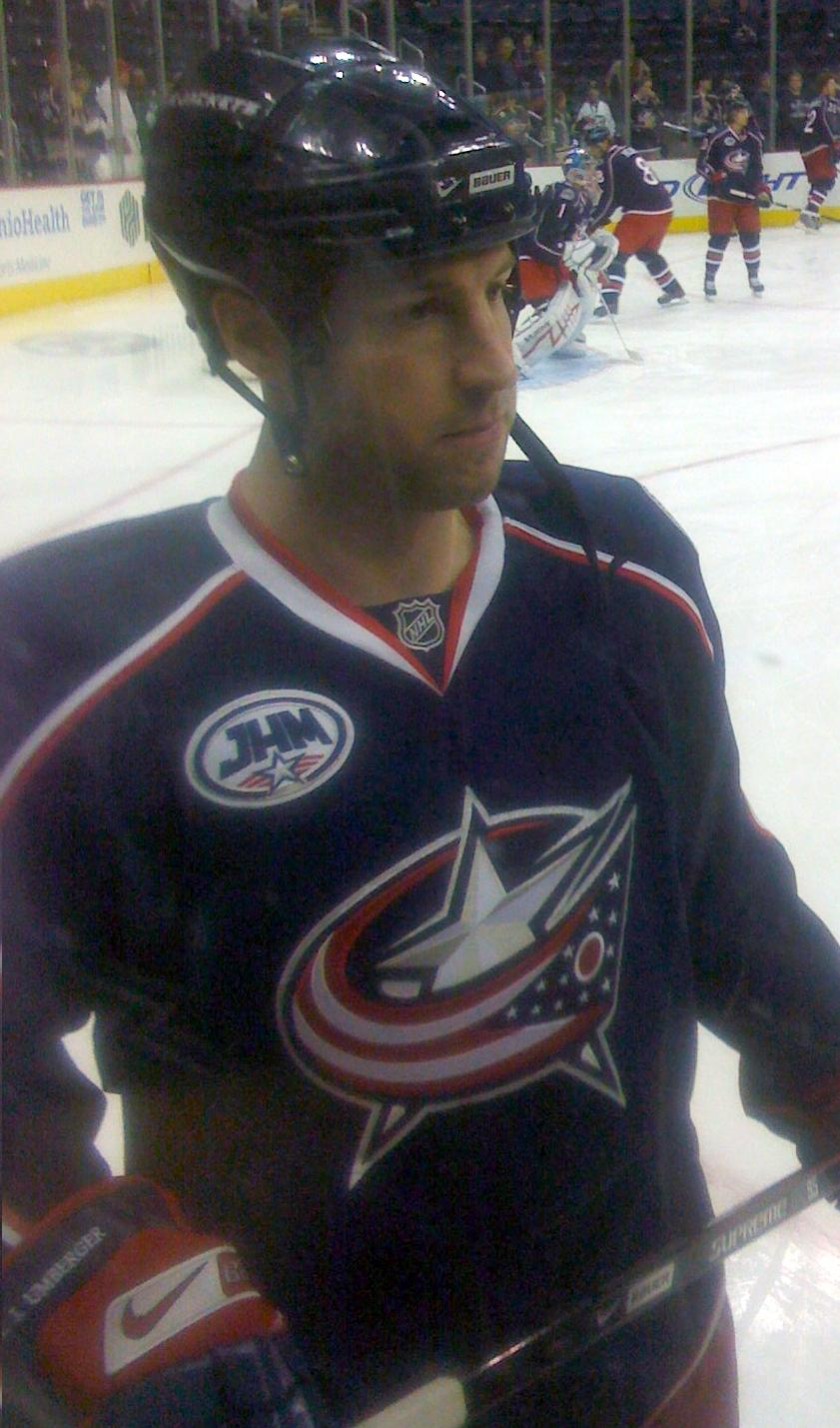
R. J. Umberger

- Ed Ulinski (1919–2006), American-Football-Spieler und -Trainer
- R.J. Umberger (* 1982), Eishockeyspieler
- Ferdinand T. Unger (1914–1999), Generalleutnant der United States Army
- Johnny Unitas (1933–2002), Footballspieler
- Denny Urban (* 1988), Eishockeyspieler

## V

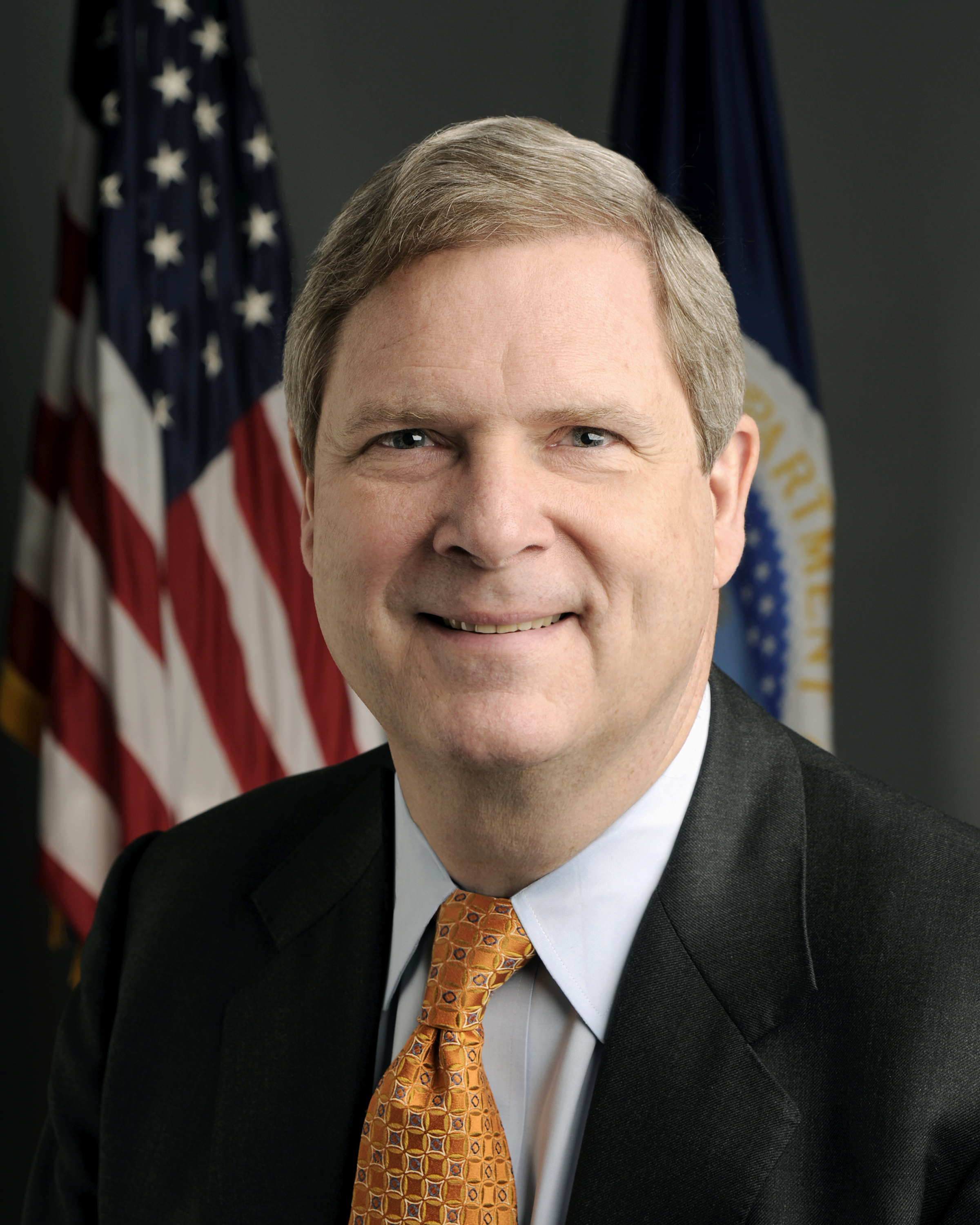
Tom Vilsack

- Frank J. Valenti (1911–2008), Mobster der amerikanischen Cosa Nostra und Oberhaupt der Rochester-Familie
- Johnny Valiant (1946–2018), Wrestler und Wrestlingmanager
- Bill Varner (* 1960), belgisch-US-amerikanischer Basketballspieler
- Ross Ventrone (* 1986), Footballspieler
- Tom Vilsack (* 1950), Politiker
- Cyril John Vogel (1905–1979), Bischof von Salina

## W

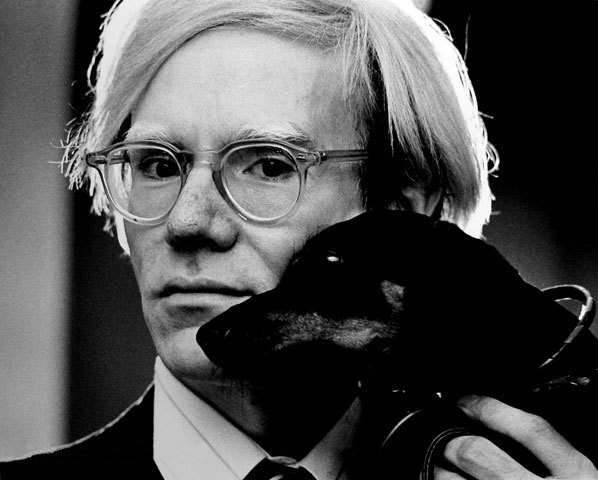
Andy Warhol

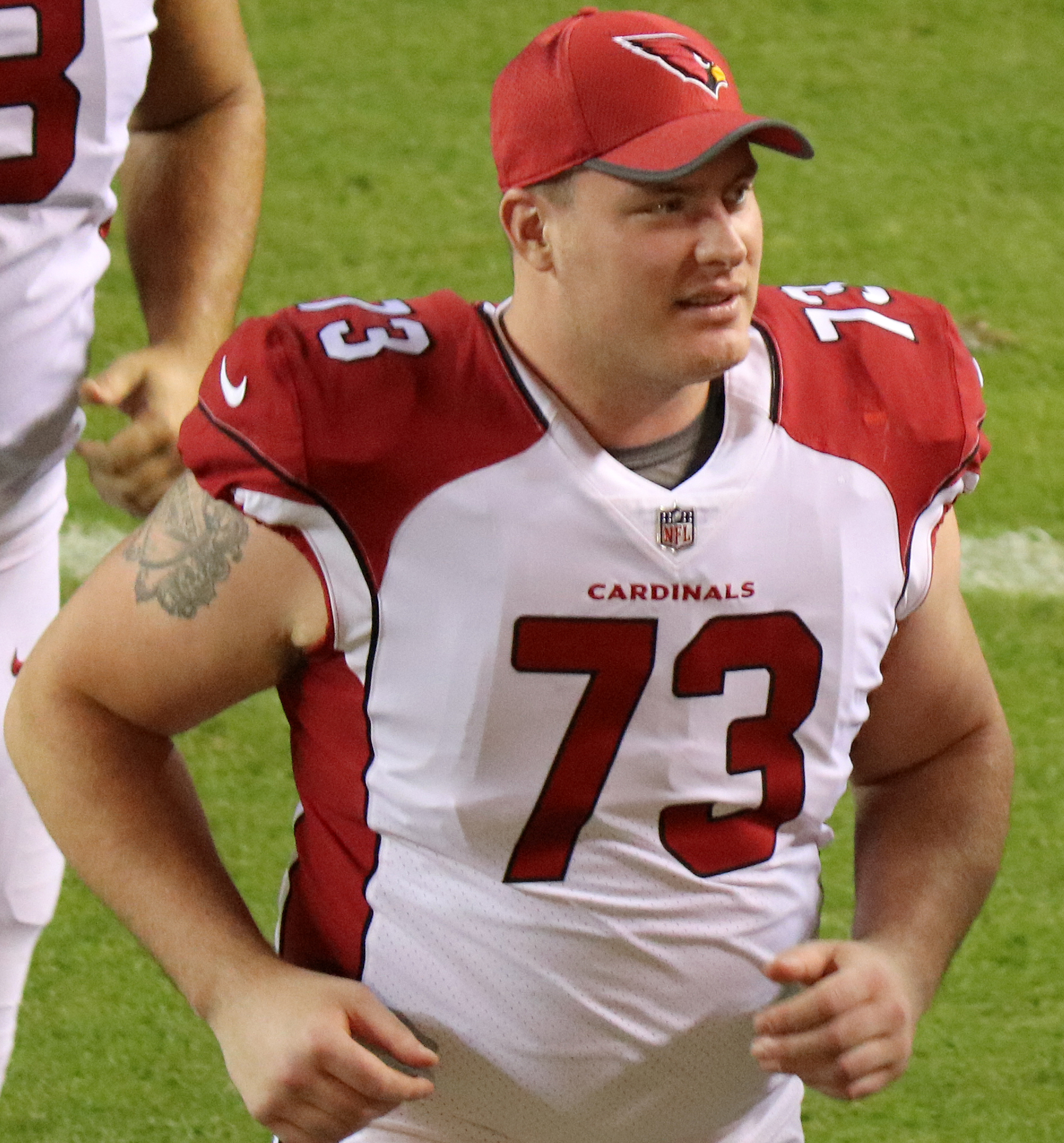
John Wetzel

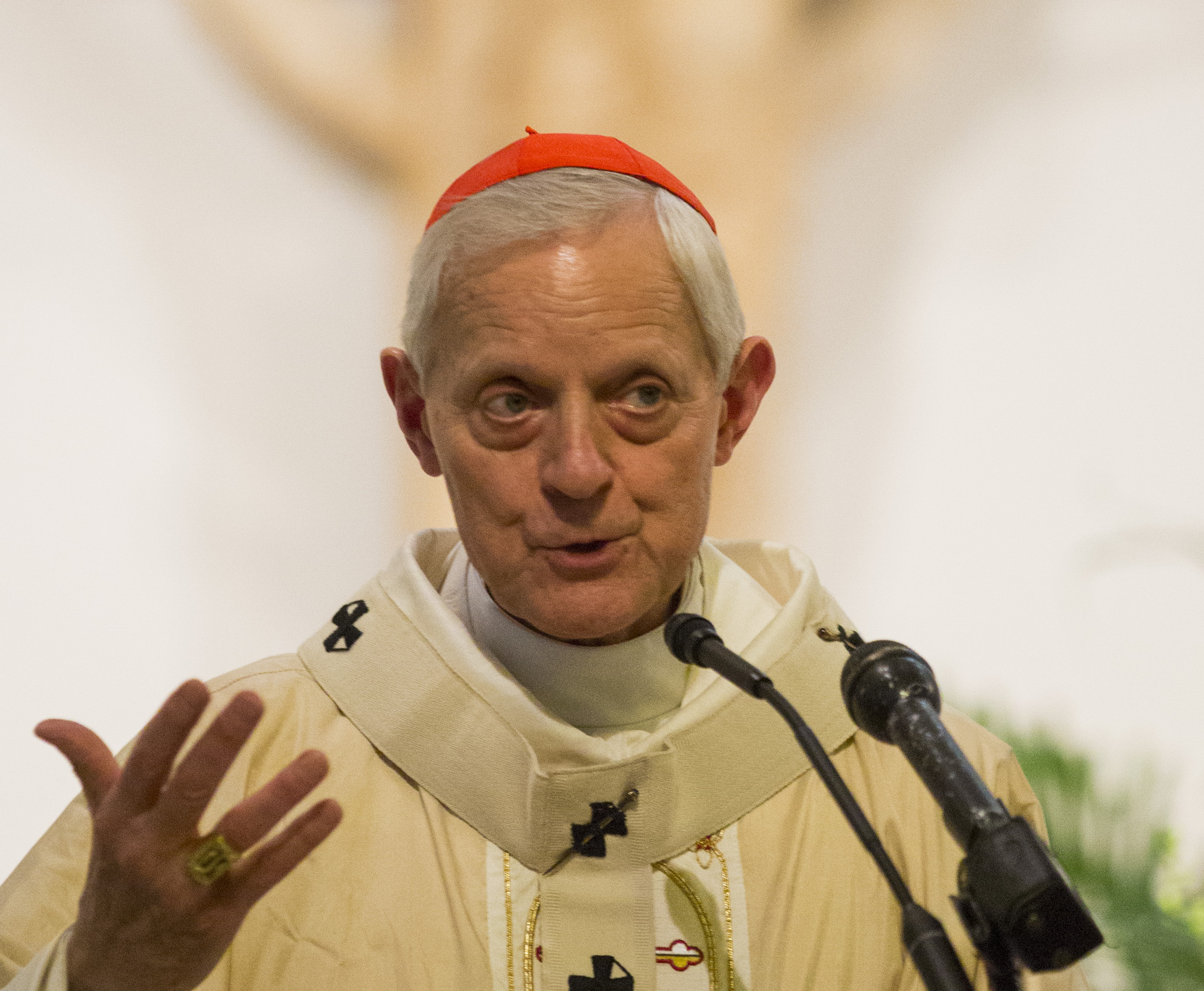
Donald Wuerl

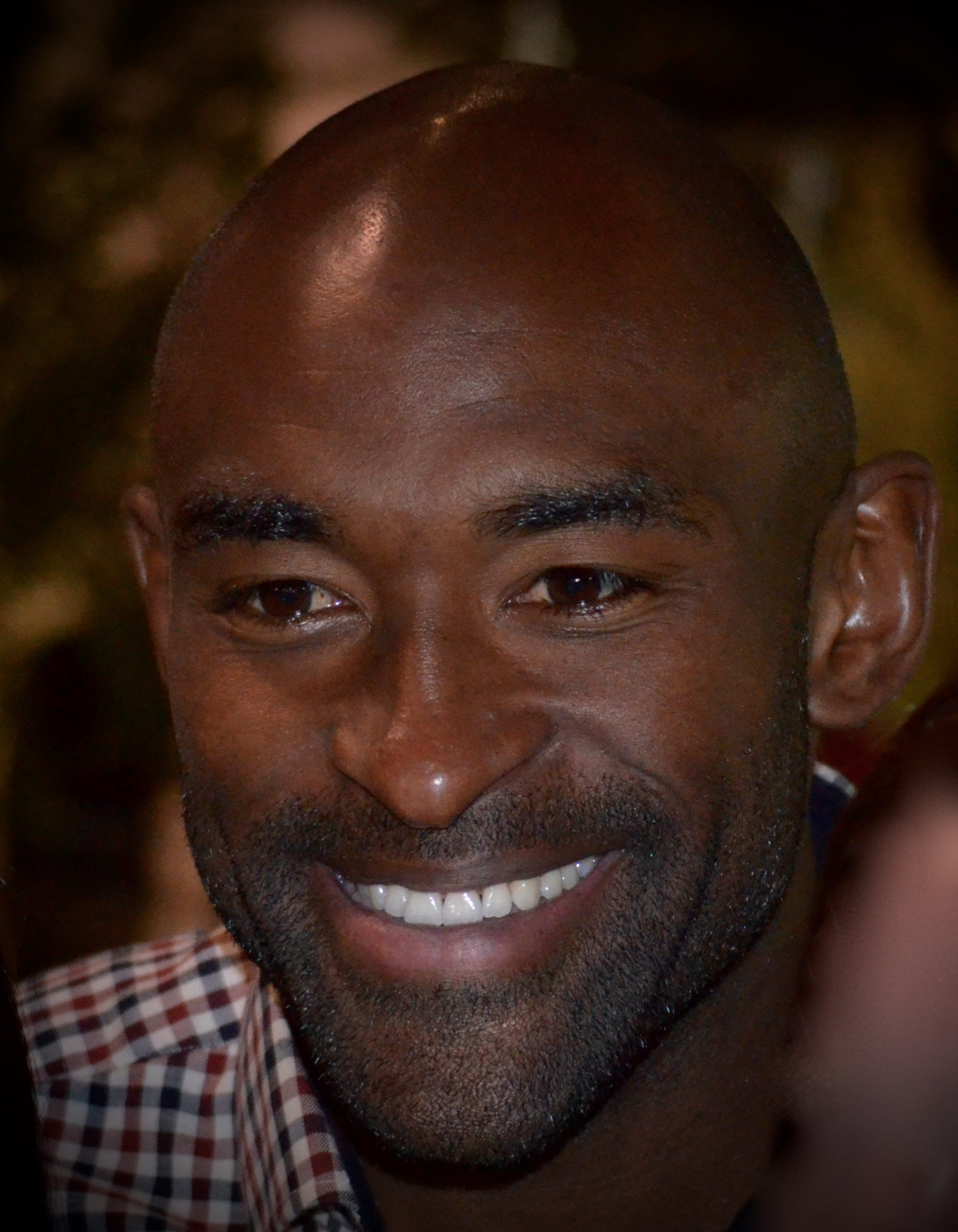
Marvell Wynne

- Adam Wade (1935–2022), Popmusik-Sänger und Schauspieler
- John Walker (1906–1995), Kunsthistoriker, Kurator und Museumsdirektor
- Neil Walker (* 1985), Baseballspieler
- Robert Walker (1909–1992), Mathematiker
- Bobby Wallace (1873–1960), Baseballspieler
- Wendy Waller (* 20. Jahrhundert), Opern- und Liedsängerin in der Stimmlage Koloratursopran/Sopran
- Tom Wallisch (* 1987), Freeskier
- Andy Warhol (1928–1987), Pop-Art-Künstler
- Jeff Tain Watts (* 1960), Jazz-Schlagzeuger
- Fritz Weaver (1926–2016), Film- und Theaterschauspieler
- Mike Weber (* 1987), Eishockeyspieler
- Beveridge Webster (1908–1999), Pianist und Musikpädagoge
- Robert Allan Weinberg (* 1942), Molekularbiologe und Hochschulprofessor
- David Wellington (* 1971), Buchautor und Blogger
- Charles West (1885–1943), Schauspieler
- Albert Gallatin Wetherby (1833–1902), Malakologe, Mineraloge und Fossiliensammler
- John Wetzel (* 1991), Footballspieler
- Patrick Wey (* 1991), Eishockeyspieler
- Randy White (* 1953), Footballspieler
- Robert V. Whitman (1928–2012), Bauingenieur
- George W. Wickersham (1858–1936), Jurist, Politiker und US-Justizminister
- Albert Wiggins (1935–2011), Schwimmer
- Earl Wild (1915–2010), Pianist und Komponist
- Lauryn Williams (* 1983), Sprinterin und Bobfahrerin
- Lawrence G. Williams (1913–1975), Politiker
- Lori Williams (* 1946), Filmschauspielerin
- August Wilson (1945–2005), Dramatiker und Bühnenautor
- Lois Wilson (1894–1988), Schauspielerin
- William Joseph Winter (* 1930), römisch-katholischer Weihbischof in Pittsburgh
- Stefen Wisniewski (* 1989), American-Football-Spieler
- Lauren Wood (* 20. Jahrhundert), Popsängerin und Songwriterin
- Euphemia R. Worthington (1881–1969), Mathematikerin und Hochschullehrerin
- Matt Wrbican (1959–2019), Archivar
- Jack Wright (* 1942), Free-Jazz- und Improvisationsmusiker
- Donald Wuerl (* 1940), römisch-katholischer Erzbischof von Washington
- Marvell Wynne (* 1986), Fußballspieler

## Y

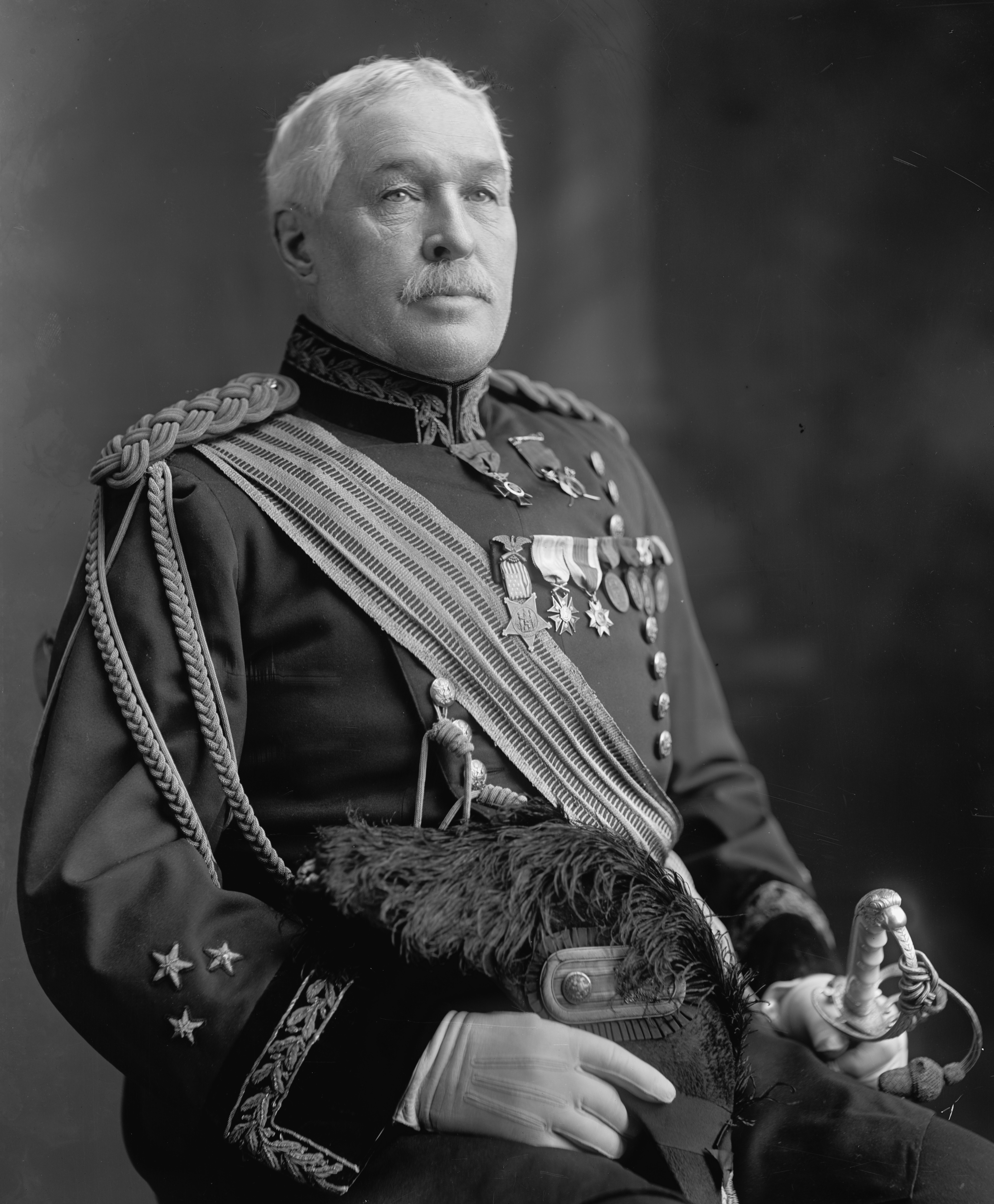
Samuel Baldwin Marks Young

- Karen Yasinsky (* 1965),  Künstlerin und Dozentin
- Peter Young (* 1940), Maler
- Samuel Baldwin Marks Young (1840–1924), Generalleutnant der US Army

## Z

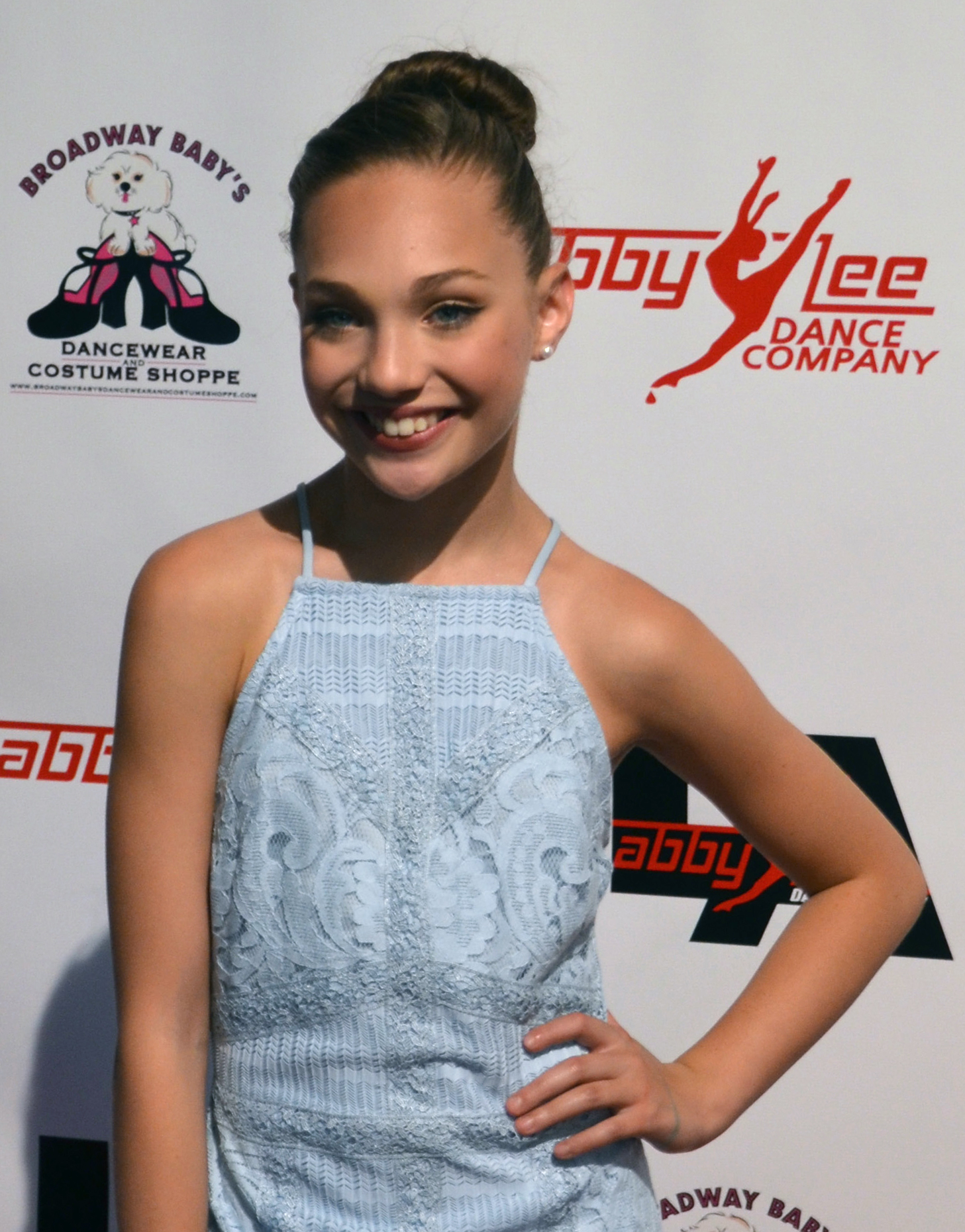
Maddie Ziegler

- Daniel Zampini (1901–1971), Fußballspieler und -funktionär
- Jamie Zawinski (* 1968), Programmierer
- Chelsea Zhang (* 1996), Schauspielerin
- Mackenzie Ziegler (* 2004), Tänzerin, Sängerin, Schauspielerin und Model
- Maddie Ziegler (* 2002), Tänzerin, Schauspielerin und Model
- Fritzie Zivic (1913–1984), Boxer
- Ramon Zupko (1932–2019), Professor für Musikkomposition
- Darrell Zwerling (1928–2014), Schauspieler